# Geschichte des Antisemitismus bis 1945

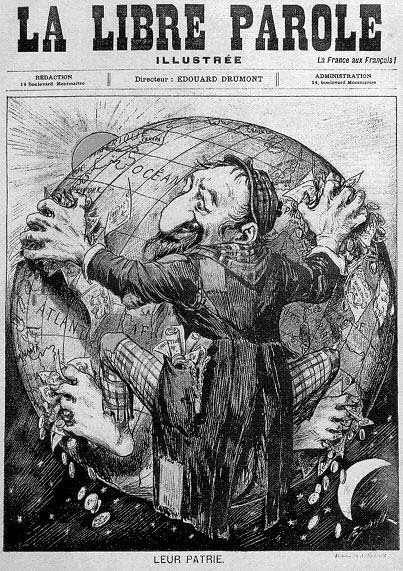
Antisemitische Karikatur als Titelblatt von La Libre Parole, Untertitel: „ihr Vaterland“ (1893)

Antisemitismus, eine mit Nationalismus, Sozialdarwinismus und Rassismus verbundene Judenfeindlichkeit, tritt seit der Aufklärung in Europa auf. Er löste den älteren christlichen Antijudaismus ab oder transformierte ihn. Der ab 1878 entstandene Rassenantisemitismus führte als Staatsideologie in der Zeit des Nationalsozialismus zum Holocaust (1941–1945).

## Voraussetzungen

### Sozialökonomische Situation der jüdischen Minderheit
Juden bildeten um 1800 in den meisten Ländern Mitteleuropas die größte nichtchristliche Minderheit. Sie gehörten überwiegend zur Unterschicht, da ihnen im Mittelalter Grunderwerb und Ackerbau, die Mitgliedschaft in Handwerkszünften und Kaufmannsgilden sowie der Aufstieg in den Adel verboten waren. Isolierung in städtischen Ghettos und die ständige Existenzbedrohung durch Pogrome kennzeichneten damals ihre Lage.
In der Frühen Neuzeit blieben Juden im Konkurrenzkampf mit Nichtjuden nur bestimmte Berufsbereiche: nichtzünftiges Handwerk (wie Metzger), Kramhandel, Pfandleihe, Kleinkreditgewerbe, Brauwesen und Schankwirtschaften, Hausierergeschäft und reisender Landhandel. Wo sie, wie in Polen im 16. Jahrhundert, zeitweise eine gehobene und für den Adel unentbehrliche Stellung als Zoll- und Steuereinnehmer, Gutspächter, Holz- und Pferdehändler erreichten, wurden sie später vom Kleinadel und aufstrebendem christlichen Bürgertum verdrängt. Nur weniger als zwei Prozent der Juden erreichten den Status von wohlhabenden und geachteten „Hofjuden“ oder Ärzten. Die Masse lebte in „Judendörfern“ oder „Judengassen“ in religiöser, rechtlicher und ökonomischer Absonderung. Ihre Begegnungen mit der übrigen Bevölkerung beschränkten sich weitgehend auf Tauschgeschäfte und Märkte.
Bis etwa 1670 hatten die meisten deutschen Städte die Juden aufs Land vertrieben. Auch im 18. Jahrhundert wurden besonders mittel- und arbeitslose Juden oft von anderen bedrückten Ständen und städtischen Kaufleuten oder wegen Versorgungskrisen vertrieben, z. B. 1745 aus Prag, 1750 aus Breslau, 1772 bis 1790 aus dem Bezirk Dresden. Dort, wo man sie duldete, beschränkte man ihre Gewerbe und Heiratsmöglichkeiten und machte das Recht zur Ansiedlung von einem Mindestvermögen abhängig. Befristete „Schutzbriefe“ von Landesherren mussten mit hohen Sondersteuern bezahlt werden.
Seit etwa 1780 wanderten viele verarmte Juden aus Osteuropa, deren Vorfahren aus Mitteleuropa vor Pogromen geflohen waren, wieder westwärts. 1791 verfügte ein Statut der Zarin Katharina II., dass Juden nur noch in bestimmten Grenzgebieten wohnen und arbeiten durften, die dann im 19. Jahrhundert unter der Bezeichnung Ansiedlungsrayon bekannt wurden; in den Folgejahren wurden etwa 230.000 russische Dorfjuden ausgewiesen oder zwangsumgesiedelt. Daraufhin nahmen Vertreibungen von 1800 bis 1848 auch in Preußen wieder zu. Die Folge war eine stetige Abnahme, Verkleinerung und Verelendung der verbliebenen Judengemeinden. Dies verstärkte wiederum das negative Außenbild von ihnen, das sich etwa in den Legenden vom heimatlos durch die Zeiten wandernden Ewigen Juden spiegelte.
1820 lebten im deutschsprachigen Raum etwa 220.000 Juden. Bis zur Reichsgründung 1871 wurden es 512.000, bis 1910 615.000. Dabei sank ihr Anteil an der Gesamtbevölkerung von 1,25 Prozent auf knapp ein Prozent.
1905 hatten 95 Prozent aller Orte im Deutschen Reich keine jüdischen Bewohner. 25 Prozent aller Juden lebte in Großstädten mit über 100.000 Einwohnern. Große Anteile davon – um 1885: 30, um 1910: 60 Prozent – konzentrierten sich in wenigen Großstädten, besonders in Berlin (um 1905: 144.000 Juden, entsprechend 3,7 Prozent der Gesamtbevölkerung) und in Frankfurt am Main. In Wien lebten 175.000 (8,6 Prozent), in Budapest 204.000 (23,1 Prozent) Juden. Davon waren etwa ein Fünftel ausländischer Herkunft, meist „Ostjuden“. Diese bewohnten oft aufgrund sprachlicher und sozialer Barrieren eigene Stadtviertel oder Enklaven und waren dadurch deutlich als Minderheit sichtbar.
Die Berufsstruktur wandelte sich erheblich: Lebten um 1800 noch die weitaus meisten Juden von Not- und Kleinhandel, so fiel dieser Anteil bis 1907 auf unter zehn Prozent. 62 Prozent aller Juden arbeiteten nun im Warenhandel und Verkehrswesen (gegenüber 13 Prozent der übrigen Deutschen), 27 Prozent in Handwerk und Industrie, acht Prozent bei öffentlichen und privaten Dienstleistern, 1,6 Prozent in Land- und Forstwirtschaft. Es gab also nach wie vor fast keine jüdischen Bauern und wenige Industriearbeiter, aber viele Warenhändler. Auch der Anteil der Freiberufe – seit dem preußischen Erziehungsgesetz von 1833 als Wendung der Juden zu „Wissenschaften und Künsten“ gefördert – wuchs unter Juden überdurchschnittlich. Der Wohlstand vor allem städtischer Juden wuchs schneller als der der übrigen Deutschen, was Werner Sombart 1910 an ihren Steuerzahlungen nachwies. Auch die Zahl der von Juden geführten Großunternehmen und Banken wuchs bis 1914 an. Juden waren also einerseits stärker in Großstädten und Handelsberufen konzentriert und konnten andererseits die Emanzipation stärker für sozialen Aufstieg nutzen als andere. Die seit Jahrhunderten vorgegebenen Diskriminierungs- und Ausgrenzungsmuster hatten sich immer auch auf solche sozialen Unterschiede und Reibungsflächen bezogen. So wurden die Juden in ökonomischen Umbrüchen und Krisen verstärkt als Ursache von Konflikten wahrgenommen und fixiert. Nicht zufällig fielen die Wellen des sich verstärkenden Antisemitismus z. B. 1819, 1873, 1879 ff., 1918–1924 und 1930 ff. zeitlich mit Wirtschaftskrisen zusammen. Deren undurchschaute ökonomische Ursachen wurden auf eine angebliche kulturelle, politische und ökonomische Dominanz der jüdischen Minderheit zurückgeführt.

### Emanzipation und Reaktion
Die Schrift des preußischen Archivars Christian Wilhelm Dohm Über die bürgerliche Verbesserung der Juden (1781) wurde einflussreiches Leitbild der Judenemanzipation. Doch um 1800 lasen und diskutierten nur wenige meist adelige Gebildete solche Schriften. Die Mehrheit behandelte Juden weiterhin als Menschen minderen Werts und Rechts und fürchtete den Verlust ihrer eigenen ständischen Privilegien. Dies wog schwerer als die Aussicht auf mehr demokratische Partizipation. Die soziale Lage änderte sich allmählich in der Folge der bürgerlichen Demokratiebewegung. Dieser Prozess unterlag besonders im deutschsprachigen Raum ständigen Rückschlägen. Er war nur mit staatlichen Verordnungen durchsetzbar, die zudem traditionelle Diskriminierungen beibehielten.
Nach dem Habsburger „Toleranzpatent“ von 1781 brachte die französische Nationalversammlung den Juden 1791 erstmals in einem europäischen Staat die vollen Bürgerrechte. Sie hob damit aber auch ihre bisherige Gemeindeautonomie und Wehrdienstbefreiung auf und zwang sie so zur Assimilation. Der von Napoleon Bonaparte 1804 erlassene Code civil führte diese Gesetze auch in den von Frankreich eroberten deutschen Gebieten ein, u. a. dem Rheinland und Hamburg. Doch 1808 schränkte ein Dekret Napoleons die Bürgerrechte für Juden sowie deren Bewegungsfreiheit und Berufsmöglichkeiten wieder ein: Jüdische Kreditgeber mussten nachweisen, dass ihre Forderung an den Schuldner ohne „Betrug“ zustande gekommen sei, und Zinsen auf Darlehen auf fünf Prozent begrenzen; bei mehr als zehn Prozent vereinbarten Zinsen verfiel der Gesamtbetrag. Zudem durften Juden nur noch mit Vorlage eines jährlich erneuerten Leumundszeugnisses Geschäfte abschließen. Dies bedeutete für viele jüdische Händler und Kaufleute den Ruin. Der mittelalterliche, diskriminierende Judeneid im Rechtsverkehr mit Nichtjuden wurde in Frankreich 1839 abgeschafft. Bis 1812 folgten fast alle deutschen Staaten Dohms Gleichstellungsforderungen, zuletzt Preußen. Dessen Judenedikt schloss sie aber weiter vom gehobenen Staatsdienst aus, wobei dieses allerdings nur für die altpreußischen Gebiete, d. h. diejenigen, in denen das „Allgemeine Preußische Landrecht“ galt, zutraf. Die rechtsrheinischen Provinzen blieben davon dennoch ausgenommen, in ihnen galt der Stand von 1808 weiter. In den Folgejahren scheiterten Anläufe zur vollen Gleichberechtigung.
Nach den Befreiungskriegen erlaubte der Wiener Kongress von 1814 den Staaten des Deutschen Bundes, Napoleons Gesetze zurückzunehmen. Daraufhin widerriefen sie ihre bisherigen Zugeständnisse. Nach den Unruhen von 1819 (s. u.) kam es sogar wieder zu Ausweisungen von Juden (Lübeck). 1822 verbot Friedrich Wilhelm III. Juden Lehrberufe in Preußen und entließ sie aus allen Staatsdiensten. Daraufhin ließen sich viele gebildete Juden für Berufschancen und gesichertes Einkommen christlich taufen: Heinrich Heine sah im „Taufzettel das Entreebillet zur europäischen Kultur“.
Erst ab 1830 forderten auch liberale Demokraten die „bürgerliche Verbesserung“ von Juden und Bauern, um den Feudalismus abzuschaffen. Der deutschpatriotische Jude Gabriel Riesser kämpfte für volle Religionsfreiheit ohne diskriminierende soziale Folgen und sorgte dafür, dass die Frankfurter Nationalversammlung 1848 diese in die Grundrechte des deutschen Volkes aufnahm. Viele deutsche Staaten, die Napoleons Dekret von 1808 übernommen hatten, hoben es erst 1849 auf. Bis 1850 blieben die preußischen Berufsverbote in Kraft, sodass Juden weiterhin nur verachtete und unsichere Nischenberufe und Kleingewerbe blieben.
Nach dem Großherzogtum Baden (1862) und der Stadt Frankfurt am Main (1864) wurde 1867 in der Österreich-Ungarischen Monarchie und 1869 im Norddeutschen Bund den Juden die volle Gleichberechtigung zugestanden und letzteres auf das Kaiserreich 1871 gesetzlich erstreckt.

## Frühantisemitismus

### Aufklärung, Idealismus und Romantik
Naturwissenschaftlicher und sozialer Fortschritt veränderten seit dem Westfälischen Frieden von 1648 allmählich die Einstellung zur jüdischen Minderheit. Aus dem Naturrecht leitete die aufgeklärte Philosophie die Gleichberechtigung aller Bürger ab. Als deren Bedingung bzw. Ziel galt die Überwindung des irrationalen Aberglaubens des Antijudaismus ebenso wie die des „Judaismus“. Damit drängte das aufstrebende Bürgertum den kirchlichen Einfluss auf die Gesellschaft zurück, übernahm aber zugleich einen Großteil der tradierten antijüdischen Denk- und Verhaltensmuster.
Schon die englischen Deisten bekämpften den Offenbarungs- und Wunderglauben des Judentums, hauptsächlich um so das orthodoxe Christentum zu unterhöhlen. Auch Voltaire (1694–1778) lehnte beide Religionen von Grund auf ab. Er geißelte Juden in seinem Werk wiederholt u. a. als „betrügerische Wucherer“, „diebische Geldverleiher“ und „Abschaum der Menschheit“ mit angeborenen negativen Eigenschaften. Trotzdem verteidigte er auch ihre Gewissensfreiheit und protestierte gegen damalige religiöse Verfolgungen.
Georg Christoph Lichtenberg (1742–1799) schrieb, „der Jude“ sei „ein unersättlicher, habgieriger Betrüger, besessen von einem skrupellosen Handels- und Schachergeist“, amoralisch, gerissen, hinterhältig und schmarotzerhaft. Er halte sich für viel zu intelligent, sei aber „ausgesprochen anpassungsfähig, nutzlos und schädlich für die Umwelt“, ein Beispiel des Bösen und Minderwertigen. Er verglich Juden in seinen Sudelbüchern öfter mit Sperlingen, die damals als schlimme Flurschädlinge galten und massenhaft bekämpft wurden. Andererseits trat er für befreundete Juden ein.
Immanuel Kant (1724–1804) nannte in Tischgesprächen Juden „Vampyre der Gesellschaft“. Sie seien „durch ihren Wuchergeist seit ihrem Exil in den nicht unbegründeten Ruf des Betruges […] gekommen“. Obwohl er biblische Grundgedanken der Tora in seinem Sittengesetz vernunftgemäß entfaltete und die rabbinischen Traditionen kaum kannte, hielt er das Christentum für sittlich überlegen, grenzte es scharf gegen das Judentum ab, verlangte von Juden die Abkehr von biblischen Ritualgesetzen und ein öffentliches Bekenntnis zur ethischen Vernunftreligion. Erst dann könnten sie Anteil an allen Bürgerrechten erhalten. Er wünschte den Juden, die er als „die unter uns lebenden Palästiner“ bezeichnete, immerhin eine „Euthanasie“, „einen schönen Tod“. Im Rahmen seiner Religionskritik von 1793 und 1798 schrieb er ihnen „statutarischen“ (gesetzlich-dogmatischen) Glauben, „Geschicklichkeit, andere zu betrügen“ und „Menschenhaß“ zu.
Johann Gottfried Herder (1744–1803) hielt die Juden für „verdorben“, „ehrlos“ und „amoralisch“, aber durch Erziehung zu bessern. Er deutete ihre Diaspora-Situation als Unfähigkeit zu einem eigenen Staatsleben und prägte den oft zitierten Satz, Juden seien seit Jahrtausenden „eine parasitische Pflanze auf den Stämmen anderer Nationen“. Er forderte die Abkehr von ihrer Religion als Voraussetzung für ihre nationale und kulturelle Integration.
John Toland (1670–1722), englischer Freidenker, sprach sich als Erster ausdrücklich für eine rechtlich-kulturelle jüdische Emanzipation aus. In Deutschland kämpfte vor allem Moses Mendelssohn (1729–1786) für die Anerkennung seiner Religion, die er zugleich von innen liberalisieren und über sich selbst aufklären wollte (Haskala). Sein Freund Gotthold Ephraim Lessing (1729–1781) rief 1749 in seinem Lustspiel Die Juden dazu auf, die anachronistischen Vorurteile gegen sie aufzugeben. In seinem Drama Nathan der Weise (1779) forderte er die gegenseitige Toleranz der drei monotheistischen Religionen, deren subjektive „Wahrheit“ objektiv unbeweisbar sei. Die Hauptfigur trägt Mendelssohns Züge und setzte ihm ein Denkmal. Lessing glaubte an die Aufhebung jedes religiösen Aberglaubens durch humanen Fortschritt und die pädagogische Erziehung des Menschengeschlechts (1781); auch den „jüdischen Kinderglauben“ an Tora und Talmud wollte er damit „überwinden“.
Von den wichtigen Theoretikern der Aufklärung erkannte nur Montesquieu (1689–1755) das Judentum in seiner Eigenart an.
Der Dominikaner Ludwig Greinemann verband erstmals Juden und Freimaurer, indem er 1778 in einer Predigt in Aachen behauptete, Pontius Pilatus, Herodes Antipas und Judas Iskariot seien Mitglieder einer Freimaurerloge gewesen, die heimlich Jesu Ermordung geplant habe.
Johann Gottlieb Fichte (1762–1814) war ein entschiedener Judengegner, in einem allerdings sehr theoretischen Sinne. Er schrieb 1793 in seinem vielzitierten Beitrag zur Berichtigung der Urteile des Publikums über die französische Revolution:

„Juden Bürgerrecht zu geben, dazu sehe ich wenigstens kein Mittel als das, in einer Nacht ihnen alle die Köpfe abzuschneiden und andere aufzusetzen, in denen auch nicht eine jüdische Idee sei. Um uns vor ihnen zu schützen, dazu sehe ich wieder kein ander Mittel, als ihnen ihr gelobtes Land zu erobern und sie alle dahin zu schicken.“

Im selben Text allerdings betonte er ebenso ihre unbedingt zu achtenden „Menschenrechte“. Sein Antisemitismus war intellektueller Natur und richtete sich einerseits gegen die partikulare Rolle der Juden innerhalb der deutschen Nation, deren unteilbare Souveränität Fichte betonte und bei der er die Notwendigkeit einer überaus weitgehenden, antipluralistischen und staatlicherseits zu fördernden Homogenität sah, und beruhte weiterhin auf Fichtes besonderer Konzeption eines vom Johannes-Evangelium sehr abstrakt abgeleiteten Christentums, das auf eine dialogische Beziehung mit Gott als Person und Schöpfer zugunsten einer allein aus der Vernunft des Denkenden begründeten Religiosität verzichtete, wogegen nach Fichte wiederum die jüdischen Bestandteile des Christentums, tradiert durch den Apostel Paulus, stünden. In seinem persönlichen Umfeld wandte Fichte sich gegen antijüdische Schikanen: Seine Stelle als Rektor der Berliner Universität gab er unter Protest auf, nachdem der Senat der Universität gegen Fichtes Widerstand einen jüdischen Studenten, der von nichtjüdischen Kommilitonen unprovoziert und wiederholt in aller Öffentlichkeit geschlagen worden war, trotz dessen offenkundiger Unschuld mitbestrafte.
Georg Wilhelm Friedrich Hegel (1770–1831) deutete Juden als Verkörperung der Entzweiung und materiellen Knechtschaft im Gegensatz zur griechisch-platonischen Freiheit des Geistes. In einer Jugendschrift schrieb er etwa: „Der Löwe hat nicht Raum in einer Nuss, der unendliche Geist nicht Raum in dem Kerker einer Judenseele.“
An anderer Stelle dieser Schrift schrieb er:

„Das Schicksal des jüdischen Volkes ist das Schicksal Macbeths, der aus der Natur selbst trat, sich an fremde Wesen hing und so in ihrem Dienste alles Heilige der menschlichen Natur zertreten und ermordet, von seinen Göttern endlich verlassen und an seinem Glauben selbst zerschmettert werden musste.“

Hegel widersprach einer volkstümelnden Romantik und trat für die rechtliche Gleichstellung der Juden ein. In seinen Grundlinien der Philosophie des Rechts schrieb er, dass Juden „zuallererst Menschen sind und daß dies nicht nur eine flache, abstrakte Qualität ist, sondern daß darin liegt, daß durch die zugestandenen bürgerlichen Rechte vielmehr das Selbstgefühl, als rechtliche Personen in der bürgerlichen Gesellschaft zu gelten, und aus dieser unendlichen, von allem anderen freien Wurzel die verlangte Ausgleichung der Denkungsart und Gesinnung zustande kommt.“ Dies trage dazu bei, die den Juden vorgeworfene Absonderung aufzuheben.
Clemens Brentano (1778–1842) zeigte 1811 seine Verachtung der Juden in der Satire Der Philister vor, in und nach der Geschichte für die Berliner Christlich-deutsche Tischgesellschaft:

„Die Juden, als von welchen noch viele Exemplare in persona vorrätig, die von jeder ihren zwölf Stämmen für die Kreuzigung des Herrn anhängenden Schmach Zeugnis geben können, will ich gar nicht berühren, da jeder der sich ein Kabinett zu sammeln begierig, nicht weit nach ihnen zu botanisieren braucht; er kann diese von den ägyptischen Plagen übriggebliebenen Fliegen in seiner Kammer mit alten Kleidern, an seinem Teetische mit Theaterzetteln, und ästhetischem Geschwätz, auf der Börse mit Pfandbriefen und überall mit Ekel und Humanität und Aufklärung, Hasenpelzen und Weißfischen genugsam einfangen.“

Dieser Haltung widersprach Friedrich Schlegel (1772–1829) und verwies 1815 darauf, dass Juden alle bürgerlichen Pflichten, besonders den Kriegsdienst, erfüllt hätten und man ihnen deshalb nicht länger die Bürgerrechte verwehren könne.

### Anti-napoleonischer Nationalismus
Am Vorabend der Französischen Revolution definierte Emmanuel Joseph Sieyès (1748–1836) in seiner einflussreichen Kampfschrift Was ist der Dritte Stand? den Begriff der Nation als Gesamtheit aller Bürgerlichen im Gegensatz zu den privilegierten Ständen von Adel und Klerus. Für die Revolutionäre von 1789 galten für alle Landesbewohner die gleichen Menschenrechte. Zur Nation konnte jeder gehören, der sich zu den Prinzipien Freiheit, Gleichheit, Brüderlichkeit bekannte.
Auf diese demokratische Definition reagierten andere Staaten wegen und nach der französischen Besetzung mit einer ethnischen, exklusiven Auffassung von Volk und Nation als einer „Abstammungsgemeinschaft“. Diese grenzte sich nicht gegen die privilegierten Stände, sondern gegen die Franzosen und alle Fremden ab, besonders die Juden.
In Deutschland sahen viele den angestrebten deutschen Nationalstaat schon vor 1848 als „Organismus“ und verbanden mit diesem biologischen Sprachbild oft Kritik an „Volksschädlingen“ und unproduktiven „Schmarotzern“. Diese Verachtung bezog sich (wie auf die „Wucherer“ im Mittelalter) weiterhin vor allem auf Juden.
So forderte der Berliner Justizrat Carl Wilhelm Friedrich Grattenauer (1773–1838) zu Beginn der preußischen Emanzipationsdebatte 1791 ihre Vertreibung. Seine 1791 anonym erschienene Schrift Über die physische und moralische Verfassung der heutigen Juden löste heftige Debatten in Berlin aus. Weitere Hassschriften Grattenauers folgten (u. a. 1803: Wider die Juden), bis der Staat diese verbot.
Der Berliner Schriftsteller Friedrich Buchholz (1768–1843) warnte 1803 (Jesus und Moses) vor der langwierigen „bürgerlichen Verbesserung“ der Juden und bedauerte, dass man sie zu seiner Zeit nicht mehr vertreiben könne. Gleichwohl erörterte er diese Möglichkeit öffentlich ausführlich. Sie blieb ständiges Drohmittel, um die Assimilation der Juden zu beschleunigen und ihre Religion möglichst bald verschwinden zu lassen.
Deutsche Nationalisten lehnten die jüdische Emanzipation ab und sahen darin eine Bedrohung bisheriger Privilegien. So warnten Hartwig von Hundt-Radowsky, Friedrich Rühs u. a. seit 1812 vor einer bevorstehenden jüdischen Weltherrschaft der einst unterdrückten, nun angeblich bevorteilten Minderheit der Juden über die christliche, insbesondere die „germanische“ Welt.
Auch der Schweizer Pädagoge Johann Heinrich Pestalozzi (1746–1827), der „Turnvater“ Friedrich Ludwig Jahn (1778–1852) und der Völkerkundler Ernst Moritz Arndt (1769–1860) waren Nationalisten und Judenfeinde, deren Ideen vom deutschen Volkstum rassistische Antisemiten später aufgriffen. So schrieb Arndt zur Westwanderung russischer und polnischer Juden:

„Die Juden als Juden passen nicht in diese Welt und in diese Staaten hinein, und darum will ich nicht, dass sie auf eine ungebührliche Weise in Deutschland vermehrt werden. Ich will es aber auch deswegen nicht, weil sie ein durchaus fremdes Volk sind und weil ich den germanischen Stamm so sehr als möglich von fremdartigen Bestandteilen rein zu erhalten wünsche.“

Während die meisten Regierungen Juden im Interesse aller Bürger langfristig integrieren wollten, ließen Provinzstädte ihre Vertreibung weiterhin oft zu. Dazu aktivierten gebildete Frühantisemiten gern „Volkes Stimme“. Der Völkerkundler Friedrich Rühs (1781–1820) etwa schrieb in einem antijüdischen Traktat 1816: Könne man die Juden nicht zur Taufe bewegen, dann bleibe nur ihre Ausrottung. Dem stimmte der Philosoph Jakob Friedrich Fries zu: „Fragt doch einmal Mann vor Mann herum, ob nicht jeder Bauer, jeder Bürger sie als Volksverderber und Brotdiebe haßt und verflucht.“ Die „Gesellschaft prellsüchtiger Trödler und Händler“ müsse ihre betrügerische Tätigkeit aufgeben oder der Staat müsse sie dazu zwingen, da andernfalls ihre gewaltsame Vertreibung unausweichlich sei. Er forderte, sich von der „jüdischen Pest“ zu befreien.
Fries rief 1817 die bei der Gründung der Urburschenschaft auf dem Wartburgfest 1817 anwesenden Studenten zu einer Bücherverbrennung auf. Dabei wurde auch die Schrift Germanomanie des jüdischen Autors Saul Ascher, die den deutschnationalen Verfolgungswahn kritisierte, mit dem Ruf Wehe über die Juden! ins Feuer geworfen. Heinrich Heine kommentierte dies 1840:

„Auf der Wartburg herrschte jener beschränkte Teutomanismus, der viel von Liebe und Glaube greinte, dessen Liebe aber nichts anderes war als Haß des Fremden und dessen Glaube nur in der Unvernunft bestand, und der in seiner Unwissenheit nichts Besseres zu erfinden wußte als Bücher zu verbrennen!“

Im Jahre 1817 schrieb der preußische Kriminalrat Christian Ludwig Paalzow den Dialogroman Helm und Schild, der die Argumente für und wider das jüdische Bürgerrecht auf einen Juden (Helm) und einen Christen (Schild) verteilte und letzteren rhetorisch siegen ließ. Er verwies im Munde Schilds auf die angeblich zu starke Vermehrung, politische Unzuverlässigkeit und Neigung zur Rebellion der Juden aufgrund ihres Messiasglaubens. Ihre Gewerbefreiheit werde ihnen die ökonomische Macht über die Mehrheit zufallen lassen. Daher müsse man sie rechtzeitig vertreiben, wenn sie nicht freiwillig gingen. Der Schaden durch ihren Verlust sei geringer als der Nutzen, sie los zu sein.
1821 veröffentlichte Hartwig von Hundt-Radowsky den Judenspiegel. Darin propagierte er u. a. den Verkauf jüdischer Kinder als Sklaven an die Engländer, um weitere jüdische Nachkommen zu verhindern, und zuletzt Ausrottung und Vertreibung aller Juden. Auch Heinrich Eugen Marcard forderte 1843 in Minden mit einer Petition ihre „Vertilgung“. Hermann von Scharff-Scharffenstein schrieb 1851 in seiner Schrift Ein Blick in das gefährliche Treiben der Judensippschaft:

„Das aber bildet eben den Grundcharakter dieser Nation, daß sie allem eigenen und fremden Staatsleben sich feindlich entgegenstellen und wie Parasiten an alle Völker sich anklammern, ohne diesen anders zu lohnen, als indem sie dieselben zu Grunde richten…Die Juden wollen die Herrschaft über Deutschland, ja über die ganze Welt erlangen. Deshalb werden sie nicht gehen, denn ‚hier‘ können sie wie Vampyre das Blut der Christen saugen und in Palästina finden sie keine.“

Wie viele andere Autoren verwendete er die Tiermetaphern der Spinne, die ihr Netz um die Welt spinnt, des Blutegels oder der gefräßigen Heuschrecken für Juden.
Seit 1830 kamen Aversionen gegen gebildete, meist konvertierte jüdische Schriftsteller und Künstler dazu, deren angebliche „Charaktermängel“ und fehlende „nationale Volkskunst“ sie zu einfallslosem Plagiatoren- und Epigonentum zwinge. So schrieb Richard Wagner gegen die als Konkurrenten empfundenen Komponisten Felix Mendelssohn Bartholdy und Giacomo Meyerbeer:

„Eine Sprache, ihr Ausdruck und ihre Fortbildung, ist nicht das Werk einzelner, sondern einer geschichtlichen Gemeinsamkeit: Nur wer unbewußt in dieser Gemeinschaft aufgewachsen ist, nimmt auch an ihren Schöpfungen teil.“

1803 bis 1805, 1812 bis 1819 sowie seit 1848 waren solche Schriften in der akademischen Literatur besonders verbreitet. Sie setzten die mittelalterliche Tradition antijüdischer Hetzschriften im aufgeklärten, kirchenfernen Bürgertum fort und etablierten die Ressentiments, Abgrenzungs-, Deportations- und Vernichtungsrhetorik etwa 100 Jahre lang im öffentlichen Diskurs, bevor der Rassebegriff für Juden aufkam.

### Frühsozialismus und Anarchismus
Antisemitismus war eng mit dem Aufkommen des Nationalismus verbunden, blieb jedoch nicht auf diesen beschränkt. Der israelische Historiker Edmund Silberner weist 1962 auf „eine lange antisemitische Tradition im modernen Sozialismus“ hin, die über die Feindbilder der Frühsozialisten bis zu rasseantisemitischen Vorstellungen französischer Sozialisten um die Jahrhundertwende nachweisbar sei. Schon im Deismus, dann auch bei manchen Junghegelianern, Religionskritikern und Frühsozialisten findet man Aussagen gegen das überkommene Christentum und das Judentum zugleich, die auf die Auflösung beider zielten. Ludwig Feuerbach ordnete den jüdischen Glauben moralisch noch unter dem Polytheismus stehend ein und setzte ihn mit Egoismus gleich: „Ihr Prinzip, ihr Gott ist das praktischste Prinzip der Welt – der Egoismus, und zwar der Egoismus in der Form der Religion.“
Einige Frühsozialisten setzten Juden und Kapitalisten gleich. Pierre Leroux etwa bezeichnete die Juden als „Verkörperung des Mammons“. Der Journalist und Publizist Eduard Müller-Tellering (1811–nach 1851), der auch für Karl Marx’ Neue Rheinische Zeitung schrieb, behauptete, „das Judentum“ sei „noch zehnmal niederträchtiger als das westeuropäische Bourgeoistum“ und „nicht die Könige, nicht die Soldaten, nicht die Beamten“ seien die „wahren Quäler, denn sie sind bloß Werkzeuge unserer Quäler, der Juden.“ 1844 setzte auch Marx selbst in seinem Aufsatz Zur Judenfrage Kapitalismus mit Geldherrschaft und diese mit dem Judentum in eins. Der „Schacher“ erschien ihm als „der weltliche Kultus des Juden“ und als das „Wesen des Judentums“.
Der Anarchist Pierre-Joseph Proudhon schrieb: „Der Jude besitzt ein gegen die Produktion eingestelltes Temperament; er ist weder Ackerbauer noch Gewerbetreibender, nicht einmal wirklicher Kaufmann. Er ist stets betrügerischer und parasitärer Vermittler […]. Seine Politik in der Wirtschaft ist völlig negativ; er ist das böse Prinzip, nämlich Satan und Ahriman, der in der Rasse Sems Gestalt angenommen hat.“ Juden sah Proudhon als „Feinde der Menschheit. Man muss sie nach Asien zurückschicken.“ Der Anarchist Michail Alexandrowitsch Bakunin schrieb in Persönliche Beziehungen zu Marx 1871:

„Nun diese ganze jüdische Welt, die eine ausbeuterische Sekte, ein Blutegelvolk, einen einzigen fressenden Parasiten bildet, eng und intim nicht nur über die Staatsgrenzen hin, sondern auch für alle Verschiedenheiten der politischen Meinungen hinweg, – diese jüdische Welt steht heute zum großen Teil einerseits Marx, andererseits Rothschild zur Verfügung.“

## Deutschland

### Antijüdische Krawalle vor der Reichsgründung

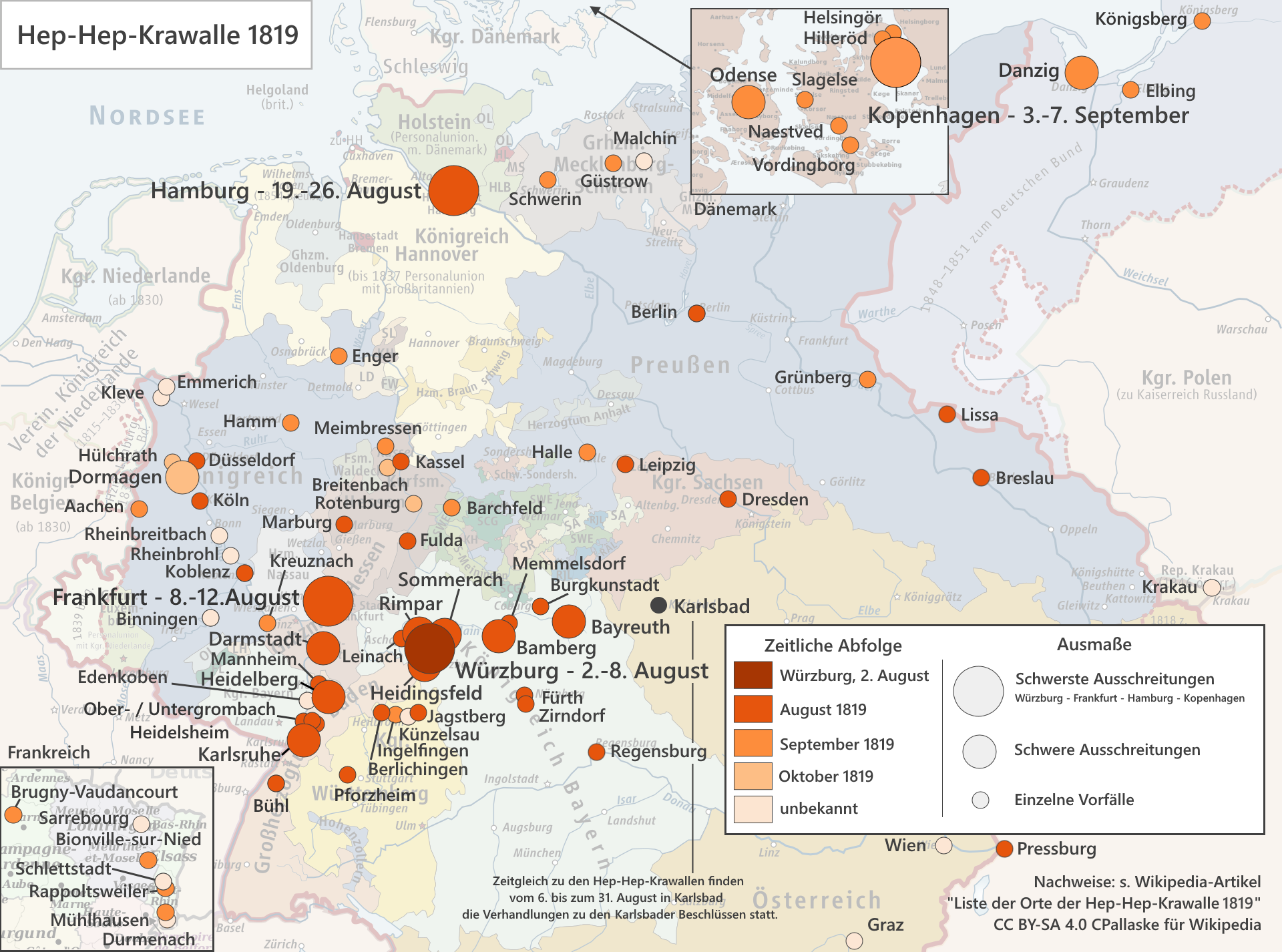
Karte der Hep-Hep-Krawalle 1819

Die Reaktionen im Volk auf bürgerliche Emanzipation und intellektuelle Judenaversion ließen nicht lange auf sich warten. Zwischen August und Oktober 1819 kam es während der Hep-Hep-Krawalle zu einer Welle gewaltsamer antijüdischer Ausschreitungen in über 80 Städten und Ortschaften des Deutschen Bundes und über seine Grenzen hinaus, insbesondere in Dänemark. Würzburg, wo die Krawalle am 2. August 1819 ihren Anfang nahmen, Frankfurt am Main und Hamburg befanden sich durch die gewaltsamen Ausschreitungen über mehrere Tage im Ausnahmezustand, die erst durch den Einsatz von Militär beendet werden konnten. Aus weiteren 15 Orten sind schwere Ausschreitungen überliefert, insbesondere aus Franken, Baden, Dänemark und Danzig. Politisch und ökonomisch unzufriedene Handwerker, Bauern und Studenten gaben die Schuld an den Problemen der frühkapitalistischen Industrialisierung den Juden. Die meisten Vorfälle waren Menschenaufläufe, die „Hep-Hep“-Rufe skandierten, Steinwürfe gegen jüdische Wohn- und Geschäftshäuser und körperliche Angriffe auf deren jüdische Bewohnerinnen und Bewohner. Bei den Hep-Hep-Krawallen gab es keine jüdischen Todesopfer, allerdings wurden in Würzburg am 3. und 4. August 1819 bei Schießereien ein Angreifer und ein Soldat getötet. Nur vereinzelt kam es zu Plünderungen und zur Verwüstung von Synagogen. Vielerorts sind Drohrufe oder -schreiben überliefert: „Nun auf zur Rache! Unser Kampfgeschrei sei Hepp, Hepp, Hepp! Allen Juden Tod und Verderben, ihr müsst fliehen oder sterben!“ „Hep“ wurde als Anspielung auf den Kreuzfahrer-Ruf Hierysalem est perdita („Jerusalem ist verloren“) oder Tieranruf („Springt, haut ab“) gedeutet. In Flugblättern und Parolen der Krawallanten wurden Juden als „Christusmörder“ angegriffen. Die von aufgeklärten Ideen inspirierte jüdische Emanzipation wurde also nicht von der Masse der Bevölkerung getragen.
Auch in den Folgejahrzehnten gab es vielerorts Gewalttaten gegen Juden, teils als Begleitung des allgemeinen antifeudalen Protestes und revolutionärer Stimmungen, teils in Krisensituationen oder aus alten religiösen Motiven. In Hamburg wurden Juden 1830 und 1835 wie schon 1819 vom Jungfernstieg vertrieben. Angeregt durch Sensationsberichte über die Damaskusaffäre 1840 lebte auch die Ritualmordlegende wieder auf und führte in einigen Orten – u. a. Geseke, Oettingen, Thalmässing – zu teilweise monatelangen Ausschreitungen gegen Juden. Dabei wurden erneut Hetzrufe wie „Hepp, Hepp, Jude verreck!“ und „Schlagt die Juden tot!“ laut. In Mannheim führte ein Regierungsbeschluss, eine Judenpetition für Gleichstellung zuzulassen, zu Krawallen gegen Juden der Stadt. 1848 zerstörten Bauerngruppen in Leiningen im Taubertal Wohnungen von Juden, die sie als Gläubiger ansahen. In Baisingen verjagten bewaffnete Bauernknechte jüdische Bewohner mit dem Ruf „Geld oder Tod!“ aus ihren Häusern und nötigten vorübergehend 230 Juden des Ortes zur Flucht. Sie versuchten, die Gemeinderäte zu erpressen, den Juden das Bürgerrecht zu nehmen, das die Allmende-Nutzung einschloss.
Im Verlauf der Märzrevolution 1848/49 kam es besonders in süd- und ostdeutschen Regionen und etwa 80 Städten, darunter Berlin, Köln, Prag und Wien, zu schweren antijüdischen Exzessen. Neben Zerstörung von Kreditbriefen und Schuldenakten wurden dabei immer wieder Vernichtungsdrohungen laut, sowohl von Seiten aufständischer Bauern wie antirevolutionärer Bürger. Beide gaben den Juden für Not und Revolution die Schuld.

### Sozialdarwinismus und Rassismus
Das kirchliche Mittelalter hatte Juden prinzipiell eine jenseitige Erlösung offengehalten, die sie durch die Taufe schon in diesem Leben erreichen konnten. Deshalb wurden jüdische Gemeinden zeitweise geduldet und von manchen Päpsten und Kaisern ausdrücklich geschützt. Freiwillig getaufte Juden waren vor weiterer Verfolgung meist relativ sicher. Nur bei Zwangstaufen behielten andere Christen Vorbehalte gegen sie, besonders in Spanien: Nach der Massenvertreibung der spanischen Juden durch das Alhambra-Edikt von 1492 verfolgte die spanische Inquisition die im Land gebliebenen Conversos als „Schweine“ (marranos) und begründete dies mit dem rassistischen Ideal der „Reinheit des Blutes“ (limpieza de sangre).
Dieses Muster wiederholte sich im 19. Jahrhundert gegen die Judenemanzipation. Schon 1790 entwickelte der Göttinger Popularphilosoph Christoph Meiners (1747–1810) ein Rangsystem der Rassen, das Juden zwar über „Orang-Utans“, „Negern“, „Finnen“ (Lappen) und „Mongolen“ einstufte, aber unter Weißen und Christen. Deshalb stünden ihnen weniger Rechte als diesen zu. Seit Ernest Renans vielgelesener Schrift Das Leben Jesu wurde es zunehmend üblich, Juden als „Semiten“ einen Mangel an Zivilisiertheit nachzusagen. Frühe Antisemiten wie Grattenauer und Hartwig von Hundt-Radowsky beschrieben Juden direkt als Affen, um ihnen die Menschenrechte abzusprechen und ihren Emanzipationsprozess, ihr Streben nach Bildung und Aufklärung als von vornherein lächerlich und illusorisch abzuwerten.
1853–1855 begründete Arthur de Gobineau in seinem vierbändigen Versuch über die Ungleichheit der Menschenrassen die Theorie einer arischen Herrenrasse, der er die Minderwertigkeit der negriden Rassen gegenüberstellte. Der Rassismus bei Gobineau ist jedoch nicht antisemitisch. 1858 begründete Charles Darwins Aufsatz Über die Entstehung der Arten die Evolutionstheorie und moderne Genetik mit den Prinzipien Variation, Vererbung und Selektion: Der „Kampf ums Dasein“ führe zu einer Auslese der dem Überleben angepasstesten Arten. Dies übertrugen Rassisten auf die Völkergeschichte: Sie sei als ewiger Kampf zwischen höheren und niedrigeren Rassen zu deuten. Das ermöglichte Antisemiten, die „Judenfrage“ mit pseudobiologischen Argumenten als Rassenproblem zu propagieren.
So schrieb der österreichische Kulturhistoriker Friedrich von Hellwald (1842–1892) 1872 in einem Zeitungsartikel, Juden seien aus Asien eingewanderte Fremdrassige; dies würden Europäer „instinktiv“ spüren. Das sogenannte Vorurteil gegen Juden sei also durch zivilisatorischen Fortschritt nie zu überwinden. Als Kosmopolit sei der Jude dem „ehrlichen Arier“ an Schläue überlegen. Von Osteuropa aus grabe er sich als Krebsgeschwür in die übrigen europäischen Völker ein. Ausbeutung des Volkes sei sein einziges Ziel. Egoismus und Feigheit seien seine Haupteigenschaften; Selbstaufopferung und Patriotismus seien ihm völlig fremd.
Nach der rechtlichen Gleichstellung der Juden überhöhten Antisemiten den rassischen zum welthistorischen Gegensatz: „Arier“ galten als zur Weltherrschaft berufen, „Semiten“ als ihre zur Unterlegenheit bestimmten Konkurrenten, die gleichwohl zurzeit noch über die Arier herrschten. Der Nationalökonom Eugen Dühring (1833–1921) begründete dies mit seinem populären Buch Die Judenfrage als Racen-, Sitten- und Culturfrage (1881), das eine Art Bibel für Antisemiten wurde. Er erklärte die „Selbstsucht“ und „Machtgier“ der Juden als unveränderbare Erbanlage und verband damit antichristliche und antikapitalistische Motive: Die Bibel sei eine vom „Asiatismus“ durchtränkte Religionsurkunde. Juden seien „Drahtzieher“ der Krisenphänomene und sozialen Missstände der Industrialisierung. Als einer der Ersten sprach er von einer „Endlösung“. Da diese vorläufig nicht möglich sei, solle man die Juden wieder in Ghettos zwingen und dort überwachen. Ziel aber bleibe:

„Der unter dem kühlen nordischen Himmel gereifte nordische Mensch hat die Pflicht, die parasitären Rassen auszurotten, wie man eben Giftschlangen und wilde Raubtiere ausrotten muss!“

Diese seit dem Mittelalter bekannten Sprachbilder der Entmenschlichung passten die Antisemiten der wissenschaftlichen Sprache der Bakteriologie, Mimikry-Theorie und Rassenlehre an. Juden wurden nun mit Blutsaugern, Krebsgeschwüren, Schmarotzern, Seuchen, Ungeziefer, Volksschädlingen, wuchernden Schlingpflanzen usw. immer mehr nicht nur verglichen, sondern identifiziert. Stand im mittelalterlichen Aberglauben hinter ihnen der Teufel, also eine letztlich unbesiegbare dämonische Macht, so wurde es mit dem medizinisch-technischen Fortschritt denkbar, sich dieser „menschlichen Viren“ radikal zu entledigen.
Das verschloss Juden jede Möglichkeit, sich sozial anzupassen. Denn auch getaufte Juden blieben nun Juden, die von Vorfahren mit jüdischer Religion abstammten, egal ob und wie lange ihre Vorfahren schon Christen waren. Damit war die Religionszugehörigkeit für Antisemiten nur noch als pseudobiologisches Merkmal wichtig, das Judesein zum unentrinnbaren Schicksal machte. Die Juden zugeordneten negativen Erbanlagen erschienen durch keinerlei Erziehung, Bildung, Integration und Emanzipation veränderbar. So wurde ihre völlige Vertreibung oder Vernichtung in ganz Europa als einzig realistische „Lösung der Judenfrage“ nahegelegt.
Der Rassismus untermauerte auch sonst die Ablehnung fremder Völker nach außen und ethnischer oder anderer Minderheiten nach innen. So wuchs parallel zum Antisemitismus in ganz Europa die Fremdenfeindlichkeit. In Deutschland richtete sich diese z. B. gegen „Zigeuner“ oder Sorben.
Darwin distanzierte sich 1880 von diesem politischen Missbrauch seiner Theorien. Nach seinem Tod 1882 wurden diese jedoch immer stärker rassistisch umgedeutet. Man redete nun von der „Zersetzungskraft jüdischen Blutes“ und zählte auch „Halb“- oder „Viertel“-Juden zum Judentum, während die „arische Rasse“ immer stärker zur einheitsstiftenden Idee wurde. Deren „Notwehr“ gegen die Juden wurde als Naturgesetz dargestellt. Damit wurde das Recht des Stärkeren gegenüber Natur- und Menschenrecht deterministisch legitimiert. So forderte z. B. Paul de Lagarde (1827–1891) in Juden und Indogermanen 1887 die Einheit von „Rasse und Volk“ unter Ausschluss des Judentums. Er beklagte, dass in Berlin mehr Juden lebten als in Palästina, und forderte, „dies wuchernde Ungeziefer zu zertreten“: „Mit Trichinen und Bacillen wird nicht verhandelt, Trichinen und Bacillen werden auch nicht erzogen, sie werden so rasch und so gründlich wie möglich vernichtet.“
Auch Wilhelm Marr verwendete 1879 das Bild von den Jesusmördern und sprach kulturpessimistisch von einem Sieg des Judenthums über das Germanenthum, wobei er die Juden als eigene Rasse darstellte.
1899 forderte Houston Stewart Chamberlain (1855–1927) in seinem Buch Die Grundlagen des 19. Jahrhunderts als Erster die „Reinheit der arischen Rasse“ gegen „Vermischung“. Das Buch las Kaiser Wilhelm II. persönlich seinen Kindern vor und empfahl es als Lehrstoff für die Kadettenschulen.
In den 1920er Jahren erreichte die Massenproduktion rassistischer und antisemitischer Traktate, Bücher und Neuauflagen neue Höhepunkte. In Deutschland wurden z. B. die Schriften von Hans F. K. Günther populär: Rassenkunde des deutschen Volkes (München 1922, 16. Aufl. 1933), Kleine Rassenkunde des deutschen Volkes (München 1929) und Rassenkunde des jüdischen Volkes (München 1929).
Die Bedeutung des rassistischen Antisemitismus wird verschieden beurteilt. Manche Historiker sehen in den Rassenlehren jene Steigerung des überkommenen Judenhasses, die den Nationalsozialismus vorbereitete. Andere, etwa Mark Weitzmann vom Simon Wiesenthal Center, betonen, sie hätten dem bestehenden Antijudaismus nur einen „rassistischen und wissenschaftlichen Glanz“ hinzugefügt.

### Etablierung im Kaiserreich (1871–1883)
Bereits vor dem Kaiserreich gehörte das Klischee des raffgierigen und prinzipienlosen Juden zur Populärkultur, es findet sich in Gustav Freytags Buch Soll und Haben (1855), Wilhelm Raabes Der Hungerpastor (1864) und Felix Dahns Ein Kampf um Rom (1867). Der Gründerkrach 1873 fügte diesem Klischee noch einen Aspekt hinzu. Nun wurden Juden mit der Börse und mit der Verfügung über ein nicht durch Arbeit verdientes Kapital identifiziert.
Im Juni 1875 veröffentlichte der Journalist Franz Perrot in der Kreuzzeitung die berühmt gewordenen „Ära-Artikel“. Die fünfteilige Artikelserie, in welcher Spekulationen jüdischer und nichtjüdischer Bankiers, Standesherren und Abgeordneten aufgedeckt wurden, enthielten Sätze wie:

„Wenn die Finanz- und Wirtschaftspolitik des neuen deutschen Reiches […] auf unbefangene Beurteiler beständig den Eindruck reiner Bankierpolitik, das heißt einer Politik von und für Bankiers machte, so konnte dies nach den Verhältnissen der in diesen Dingen liegenden Persönlichkeiten durchaus nicht Wunder nehmen: denn Herr von Bleichröder ist selbst Bankier, Herr Delbrück ist Verwandter eines Bankhauses (Delbrück, Leo & Co) und Herr Camphausen ist der Bruder eines Bankhauses (Camphausen & Co).“ […] „Wenn zugleich die Geld- und Wirtschaftspolitik des deutschen Reiches immer den Eindruck von Judenpolitik macht, so ist das ebenfalls erklärlich, da der intellektuelle Urheber der Politik, Herr v. Bleichröder, selbst Jude ist.“ […] „Die Herren Lasker, Bamberger und der beiden eng befreundete, freilich erst neuerdings in den Reichstag gelangte Herr H. B. Oppenheim sind Juden und die eigentlichen Führer der sogenannten ‚nationalliberalen‘ Majorität des Reichstags und der preußischen Zweiten Kammer.“ […] „Wir werden ja zur Zeit von den Juden eigentlich regiert.“

Damals begann Wilhelm Marr seine antisemitische Publizistik. Otto Glagau (1834–1892) argumentierte eher ökonomisch in einer vielgelesenen Artikelserie in der Gartenlaube (1874), dann mit Schriften über den angeblichen Börsen- und Gründungsschwindel in Berlin (1875) und Bankerott des Nationalliberalismus und die ‚Reaktion‘ (1878). Beide mobilisierten dabei auch überkommene christliche Vorurteile gegen Juden.
Die katholische Kirche vieler europäischer Staaten erlebte damals eine Phase der Ultramontanisierung, der Zentralisierung und des Antimodernismus: sie betrachtete Forderungen nach mehr Presse- und Meinungsfreiheit sowie nach Verwirklichung von mehr rechtlicher und sozialer Gleichheit als Bedrohung ihres eigenen Wahrheitsanspruchs und ihrer am Prinzip der Hierarchie orientierten inneren Ordnung. In dieser Zeit (bis in die erste Hälfte des 20. Jahrhunderts) war innerhalb der katholischen Kirche ein „doppelter Antisemitismus“ festzustellen: in Artikeln und Verlautbarungen wurden zwar Gewalt und ein auf der Rassenideologie fußender Antisemitismus als dem Christentum widersprechend abgelehnt (was einzelne Vertreter nicht daran hinderte, auch diesbezügliche Stereotype in ihre Polemiken einfließen zu lassen), andererseits vertrat man eine vorgeblich defensiv ausgerichtete Form des Antisemitismus, die Gläubigen nicht nur erlaubt, sondern sogar geboten sei, etwa wenn es um das Eintreten gegen den vermeintlich schädlichen und zersetzenden Einfluss von Juden im Wirtschafts- und Kulturleben und einen oft unterstellten jüdischen Hass und entsprechende Subversion gegen das Christentum als solches ging. Dieser doppelte Antisemitismus umfasste neben altbekannten religiösen („Gottesmord“) auch ältere weltliche Topoi wie den Vorwurf der Wucherei, aber auch neuere Anschuldigungen wie die eines jüdischen Weltmachtstrebens. Als Beispiele für diese Publizistik sind der Theologieprofessor Alban Stolz, der Paderborner Bischof Konrad Martin, der Präsident des 16. Deutschen Katholikentages in Würzburg (1864) Ernst von Moy de Sons, der Historiker Josef Edmund Jörg, der Mainzer Offizial und spätere Generalvikar Ludwig Erler, der Geistliche und Abgeordnete Georg Ratzinger oder der Dominikaner Albert Maria Weiss zu nennen.
August Rohling (1839–1931), Priester und Professor der katholischen Theologie (1871–1874 in Münster, später an anderen Orten), wurde 1871 schlagartig bekannt, nachdem er die antisemitische Schrift Der Talmudjude veröffentlicht hatte. Sie enthielt aus dem Zusammenhang gerissene Talmud-Zitate, die Rohling negativ interpretierte. Damit versuchte er auf theologischem Wege gegen die sogenannte „jüdische Rasse“ vorzugehen. Er stützte sich dabei im Wesentlichen auf das Werk von J. A. Eisenmenger, Entdecktes Judenthum Oder Gründlicher und Wahrhaffter Bericht, welchergestalt die verstockten Juden die Hochheilige Drey-Einigkeit lästern und verunehren. Eine weitere Quelle Rohlings war der jüdische Konvertit Aron Israel Brimann (Pseudonym Dr. Justus), der sich durch antisemitische Hetzschriften hervorgetan hatte. Der Talmudjude hatte seinerzeit eine weitreichende Wirkung, und noch Julius Streicher verwendete in seiner Wochenzeitung Der Stürmer Rohlings Argumentation. Rohling zufolge gebiete die jüdische Religion ihren Anhängern, wann immer möglich Christen zu schädigen und zu töten – so verteidigte Rohling auch die mittelalterliche Ritualmordlegende.
Adolf Stoecker (1835–1909), protestantischer Hofprediger in Berlin, gründete 1878 die Christlich-soziale Arbeiterpartei, die sich 1881 als Christlich-soziale Partei und eigenständige Strömung der Deutschkonservativen Partei anschloss. Sie fand weit mehr Anhänger im ökonomisch bedrohten Kleinbürgertum und Mittelstand als unter den ursprünglich angesprochenen Arbeitern. Stoecker positionierte seine Partei nun zunehmend antisemitisch. Mit seiner Rede Unsere Forderungen an das moderne Judentum vom September 1879 forderte er die Begrenzung des vermeintlichen jüdischen Einflusses auf die Politik. Diese Agitation war ein Hauptgrund für seine rasch wachsende Popularität. In seinen öffentlichen Aussagen als Angehöriger des Reichstags verurteilte er „die Juden“ zugleich als Erz-Kapitalisten als auch als antikapitalistische Revolutionäre. Wirtschaft wie Arbeiterbewegung seien in gleicher Weise „verjudet“. Stoecker konstruierte den sozialen Hauptkonflikt seiner Zeit antisemitisch in einen ethnischen Antagonismus um – hier aufbauende deutsche Volksgemeinschaft, dort fremdvölkische/fremdrassische und zerstörerische jüdische Minderheit. Auch wenn der parteipolitische Antisemitismus am Ende des 19. Jahrhunderts an Bedeutung verlor, hatte Adolf Stoecker die dahinterstehende Weltanschauung entscheidend in die Studentenschaft und die protestantische Kirche getragen.
1879 gilt als Geburtsjahr des „modernen“ Antisemitismus, in dem sich deutschnationale, antiliberale, antikapitalistische und rassistische Motive verknüpften und im Bürgertum reichsweit gesellschaftsfähig wurden. Damals erreichte Marrs Buch Der Sieg des Judenthums über das Germanenthum 12 Auflagen. Daraufhin gründete er die „Antisemitenliga“ als erste deutsche Gruppe, die die Vertreibung aller Juden aus Deutschland anstrebte. Dazu gab Marr 14-täglich das Blatt Deutsche Wacht heraus. Kurz zuvor hatte ein Aufsatz des angesehenen Historikers Heinrich von Treitschke (1834–1896) den zwei Jahre anhaltenden Berliner Antisemitismusstreit ausgelöst. Treitschke unterstützte Stoeckers Forderungen und prägte den Satz Die Juden sind unser Unglück, der später Untertitel des nationalsozialistischen Stürmer wurde. Der Althistoriker Theodor Mommsen (1817–1903) kritisierte diese antiliberale Judenfeindschaft 1880 scharf und erreichte mit einer von ihm initiierten Notabeln-Erklärung, Treitschke an der Friedrich-Wilhelms-Universität zu Berlin zu isolieren. Doch Antisemitismus war nun auch als „wissenschaftliches“ Thema etabliert.
Im Preußischen Abgeordnetenhaus brachte Albert Hänel 1880 aus Anlass einer Antisemitenpetition, die insbesondere die Entfernung der Juden aus dem Staatsdienst forderte, die Interpellation Hänel ein, die einen Streit zwischen konservativen und Zentrumsabgeordneten auf der antisemitischen Seite und liberalen und fortschrittlichen Abgeordneten auf der anderen Seite offenbarte.
Die insbesondere Anfang der 1880er Jahre vielfach ins Leben gerufenen Tierschutzvereine sprachen sich sowohl gegen die rituelle Schächtung wie gegen Tierversuche aus, die sie als Ausdruck ein und derselben „jüdischen Medizin“ sahen, und wurden von Berühmtheiten wie etwa Richard Wagner in gleichem Sinne unterstützt. Während im Kaiserreich Tierschutz eher ignoriert und eine tierschutzfreundliche Gesetzgebung verweigert wurde, nahmen sich die Nationalsozialisten des Themas später mit hoher Priorität und klar antisemitischen Vorzeichen an. Dies erschwert den Umgang mit eigenen tierschutzspezifischen Traditionen im deutschen Judentum bis heute.
Eine im Sommer 1880 von Max Liebermann von Sonnenberg, Bernhard Förster u. a. initiierte „Antisemitenpetition“ forderte u. a. eine Sondersteuer für Juden, ihren Ausschluss von allen öffentlichen Ämtern und ein Verbot jüdischer Einwanderung nach Deutschland. Viele Studentenausschüsse warben für die Petition an den Universitäten. Daraus gingen die Vereine Deutscher Studenten hervor, die sich 1881 im Kyffhäuserverband vereinten. Auch Marr und Stoecker mobilisierten ihre Anhänger in der Berliner Bewegung für die Petition. Um die 250.000 Bürger unterzeichneten sie. Im April 1882 übergab Sonnenberg die Unterschriften im Reichstag; Reichskanzler Otto von Bismarck ignorierte die Forderungen jedoch.
Der Lehrer Ernst Henrici warb 1880 reichsweit mit antisemitischen Hetzreden um Wähler für seine Soziale Reichspartei. Der unaufgeklärte Synagogenbrand vom 18. Februar 1881 in Neustettin folgte auf eine seiner Reden. 1881 gründete Sonnenberg den patriotisch-konservativen Deutschen Volksverein sowie die Deutsche Volkszeitung, die das Schlagwort „Antisemitismus“ in ganz Deutschland verbreiteten.
Der Lokalpolitiker Alexander Pinkert gründete in Dresden 1879 den antisemitischen Deutschen Reformverein, dem bis 1885 in 139 Städten ähnliche lokale Vereine folgten. Daraus ging 1881 die Deutsche Reformpartei hervor. 1882 berief Pinkert den ersten „Internationalen antijüdischen Kongress“ nach Dresden ein. Dort versuchten etwa 400 Vertreter antisemitischer Gruppen vor allem aus Deutschland und dem Habsburgerreich, gemeinsame Ziele zu finden. Dies misslang, sodass das abschließende Manifest an die Regierungen und Völker der durch das Judenthum gefährdeten christlichen Staaten keine konkreten politischen Forderungen erhob. Der zweite Antisemitenkongress 1883 in Chemnitz brachte ebenfalls keine konkreten Ergebnisse und keine Einigung zwischen gemäßigten Sozialkonservativen und Rasseantisemiten.
Die Protagonisten des politisch-kulturellen Antisemitismus waren zudem eng miteinander vernetzt: Der US-Historiker Paul Lawrence Rose konnte aufzeigen, in wie engem schriftlichen Kontakt Wilhelm Marr zum Hause Wagner stand. Marr war es auch, der im August 1876 einen ausführlichen Bericht über die ersten Bayreuther Festspiele in der von Otto Glagau herausgegebenen Gartenlaube publizierte.

### Vordringen in Publizistik und Parteipolitik (1884–1893)

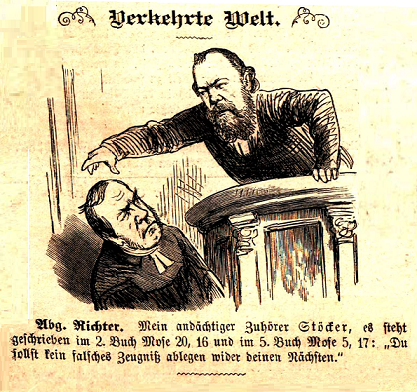
Verkehrte Welt. Eugen Richter kanzelt den Hofprediger Adolph Stöcker ab: „Du sollst kein falsches Zeugnis ablegen wider Deinen Nächsten.“ Aus: Berliner Wespen, 8. Juni 1881.

Die Überzeugung von einem jüdischen Streben nach Weltherrschaft vertraten auch aufgeklärt-liberale Bildungsbürger wie Eduard von Hartmann (1842–1906). In seinem Buch Das Judentum in Gegenwart und Zukunft (1885) grenzte er sich wie Heinrich von Treitschke vom Antisemitismus ab und versuchte eine ausgleichende Position einzunehmen. Doch er sprach von „Wirtsvölkern“, die die Juden bei sich aufgenommen und denen sie die Menschenrechte gewährt hätten. Zum Dank dafür hätten die Juden sich aber nicht vollständig assimiliert, sondern an ihrer religiös-nationalen Sonderexistenz festgehalten und so den Antisemitismus erzeugt. In ihrem Messiasglauben, ihrem internationalen Gemeinschaftsgefühl und ihren Organisationen sah er ihr Herrschaftsstreben:

„So bildet das Judentum eine internationale Freimaurerei, die an der Religion ihren idealen Inhalt, an dem ethnologischen Typus ihr sichtbares Erkennungszeichen und an der Alliance Israélite Universelle und deren Kapitalmacht das Kristallisationszentrum einer internationalen Organisation besitzt.“

Diese sei „die erste embryonale Anlage zu einer Zentralregierung der künftigen jüdischen Weltherrschaft“ und ein „bedauerliches Hindernis für die schnellere Entjudung der Juden“. Würde das Judentum also an seiner Identität festhalten, dann hätte es „das deutsche Volk durch die Forderung und Annahme der Jüdischen Emanzipation betrogen“.
Theodor Fritsch (1852–1933) versuchte 1884, die zerstrittenen Antisemiten in seiner Deutschen Antisemitischen Vereinigung zu sammeln. 1885 gab er dazu die Zeitung Antisemitische Correspondenz heraus. 1887 verfasste er den bis 1945 immer neu aufgelegten Antisemitenkatechismus, der alle judenfeindlichen Klischees verbreitete. Fritsch schloss aus den Misserfolgen seiner Vorgänger:

„Unser Ziel muss es sein, alle Parteien mit dem antisemitischen Gedanken zu durchsetzen. […] Sobald wir als politische Partei auf den Plan treten, haben wir nicht mehr allein die Juden zu Gegnern, sondern zugleich alle anderen politischen Parteien.“

Der Marburger Bibliothekar Otto Böckel (1859–1923) fand bei der Landbevölkerung in Hessen mit antisemitischer Agitation viel Zustimmung. 1886 gründete er seine Deutsche Reformpartei, die sich bald mit dem Verein von Fritsch zusammenschloss. Bei der Reichstagswahl am 21. Februar 1887 errang Böckel im Wahlkreis Kassel als erster bekennender Antisemit ein Reichstagsmandat, das er bis 1907 innehatte.
Auf dem Antisemitentag in Bochum am 10. und 11. Juni 1889 konnten sich die verschiedenen Gruppen erneut nicht einigen. Stoecker und Sonnenberg wollten konservative und kleinbürgerliche Wähler für Monarchie und Nationalstaat gewinnen; ihre Anhänger bildeten die neue Deutschsoziale Partei. Böckel dagegen wollte seine Ziele im Parteinamen zeigen und gründete mit weiteren Gruppen 1890 die Antisemitische Volkspartei. Beide Neuparteien forderten die Aufhebung der Emanzipationsgesetze und verhöhnten liberale Parteien vor den Reichstagswahlen 1890 als „Judenschutztruppe“. Sie stießen aber auf Widerstand und gewannen zusammen nur knapp drei Prozent der Stimmen. Dazu meinte der Führer der Deutschfreisinnigen Eugen Richter: „Wenn wir dieser Bewegung erlauben, größer zu werden, zerstören wir die Säulen, auf denen unsere Kultur ruht.“
1890 trat Hermann Ahlwardt (1846–1914) mit den Büchern Der Verzweiflungskampf der arischen Völker mit dem Judentum und Der Eid eines Juden hervor, in dem er Gerson von Bleichröder, Bankier und Freund Bismarcks, der Korruption bezichtigte. Danach behauptete er in der Schrift Judenflinten, der jüdische Waffenfabrikant Ludwig Loewe habe den preußischen Truppen in geheimer Absprache mit den Franzosen untaugliche Gewehre geliefert. Für diese Verleumdungen erhielt er jeweils vier und fünf Monate Gefängnis, die er wegen seiner Immunität als Reichstagsabgeordneter nicht verbüßen musste. Er wurde von Bauern in der Region Arnswalde-Friedeberg – wo es kaum Juden gab – gewählt, indem er in persönlichen Gesprächen „Junkern und Juden“ die ökonomische Notlage anlastete. 1894 legte er ein Programm vor, das vorsah, alle Großgrundbesitzer zu enteignen und ihren Besitz in Gemeineigentum zu überführen, was von den übrigen Antisemiten abgelehnt wurde.
1894 dokumentierte Hermann Bahr in seinem Buch Der Antisemitismus die Auffassungen 38 bekannter europäischer Persönlichkeiten zum Antisemitismus ihrer Zeit. 
1893 errangen beide Antisemitenparteien zusammen 18 Reichstagsmandate. 1894 vereinigten sie sich unter Führung Sonnenbergs und Oswald Zimmermanns – ohne Böckel und Ahlwardt – zur Deutschsozialen Reformpartei. Ihr Programm baute auf den Rassentheorien von Houston Stewart Chamberlain auf und redete 1899 erstmals von der „Endlösung der Judenfrage“ durch „Absonderung“ und notfalls „völlige Vernichtung“.
1898 gewann die Partei 13 Reichstagssitze. 1900 spaltete sie sich jedoch wieder an der Frage der Zusammenarbeit mit dem 1893 gegründeten Bund der Landwirte. Diesen hatten Aktivisten der Studentenvereine wie Diederich Hahn und Zeitungsverleger wie Otto Schmidt-Gibichenfels antisemitisch, christlich und monarchistisch ausgerichtet. Er wurde von den radikaleren Antisemiten daher als Anhängsel der Konservativen Partei betrachtet. Sie richteten ihren Nationalismus stärker gegen Adel, kirchliche und staatliche Konservative und die im Reichstag führende Nationalliberale Partei. – Auch bei der Reichstagswahl 1903 erhielten die uneinigen Antisemitenparteien nur 3,5 Prozent (11 Mandate). 1907 stellten sie noch sieben Abgeordnete. Sonnenberg saß bis zu seinem Tod 1911 im Reichstag. Keins der Ziele seiner Petition von 1879 wurde im Kaiserreich umgesetzt.
Bei der Reichstagswahl 1912 verloren die Antisemitenparteien Wähleranteile; auch die rassistischen Reformvereine hatten kaum messbaren Erfolg. Heinrich Pudor zog in seiner Schrift Wie kriegen wir sie hinaus? 1913 die Bilanz, die antisemitische Bewegung habe seit der Reichsgründung „so gut wie nichts“ erreicht. Man solle daher den Juden „das Leben so sauer machen, dass sie von selbst wieder zum Wanderstab greifen“, und „mit Hilfe von Ansiedlungsverträgen dieses Völkergift wieder ausstoßen.“ Über ältere Zuwanderungs- und Berufsverbote hinaus forderte er nun die „gesetzliche Eliminierung des Judentums aus deutschen Landen“. Die Parole vom „Ausschluss der Juden“ war Allgemeingut antisemitischer Gruppen geworden; ein politisches Konzept für dessen Umsetzung fehlte.

### Antisemitische Vereine und Verbände
Antisemitismus war im Kaiserreich nicht nur parteigebunden. Viele Vereine blieben seit 1880 antisemitisch oder gründeten sich als antisemitische Vereine neu, darunter die Deutsche Turnerschaft, das angesehene Offizierskorps und viele Studentenverbindungen. Der Kyffhäuserverband schloss Juden 1886 als erster Verband aus. Bis 1896 folgten ihm die meisten Burschenschaften. 1902 stellte Ernst Böhme vom Kyffhäuserverband rückblickend fest:

„Die gesellschaftliche Isolierung des jüdischen Studenten ist heute in der Hauptsache vollzogen. Die gesamten angesehenen Kouleurverbände, Korps, Burschenschaften, Landsmannschaften und farbentragenden Turnerschaften, sowie die Hauptmasse der schwarzen Verbände, die akademischen Turnvereine, Gesangvereine und wissenschaftlichen Vereine schließen heute die Juden von der Mitgliedschaft aus.“

Nur der Allgemeine Deutsche Burschenbund erklärte noch 1905: Um deutsch zu sein, müsse man nicht rein germanischer Abstammung sein.
In der Sektion Wien des Deutschen und Österreichischen Alpenvereins konnten ab 1905 nur Deutsche „arischer Abstammung“ Mitglieder werden; 1907 bzw. 1910 verboten auch die Akademische Sektion Wien bzw. München Juden die Mitgliedschaft, weitere folgten. 1921 wurde der Nationalsozialist Eduard Pichl Vorsitzender der Sektion Austria des DuÖAV und begann, den Antisemitismus durchzusetzen. 1924 hatten 98 der 110 österreichischen Alpenvereinssektionen einen Arierparagraphen. Juden durften weder Mitglied sein noch auf den Vereins-Hütten bewirtet werden.
Über andere Themen wie die Flottenaufrüstung der kaiserlichen Marine oder Schutzzölle gegen englische Importe konnte sich das Bild der „jüdischen Ausbeuter“ und ihrer „zersetzenden“ demokratischen Ideen in breiten Bevölkerungsschichten festsetzen.
Besonders folgenreich war der Antisemitismus an den Hochschulen. Viele dort ausgebildete Akademiker, Juristen, Ärzte, Ingenieure, Lehrer und Pastoren beteiligten sich dauerhaft an der antisemitischen Agitation, benachteiligten Juden aktiv und trugen so zu ihrer zunehmenden Verdrängung aus staatlichen Ämtern und gesellschaftlichen Ächtung bei. Auch ihre Fachverbände wurden seit etwa 1890 von der antisemitischen Welle erfasst. Als antisemitischer Verband gründete sich 1893 der Deutschnationale Handlungsgehilfenverband für Angestellte und Handwerker. Er gewann rasch Einfluss auch unter evangelischen Jugendverbänden. Dort sah man Antisemitismus als einzige weltanschauliche Alternative zu Liberalismus und Sozialismus. Viele spätere Parteipolitiker gingen aus ihm hervor. Jedoch standen dort Sonderinteressen im Vordergrund. Daraufhin gründeten Böckel und Förster 1900 den nach dem Führerprinzip aufgebauten Deutschen Volksbund, dessen Mitglieder 1907 aus der Deutschsozialen Partei ausgeschlossen wurden.
Der kleine, aber einflussreiche Alldeutsche Verband wollte nach Bismarcks Entlassung 1890 bewusst einer großdeutschen imperialistischen Politik zum Durchbruch verhelfen und alle Deutschen einem „Gesamtwillen der Nation“ unterordnen. Damit wurde er zunehmend antisemitisch. Der erste Vorsitzende Ernst Hasse erklärte 1906, dass die heute gebildeten Rassen nunmehr homogen und konstant werden wollen, dass sie demnach die nicht assimilierten Fremdkörper wieder ausscheiden wollen … namentlich wenn diese eindringenden Fremdkörper minderwertig sind oder als minderwertig empfunden werden. Der zweite Vorsitzende Heinrich Claß veröffentlichte 1912 das Buch Wenn ich der Kaiser wär. Darin forderte er, alle ausländischen Juden auszuweisen und allen deutschen Juden die Staatsbürgerschaft abzuerkennen.
Der von Friedrich Lange 1894 gegründete Deutschbund vertrat die „Pflege deutscher Art“. Er sah in Bauern und Handwerkern die „wurzelechtesten Vertreter unseres Volkstums“: …diese Kräfte müssen unter allen Umständen gegen die Sozialdemokratie sowohl wie gegen ihre christlichen Mitbewerber erhalten werden. Lange unterschied in Reines Deutschtum (1893) strikt Volkstum und Nationalstaat und nannte das Gleichheitsprinzip des Judentums als gemeinsame Basis von Christen und Sozialisten Morbus internationalitis („internationale Krankheit“):

„Vor dem Christentum gibt es nicht Volk, Kaste und Stammesart, sondern nur Menschheit…Ist der Krieg ein Übel? An dieser Frage lässt sich scharf erweisen, dass christliches Gebot dem natürlichen Empfinden unseres Volkes widerspricht.“

Die Gobineaugesellschaft, gegründet 1894 von Karl Ludwig Schemann (1852–1938), wollte die „nordisch-germanische Rasse“ fördern, ließ Gobineaus Werke ins Deutsche übersetzen und veröffentlichen. Chamberlain gehörte ihr an. Auch Richard und Cosima Wagner waren Gobineau und seinen Ideen eng verbunden. Theodor Fritsch (1852–1933) gründete 1904 „Hammer-Gemeinden“, die sich 1912 im Reichshammerbund einten, um parteiungebundene Antisemiten zu sammeln. Er kooperierte dazu eng mit dem Alldeutschen Verband.
Bei der Reichstagswahl am 12. Januar 1912 erzielte die SPD 34,8 Prozent der Stimmen und stellte zum ersten Mal die stärkste Fraktion im Reichstag. Die Antisemitenparteien verloren Stimmen.
Einige radikal-konservative Personen wie Konstantin Freiherr von Gebsattel äußerten, dass die Reichstagsmehrheit vom „jüdischen Golde“ beherrscht sei, und prägten für diese These den politischen Kampfbegriff „Judenwahl“. Es bildeten sich weitere völkisch-rassistische Antisemitengruppen: der geheime Germanenorden, aus dem 1918 die Thule-Gesellschaft hervorging, der Verband gegen die Überhebung des Judentums, der Deutsch-Österreichische Schutzverein Antisemitenbund, die Deutschvölkische Beamtenvereinigung und der Bund völkischer Frauen.

### Einfluss auf Innenpolitik und etablierte Parteien

1891 illustriert das sozialdemokratische Witzblatt Der Wahre Jacob zustimmend die von den Antisemiten ausgegebene Parole „Gegen Junker und Juden“.

Unter dem Eindruck der Anfangserfolge der Antisemiten nahm die Konservative Partei 1892 einige ihrer Forderungen in ihr Programm auf. Der erste Absatz lautete: „Wir bekämpfen den vielfach sich vordrängenden und zersetzenden jüdischen Einfluss auf unser Volksleben. Wir verlangen für das christliche Volk eine christliche Obrigkeit und christliche Lehrer für christliche Schüler.“ Das bedeutete Ausschluss von Juden aus allen Staatsämtern, aus Bildung und Kultur.
Auch die katholische Zentrumspartei ließ – nicht zuletzt wegen der Haltung von Papst Pius IX., der Juden seit 1872 der Neigung zu Anarchismus und Freimaurerei bezichtigte – zunächst einige judenfeindliche Abgeordnete auf ihren Listen kandidieren. Parteiführer Ludwig Windthorst setzte sich jedoch u. a. über die Kölnische Volkszeitung öffentlich für die Rechte der Juden und gegen antisemitische Ausfälle ein. Er ließ den preußischen Abgeordneten Cremer wegen dessen Beitritts zu Stöckers „Berliner Bewegung“ aus Fraktion und Partei ausschließen. Danach blieb das Zentrum weitgehend frei von antisemitischem Gedankengut und verteidigte die Juden, etwa 1887, als Antisemiten im Bündnis mit Tierschützern das Schächten verbieten lassen wollten. Andererseits äußerten sich einzelne Zentrumspolitiker bei für wichtig gehaltenen Themen auch antisemitisch, so der Abgeordnete Karl Fritzen 1892 in der Debatte um den Xantener Ritualmordvorwurf im preußischen Abgeordnetenhaus, als er, mit Unterstützung des judenfeindlichen Abgeordneten von Wackerbarth von den Konservativen, dem um Aufklärung bemühten Rickert vorwarf, „in judenfreundlicher Weise […] Stimmung zu machen“, oder Georg Friedrich Dasbach, der bei einer Petitionsdiskussion über eine geforderte Kontrolle jüdischer Religionslehrbücher, die nach Ansicht von Antisemiten die christliche Gesellschaft verunglimpften, sich in seiner Rede zahlreicher Unterstellungen gegen den Talmud bediente. Nach Heinrich August Winkler war die gesamte bürgerliche Kultur des Kaiserreichs mit alleiniger Ausnahme der überzeugten Liberalen „vom Antisemitismus durchtränkt“.
Die „Radauantisemiten“ blieben zwar Splittergruppen, erreichten aber nachhaltige Aufmerksamkeit für ihr Thema. Die antisemitischen Verbände bejahten die Staatsordnung und meist auch die imperialistische Außenpolitik der Regierung, obwohl diese ihre antijüdischen innenpolitischen Forderungen nur zum Teil umsetzten. Der gemäßigte Antisemitismus der nationalliberalen und konservativen Parteien begünstigte diese Übereinstimmung.

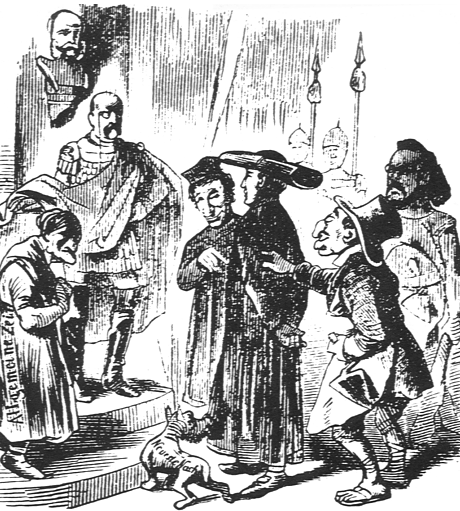
Antisemitische Karikatur von katholischer Seite (1872): Kreuzige ihn; denn er ist ein Jesuit! Wenn du diesen loslässt, so bist du kein Freund des Kaisers (Anspielung auf Joh 19, 12)

Der Kampf gegen den Antisemitismus wurde hauptsächlich von Vertretern der Deutschen Fortschrittspartei und ihren Nachfolgeparteien wie Eugen Richter oder Albert Hänel sowie von Vertretern des linken Flügels der Nationalliberalen (später Liberale Vereinigung) wie Heinrich Rickert oder Theodor Mommsen geführt (siehe auch: Interpellation Hänel, Schmach für Deutschland). Die SPD verstand sich als Interessenvertretung der Lohnarbeiter zugleich als Kraft des humanen Fortschritts und Opposition gegen Diskriminierung von Minderheiten. Sie nahm seit ihrer Gründung nie antisemitische Forderungen in ihr Programm auf, ließ keine Antisemiten auf ihren Listen kandidieren und widersprach dieser Ideologie als einzige Partei im Kaiserreich offen. Hans Leuß rückte in führende Positionen in der SPD ein, ohne seine vorherigen antisemitischen Positionen, die er beispielsweise in der Schrift „Das richtige Wanzenmittel“ 1893 vertreten hatte, zu widerrufen. Doch in sozialdemokratischen Unterhaltungsblättern wie dem Wahren Jakob, Süddeutschen Postillon oder der Neuen Welt wurden Juden ab 1890 in Witzen, Karikaturen und Alltagsgeschichten als vom Profitstreben gelenkte, gerissene Schacherer und Wucherer, Börsenjobber und Händler ohne Geschäftsmoral dargestellt. Diese Klischees wurden genauso in bürgerlicher Literatur wie Der Jude von Karl Spindler, Der Büttnerbauer von Wilhelm von Polenz, Soll und Haben von Gustav Freytag, Rembrandt als Erzieher von Julius Langbehn u. a. unter das Volk gebracht, sodass sie sich als „kultureller Code“ (Shulamit Volkov) etablieren konnten.
1892 auf dem Berliner Parteitag der SPD konnte sich August Bebel mit einer Resolution gegen den Antisemitismus nur mühsam gegen parteiinterne Gegner wie Franz Mehring und Wilhelm Liebknecht durchsetzen. Liebknecht zeigte sich 1893 auf dem Parteitag in Köln überzeugt, dass „die Antisemiten ackern und säen und wir Sozialdemokraten ernten werden“, wollte also antisemitische Propaganda nicht direkt bekämpfen. Bebel glaubte, die Antisemiten hätten „nie Aussicht, irgendeinen maßgebenden Einfluß auf das staatliche und soziale Leben auszuüben“. In seinem Referat „Antisemitismus und Sozialdemokratie“ auf dem Kölner Parteitag 1893 stellte er die Antisemiten als Wegbereiter der Sozialdemokratie dar:

„In seinem Kampfe um die Herrschaft wird der Antisemitismus genöthigt werden, wider Willen über sein eigenes Ziel hinauszuschießen, wie es sich schon jetzt bei Herrn Ahlwardt bewiesen hat, der erst Arm in Arm mit dem Junkerthum in den Kampf trat und allmählig durch die Stimmung seiner Wähler genöthigt wurde, die Parole auszugeben: Wider Juden und Junker! Auch für die hessische Bewegung ist es nicht mehr ausreichend, gegen die Juden allein loszugehen, sie muß sich bereits gegen das Kapital überhaupt wenden; ist erst dieser Moment da, dann kommt auch der Zeitpunkt, wo unsere Anschauungen auf fruchtbaren Boden fallen und wo wir den Anhang gewinnen werden, den wir augenblicklich noch vergebens erstreben.“

1895 sorgte die Louis-Stern-Affäre für eine nachhaltige Verstimmung zwischen den Außenministerien der USA und Deutschlands.

### Radikalisierung im Ersten Weltkrieg
Der Erste Weltkrieg überlagerte zunächst die innenpolitischen Fronten, der Burgfriede band alle Parteien in vermeintlich patriotische Pflichten ein.
1914 vereinte der Reichstagsabgeordnete Ferdinand Werner beide Antisemitenparteien in der Deutschvölkischen Partei (DVP). Innenpolitisch verlangte diese die Ausweisung der Juden, einen Grenzschluss für osteuropäische Einwanderer und eine rassistische Neuordnung der Gesellschaft. Sie agitierte so stark gegen den Burgfrieden, dass die Behörden viele ihrer Presseorgane zensierten. Außenpolitisch verlangte sie weitreichende Eroberungen, die Deutschland zur Hegemonialmacht Europas machen sollten, und mit anderen rechtsradikalen Parteien einen „Siegfrieden“ als einzig akzeptables Kriegsziel. Seit 1917 führte ihr Parteiorgan Deutschvölkische Blätter ein Hakenkreuz.
1916 verstärkten Alldeutscher Verband und DVP ihre antisemitische Hetze: Juden seien Schieber, die sich am Handel mit knappen Lebensmitteln bereicherten, und Drückeberger, die sich häufiger krankmeldeten an der Front als Nichtjuden. Darauf ordnete Kriegsminister Hohenborn für den 1. November 1916 eine Judenzählung im ganzen Heer an. Als diese statistische Erhebung einen hohen Anteil jüdischer Frontsoldaten, darunter zehn Prozent Freiwilliger, ergab, hielt das Ministerium die Ergebnisse bis 1919 geheim. Die Regierung blockierte Beförderungen von Juden in Staatsämtern und ihre Ernennung zu Offizieren und erörterte Pläne zu ihrer „Aussiedlung“.
Artur Dinter (1876–1948), Vorläufer der späteren Deutschen Christen, schrieb 1917 den Bestseller Die Sünde wider das Blut. Darin verband er antisemitische Stereotype mit körperlichen Zuschreibungen. Heinrich Pudor (1865–1943) rief ab 1917 zu Gewalt gegen Staatsvertreter auf, die für ihn die absehbare Kriegsniederlage und kommende „Judenrepublik“ verkörperten. So gewannen Pogromhetze und Gewalt gegen Juden bald nach dem Kriegsende an Boden.

### Reaktionen von Juden
Juden gehörten im Kaiserreich ebenso wie ihre Gegner meist zum aufstrebenden Bürgertum. Sie erfuhren vor allem in Schule, Universität und Armee alltägliche Diskriminierung und Feindseligkeit, sodass Walther Rathenau resümierte:

„In den Jugendjahren eines jeden deutschen Juden gibt es den schmerzlichen Augenblick, an den er sich zeitlebens erinnert: wenn er sich zum erstenmal voll bewusst wird, dass er als Bürger zweiter Klasse in die Welt getreten ist, und dass keine Tüchtigkeit und kein Verdienst ihn aus dieser Lage befreien kann.“

Die antisemitische Propaganda traf besonders viele gebildete Juden unvorbereitet, da sie sich von ihren Traditionen schon weit entfernt hatten. So antwortete der jüdische Historiker Harry Bresslau 1880 apologetisch auf Treitschke, „Juden“ und „Semiten“ seien nicht identisch. Er werde nur die als Juden bezeichnen, deren beide Eltern als Juden geboren seien. Diese Argumentation begünstigte einerseits die vollständige Assimilation von Juden als Deutschen, da immer weniger zwei jüdische Elternteile vorweisen konnten, und andererseits die Gleichsetzung von Juden mit einem eigenen Volkstum bzw. einer angeblichen „semitischen Rasse“, da nur die Abstammung über ihr Judesein entscheiden sollte. Demgemäß definierte der Brockhaus 1895 „Semitismus“ als Bezeichnung für das ausschließlich vom ethnologischen Standpunkt aus betrachtete Judentum.
Der jüdische Arzt Leo Pinsker bereiste unter dem Eindruck der Pogrome in Russland von 1881 ganz Europa. Er sah in dem Umsichgreifen des Rassenwahns gerade in den „aufgeklärten“ Ländern eine „Judäophobie“, also eine Geisteskrankheit, in der sich gegenseitig verstärkende „Gewissheiten“ eine kollektive mentale Störung anzeigten. Er folgerte in seinem Aufsatz „Autoemanzipation“ 1882 daraus die Notwendigkeit eines eigenen jüdischen Landes und wurde damit ein Pionier des Zionismus.
Diese Haltung lehnten die meisten deutschen Juden jedoch ab und zogen es vor, für ihre Integration zu kämpfen. Wegen der Ausgrenzung jüdischer Studenten aus den meisten Studentenverbindungen wurde 1886 die Viadrina in Breslau als erste rein Jüdische Studentenverbindung gegründet. 1896 entstand der erste Kartellconvent jüdischer Verbindungen (KC). Diese bekannten sich gleichermaßen zu Deutschtum und Judentum und versuchten, ihre Mitglieder durch Sport zu ertüchtigen, um in Duell-Forderungen ihre Ehre gegen Antisemiten zu verteidigen. 1895 gründeten Heinrich Loewe und Max Bodenheimer in Berlin den Verein jüdischer Studenten, der vor allem Mitglieder aus Russland und Polen anwarb. Weitere zionistische Vereine schlossen sich 1914 im Kartell Jüdischer Verbindungen (KJV) zusammen, das „für eine der Vergangenheit des jüdischen Volkstums würdige Erneuerung in Eretz Israel“ eintrat. KC und KJV lehnten einander radikal ab; aber beide riefen ihre Mitglieder zur Teilnahme am Ersten Weltkrieg auf.

Viele Juden arbeiteten in nichtreligiösen und nichtnationalistischen Gruppen mit, z. B. dem linksliberalen Verein für Socialpolitik. Sie hofften, durch Anpassung bis hin zur Selbstaufgabe von Nichtjuden akzeptiert zu werden. Sie hatten die rechtliche Gleichstellung nur um den Preis ihres „Nationalbewusstseins“ erhalten und bejahten dies in der Hoffnung, dass der Liberalismus den Antisemitismus allmählich überwinden werde. So gründeten liberale und zum Christentum konvertierte Juden erst 1891 den Verein zur Abwehr des Antisemitismus. 1893 bildeten liberale Bürger in Berlin zudem den Central-Verein deutscher Staatsbürger jüdischen Glaubens. Diese Vereine hatten auf die generelle Entwicklung aber kaum Einfluss und suggerierten ihren Mitgliedern nur, doch irgendwie zur bürgerlichen Gesellschaft zu gehören.

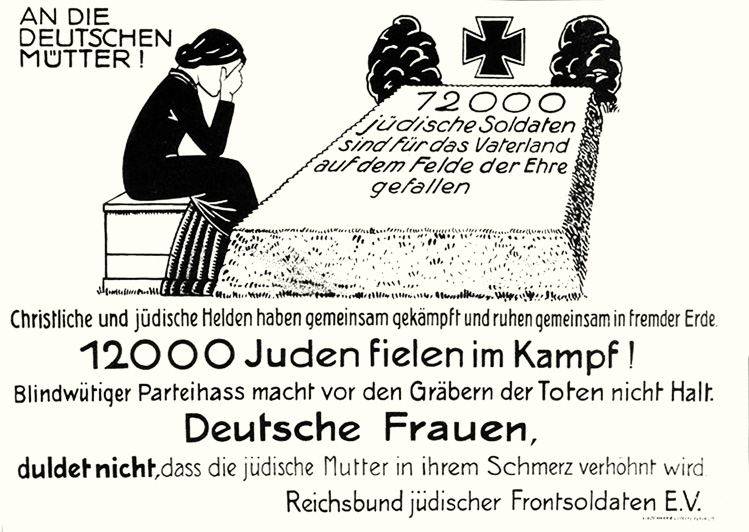
1920 vom Reichsbund jüdischer Frontsoldaten als Antwort auf die Anschuldigungen fehlenden Patriotismus herausgegebener Handzettel

Unter dem Eindruck der Dreyfus-Affäre in Frankreich schrieb Theodor Herzl 1896 sein Buch Der Judenstaat, das den politischen Zionismus begründete. Ein Jahr darauf berief er den ersten Zionistenkongress nach Basel ein. Die meisten Juden rangen aber weiterhin um Anerkennung und Gleichberechtigung im Kaiserreich. Folglich meldeten sich etwa 100.000 Juden auf Drängen ihrer Vereine zum deutschen Militärdienst, 10.000 davon freiwillig zur Front, als der Erste Weltkrieg ausbrach. Etwa 2000 von ihnen wurden trotz Ablehnung der höheren Ränge zu Offizieren befördert und oft für besondere Tapferkeit ausgezeichnet. Sie glaubten, ihre Eisernen Kreuze würden sie vor weiteren Verfolgungen schützen.
Nach dem Ersten Weltkrieg wurde der Reichsbund jüdischer Frontsoldaten gegründet; seine Zielsetzung war die Abwehr des Antisemitismus und die Unterstützung der jüdischen Veteranen. Diesen wurde die Mitgliedschaft in vielen Wehrverbänden wie z. B. dem Stahlhelm verwehrt.

### Weimarer Republik

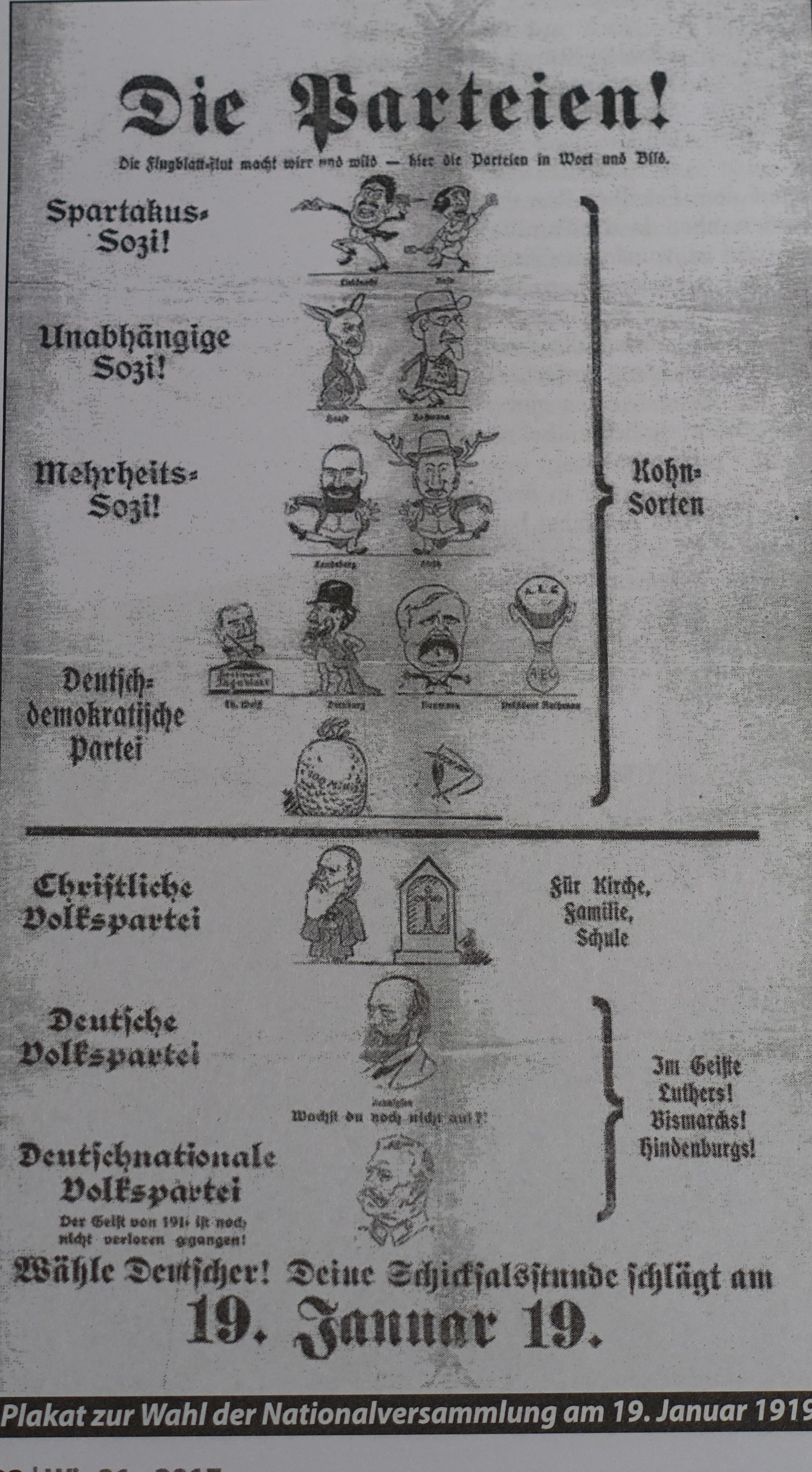
Plakat zur Wahl der National-versammlung am 19. Januar 1919. Der jüdische Rechtsanwalt Oskar Cohn (USPD) steht stellvertretend für Anhänger der Weimarer Republik

Die Millionen Kriegstoten und die Deutsche Inflation 1914 bis 1923 ließen große Bevölkerungsteile verarmen. Die sozialen Gegensätze verschärften sich, etwa durch Wucherpreise, Kriegsgewinnler und den Steckrübenwinter 1917/18. Viele Offiziere, Teile des Bürgertums und rechtsextreme Organisationen wie der Alldeutsche Verband lasteten die Missstände und die absehbare Kriegsniederlage mit Vorliebe „jüdischen“ Vertretern der Arbeiterbewegung, der Sozialdemokratie und des Pazifismus an. Die zweite Oberste Heeresleitung schob der SPD mit den Oktoberreformen 1918 die Verantwortung für einen Waffenstillstand zu und begründete so die spätere Dolchstoßlegende. Freikorps und rechtsradikale Studenten schlugen 1919 die kommunalen Räterepubliken gewaltsam nieder und griffen dabei zusätzlich Juden an. Rosa Luxemburg wurde kurz vor ihrer Ermordung (15. Januar 1919 in Berlin) als „Judenhure“ beschimpft und schwer misshandelt.
Rechtsradikale Einzelpersonen und paramilitärische Gruppen wie die Organisation Consul verübten gezielte Fememorde an politischen Gegnern, oft Juden. Zu ihren Opfern gehörten der erste Ministerpräsident des Freistaats Bayern Kurt Eisner, der Vertreter der Münchner Räterepublik Gustav Landauer, Außenminister Walther Rathenau und andere.
Seit der Gründung der von Antisemiten als „Judenrepublik“ geschmähten Weimarer Republik im August 1919 konnten deutsche Juden erstmals in höchste Staatsämter aufsteigen. Obwohl viele die Linksparteien ablehnten, wurden sie weithin als Profiteure von Umsturz und Kriegsniederlage dargestellt. Antisemiten, die bislang auf staatliche Umsetzung ihrer Ziele gehofft hatten, lehnten fast immer Revolution und Demokratie zugleich ab, ihre Gegner verteidigten meist beides. Während des Krieges war allzu offene antisemitische Propaganda staatlich zensiert worden, um den „Burgfrieden“ nicht zu gefährden; seit Kriegsende konnten sich die Antisemiten ungehindert neu organisieren und agitieren. Zeitungen wie das Deutsche Wochenblatt und Flugblätter hetzten gegen die Juden. Bei deren Verteilung kam es bis zum Frühjahr 1920 öfter zu Prügeleien auf offener Straße; eingreifende Polizei nahm nicht selten Juden zu ihrem Schutz oder als Anstifter fest.
Neue rechtsradikale Gruppen wie der Deutschvölkische Schutz- und Trutzbund und die Thulegesellschaft propagierten die Dolchstoßlegende. In ihr verbanden sich antisemitische, antisozialistische und antidemokratische Motive so miteinander, dass die gesamte nationale Demütigung, eigene Kriegsschuld, Niederlage, Revolution, Elend der Nachkriegszeit und die Auflagen des Versailler Vertrags, erneut auf die jüdische Minderheit als deren angebliche Drahtzieher projiziert wurden. Juden und Sozialdemokraten, die seit der Reichsgründung 1871 als „innere Reichsfeinde“ markiert worden waren, wurden nun auch mit den „Bolschewisten“ identifiziert: Sie seien angeblich dem „im Felde unbesiegten“ Heer heimtückisch in den Rücken gefallen, um Deutschland fremden Mächten auszuliefern und alle kulturellen Werte der Nation zu vernichten. Dabei verwies man auf jüdische Namen unter führenden russischen wie deutschen Revolutionären. Die Protokolle der Weisen von Zion, die 1920 auf Deutsch veröffentlicht wurden, schienen diese Verschwörungstheorie zu bestätigen.
Der gestürzte Monarch Wilhelm II. steht seinem Biographen John C. G. Röhl zufolge exemplarisch für die Entwicklung großer Teile der bürgerlichen und militärischen Eliten der Kaiserzeit von einem gewöhnlichen zu einem eliminatorischen Antisemitismus in der Weimarer Zeit. So schrieb Wilhelm am 2. Dezember 1919 eigenhändig in einem Brief aus dem niederländischen Exil an Generalfeldmarschall August von Mackensen:

„Die tiefste und gemeinste Schande, die je ein Volk in der Geschichte fertiggebracht, die Deutschen haben sie verübt an sich selbst. Angehetzt und verführt durch den ihnen verhaßten Stamm Juda, der Gastrecht bei ihnen genoß. Das war sein Dank! Kein Deutscher vergesse das je, und ruhe nicht bis diese Parasiten von deutschem Boden vertilgt und ausgerottet sind! Dieser Giftpilz am Deutschen Eichbaum!“

An anderer Stelle verknüpfte er deutsche Juden, ausländische Kriegsgegner und zivile Politiker der „Heimatfront“: „Während unter Mir, meinen Generalen und Offizieren das tapfere Frontheer die Siege erfocht, verlor das Volk zuhause, von Juda und Entente belogen, bestochen, verhetzt, mit seinen unfähigen Staatsmännern den Krieg.“
1927 fragte er bei Fritz Haber, dem Erfinder des Giftgases, an, ob es möglich sei, ganze Großstädte zu vergasen. Damals bezeichnete er die Presse, Juden und Mücken als „Pest“, von der sich die Menschheit „auf die eine oder andere Weise“ befreien müsse: „Ich glaube, das beste wäre Gas.“ 1940 behauptete er, Juden und Freimaurer hätten 1914 und 1939 Vernichtungskriege gegen Deutschland vom Zaun gebrochen, um ein von britischem und amerikanischem Gold gestütztes „jüdisches Weltreich“ zu errichten.
Antisemitische Studenten und Akademiker und ehemalige DVP-Mitglieder fanden ihre neue politische Heimat nun vor allem in der DNVP. Diese startete 1919 eine Kampagne gegen sogenannte Ostjuden: Etwa 34.000 meist polnische Juden waren im Krieg als Rüstungsarbeiter angeworben und interniert worden; danach flohen zudem etwa 107.000 in Osteuropa verfolgte und verarmte Juden nach Deutschland. Etwa ein Viertel davon lebte vorübergehend oder dauerhaft in Berlin-Mitte. Bis 1921 waren ca. 40 Prozent weitergewandert. Die DNVP verlangte ein Ende des Zuzugs und die Ausweisung der Ostjuden, um so wieder die Meinungsführerschaft gegenüber den „Radauantisemiten“ zu gewinnen. In Bayern wurden osteuropäische Juden nach dem Kapp-Putsch 1920 von den Behörden gezielt schikaniert und zum Teil in Abschiebelagern interniert. Wie weit man den in der Partei weit verbreiteten Antisemitismus programmatisch und in der parteipolitischen Agitation nach vorne schieben sollte, war zwischen der eher konservativen Parteiführung und dem völkischen Parteiflügel umstritten. Ein „Arierparagraph“ in der Parteisatzung, der allen jüdischstämmigen Menschen den Beitritt zur Partei verwehrt hätte, scheiterte 1921 nur knapp. Auf dem Görlitzer Parteitag im Jahr darauf verließen die Völkischen die Partei. Dennoch benutzte die Partei auch in der Folgezeit immer wieder judenfeindliche Parolen. Dies wurde ihr von rechter wie linker Seite als „Zweckantisemitismus“ und Wählertäuschung vorgeworfen, da sie damit einerseits ein kapitalismuskritische Gruppen ansprach, andererseits solche, die einen als jüdisch denunzierten Bolschewismus fürchteten, in Wahrheit aber großagrarische und industrielle Interessen vertrat. In den frühen 1930er Jahren waren von der DNVP, wie der Historiker Hans Mommsen schreibt, zeitweise mehr antisemitische Slogans zu hören als von den Nationalsozialisten, die ihren Antisemitismus aus taktischen Gründen in dieser Zeit deutlich zurückschraubten.
Die Deutsche Burschenschaft beschloss 1921 den Ausschluss jüdischer Mitglieder. Viele Studentenverbindungen, bürgerliche Monarchisten, Befürworter autoritärer Staatsmodelle und die Völkische Bewegung forderten wie der Nationalsozialistische Deutsche Studentenbund (NSDStB) eine „nationale Revolution“ zur Ablösung der Weimarer Demokratie. Dieser ideologische Konsens zwischen Konservativen und Nationalsozialisten gilt als wichtiger Grund für den Siegeszug der NSDAP.
Ab 1922 nahmen republiktreue Medien, Parteien und Interessenverbände den Antisemitismus als Angriff auf die Weimarer Verfassung wahr. Dem Central-Verein deutscher Staatsbürger jüdischen Glaubens gelang es zeitweise, mit einer Kampagne die enorme Zunahme antisemitischer Friedhofsschändungen bewusst zu machen und zu verringern.
Während der Hyperinflation und Ruhrbesetzung im Herbst 1923 griffen aufgehetzte Jugendliche und Arbeitslose Juden im Berliner Scheunenviertel an, drangen in ihre Geschäfte und Wohnungen ein, misshandelten Bewohner und raubten sie aus. Rechtsradikale hatten zuvor behauptet, „Galizier“ hätten das wertbeständige Notgeld aufgekauft, das die Stadtverwaltung für die Erwerbslosen ausgegeben hatte.
Beim Hitlerputsch am 9. November 1923 in München nahm der aus dem Freikorps Oberland hervorgegangene Bund Oberland wahllos „jüdisch aussehende“ Bürger als „Geiseln“, um politische Änderungen zu erpressen. Damit wurde rechtsradikale Straßengewalt etwa der Sturmabteilung gegen Juden und politische Gegner alltäglich. Sie wurde von Polizei und Justiz kaum verfolgt. Der jüdische Rechtsanwalt Ludwig Foerder dokumentierte 1924 in Schlesien mit einer Skandalchronik, wie stark Staatsbehörden antisemitische Straftaten duldeten oder durch Gesinnungsurteile mittrugen.
Konservative Akademiker wie Wilhelm Stapel oder Edgar Julius Jung erneuerten die Volkstumsideologie des 19. Jahrhunderts. Stapel erklärte 1927 das deutsche und das jüdische Kollektiv für unvereinbar und forderte, den Zionismus zu unterstützen, um Juden zur Auswanderung zu drängen. Jung forderte eine Rückkehr zur Ständegesellschaft und gesetzliche „Dissimilation“ der Juden.
Manche Vertreter der Linksparteien gaben Antisemitismus als legitimen Antikapitalismus aus. Einer Hetzkampagne der Nationalsozialisten gegen den jüdischen Polizeivizepräsidenten von Berlin Bernhard Weiß als Isidor folgten Verunglimpfungen in der Zeitschrift Roter Aufbau. Clara Zetkin warnte deshalb 1924 in einem Brief aus Moskau an den 9. Parteitag der KPD: „Die linke Parteimehrheit vereinigt brüderlich reichlichst KAPisten, Syndikalisten, Antiparlamentarier, bei Lichte besehen – horribile dictu – sogar Reformisten und neuerdings – faschistische Antisemiten.“ KPD-Vorstandsmitglied Ruth Fischer forderte 1923: „Zertrampelt die Judenkapitalisten!“ Dem ließ sie eine Drohung gegen die nichtjüdischen Kapitalisten folgen. Im Völkischen Beobachter der NSDAP wurde Fischer, die jüdischer Herkunft war, am Tag darauf selbst antisemitisch beschimpft.

### Nationalsozialismus
Von Adolf Hitler sind vor 1919 keine antisemitischen Äußerungen bekannt. Einzig ein Feldpostbrief aus dem Jahr 1915, in dem er sich negativ über den „inneren Internationalismus“ Deutschlands äußert, kann als gegen Juden gerichtet verstanden werden, jedoch ist es auch möglich, dass er den ultramontanen Katholizismus meinte. Zum Antisemiten wurde er vielmehr erst in den Schulungskursen, die er im Sommer 1919 als Mitglied der Propagandaeinheit der Reichswehr unter Hauptmann Karl Mayr besuchte. In einem Brief an Adolf Gemlich, einen der Teilnehmer dieser Kurse, beschrieb Hitler am 16. September 1919 erstmals seinen eliminatorischen „Antisemitismus der Vernunft“, den er antikapitalistischen Argumenten begründete: Letztes Ziel müsse „unverrückbar die Entfernung der Juden überhaupt sein“.
Die 1920 in München gegründete NSDAP entwickelte sich zunächst im Freistaat Bayern zum Sammelbecken für radikale Antisemiten und Antikommunisten. Am 24. Februar 1920 verkündete Hitler in München das 25-Punkte-Programm der NSDAP. Es forderte, Juden von der deutschen Staatsbürgerschaft und damit aus allen öffentlichen Ämtern auszuschließen und sie besonderen „Fremdengesetzen“ zu unterwerfen. Bei Versorgungsknappheit sollten die „Angehörigen fremder Nationen (Nicht-Staatsbürger)“ ausgewiesen werden. Ein Einwanderungsstop und die Ausweisung aller seit dem 2. August 1914 eingewanderten „Nicht-Deutschen“ sei zu verfügen, zu denen man die Juden in Deutschland zählte.
Bis 1923 erlangte Hitler vor allem mit antisemitischer Rhetorik die Führung der NSDAP. In seiner Programmschrift Mein Kampf (1925/26) behauptete er, er sei schon in seiner Schulzeit „instinktiv“ Antisemit gewesen. Er gab Rache an den „Novemberverbrechern“ als Motiv für seine Hinwendung zur Politik an, bekannte sich zum eliminatorischen Rasse-Antisemitismus und kündigte an, die „Entfernung“ aller Juden politisch und militärisch durchzusetzen. Er sah darin eine unausweichliche Befreiung der Menschheit vom angeblichen Weltjudentum, auf dessen Verschwörung gegen die „arische Herrenrasse“ er – wie die ihm bekannten Protokolle der Weisen von Zion – den angloamerikanischen Kapitalismus und den russischen Bolschewismus gleichermaßen zurückführte. Analog zu seinen Fronterfahrungen mit C-Waffen hielt er Massenmorde an Juden mit Giftgas für eine legitime Methode, um die fiktive „Reinrassigkeit“ der Deutschen zu wahren Wesentliche Elemente dieser Ideologie stammten vom Zeitungsherausgeber Dietrich Eckart und vom „nationalen Sozialisten“ Gottfried Feder.
Bei der Reichstagswahl 1928 erhielt die NSDAP nur 2,6 Prozent der Stimmen, auch weil ihre antisemitische Propaganda Wähler abstieß. Daraufhin ordnete die Parteiführung an, bei der Wahlpropaganda künftig auf Judenfeindlichkeit zu verzichten. Sie konzentrierte sich 1929 bis 1933 vor allem auf Themen wie die Reparationen, den Young-Plan, die Weltwirtschaftskrise und vertrat eine diffuse Volksgemeinschaftsideologie. In diesen Aufstiegsjahren kam es wiederholt zu politisch motivierten Gewalttaten gegen die jüdische Bevölkerung, vor allem durch die SA: Nach der Reichstagswahl 1930 wurden dem Berliner Kaufhaus Wertheim die Scheiben eingeworfen, es folgte der Kurfürstendamm-Krawall von 1931, den rund 500 SA-Schläger als „Säuberungsaktion“ eines „verjudeten“ Straßenzugs ausgaben.

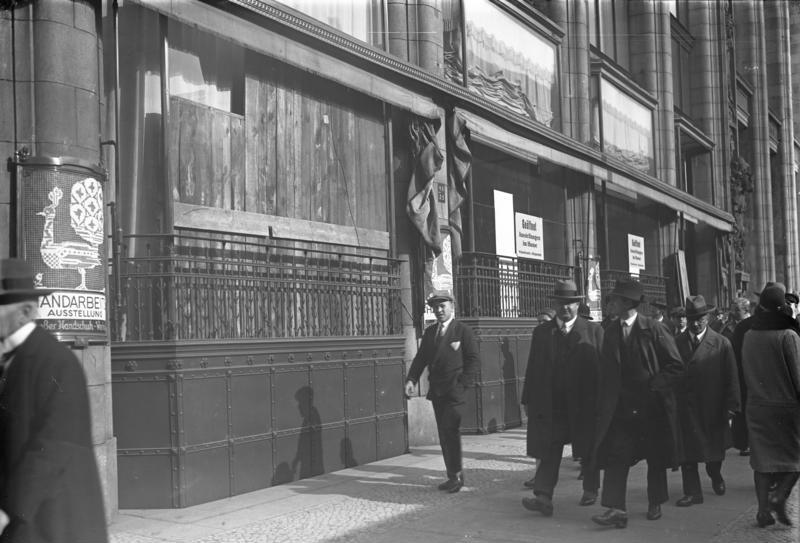
Demolierte Schaufenster (Oktober 1930) bei der Kaufhauskette Wertheim

Sofort nach ihrer „Machtergreifung“ am 30. Januar 1933 begannen öffentliche Gewalttaten von SA, NSBO und dem Kampfbund für den gewerblichen Mittelstand gegen Juden und ihr Eigentum, unter anderem gegen Warenhäuser, die häufig jüdische Eigentümer hatten, zum Beispiel den Braunschweiger Warenhaussturm. Diese Aktionen störten die neue Regierung, deren primäres Ziel zunächst die Überwindung der Weltwirtschaftskrise war und die daher an Stabilität interessiert war. Um den Druck von unten aufzufangen, wurden 1933 die ersten antijüdischen Gesetze erlassen: Das Gesetz zur Wiederherstellung des Berufsbeamtentums, die Möglichkeit, Juden, die nach 1918 eingebürgert worden ware die Staatsbürgerschaft wieder abzuerkennen, das Reichskulturkammergesetz, das Juden aus dem Kultur- und Presseleben ausschloss, sowie ein Numerus Clausus für jüdische Studenten. Außerdem wurde am 21. April 1933 ein Gesetz über das Schlachten von Tieren erlassen, mit dem vorrangig das Schächten, verboten wurde. Es folgte am 1. Dezember 1933 das Reichstierschutzgesetz, unter anderem mit weitgehenden Bestimmungen zur Beschränkung von Tierversuchen. Damit konnten die Nationalsozialisten deutsche Juden, die im Pelzhandel, der Ärzteschaft und Biologie eine wichtige Rolle spielten, diskriminieren und weitverbreitete Ressentiments bedienen. Um die Diffamierungen wirksam zu verinnerlichen, bediente man sich häufig der „sexuellen Denunziation“, indem man den Juden alle nur erdenklichen Formen der sexuellen Devianz – von der Kinderschändung bis zur Sodomie (Geschlechtsverkehr mit Tieren) – unterstellte. Insgesamt wurden in der Zeit des Nationalsozialismus (1933–1945) etwa 2000 antijüdische Gesetze und ergänzende Verordnungen erlassen.

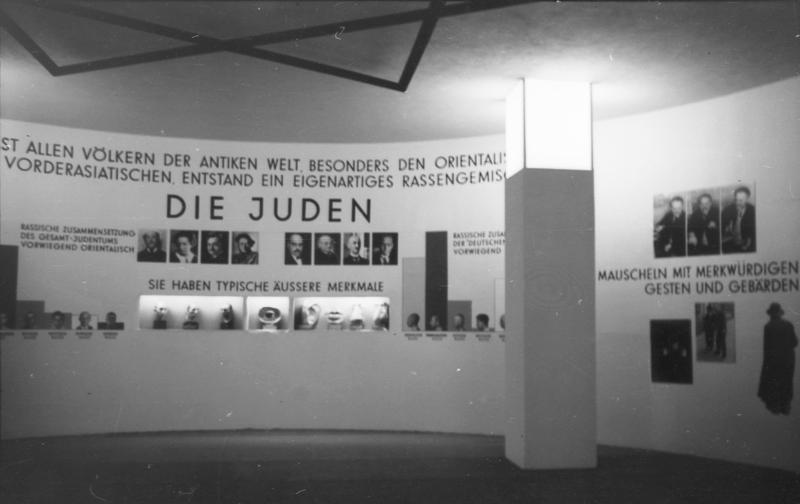
Ausstellung „Der ewige Jude“ im Deutschen Museum in München; 8. November 1937 bis 31. Januar 1938

Dabei ging das NS-Regime nicht zielgerichtet vor, sondern, wie der Holocaustforscher Peter Hayes schreibt, in einer „Stop-and-go-Strategie“, bei der es jeweils auslotete, was die deutsche Öffentlichkeit und das Ausland jeweils hinnehmen würden. Er sieht drei Phasen der nationalsozialistischen Judenpolitik:
1. von 1933 bis 1938, in dem das Regime durch die genannten Gesetze, den Judenboykott vom 1. April 1933, die Nürnberger Gesetze von 1935, die „Arisierungen“ und die Novemberpogrome 1938 die Juden aus der Mehrheitsgesellschaft ausschloss und zur Auswanderung drängte und dabei auf wenig bis keinen Widerstand inner- und außerhalb Deutschlands stieß,
2. von 1938 bis 1941, als das Regime zur Kenntnis nehmen musste, dass die angestrebte Entfernung der Juden von deutschem Staatsgebiet nicht erreicht worden war, im Gegenteil: Nach dem Überfall auf Polen waren noch Millionen weiterer Juden in den deutschen Herrschaftsbereich geraten waren,
3. von Sommer 1941 an, als der Entschluss reifte, sämtliche Juden in Europa zu ermorden.[110]

Schon im Januar 1939 hatte Hitler die „Vernichtung der jüdischen Rasse in Europa“ im Falle eines Weltkriegs angedroht. Mit dem Vernichtungskrieg gegen die Sowjetunion am 14. Juni 1941 begann die organisierte Massenvernichtung der Juden, bei der die Täter bis Kriegsende rund sechs Millionen Menschen ermordeten. Der Völkermord ging mit Raub und Kriegsverbrechen einher.
Die Nationalsozialisten wandten sich in einem Dekret vom Mai 1943 vom Begriff „Antisemitismus“ ab, da auch die Araber zu den semitischen Völkern zählen und die neuen arabischen Verbündeten nicht „mit den Juden in einen Topf“ geworfen werden sollten. Der Judenmord wurde nach dem Eintritt der Vereinigten Staaten in den Zweiten Weltkrieg und der verlorenen Schlacht von Stalingrad noch intensiviert und zum Teil vorrangig gegenüber der Kriegführung behandelt. Die vieldiskutierte Besonderheit des deutschen Rasse-Antisemitismus findet etwa Werner Bergmann daher in seiner praktischen Durchsetzung:

„Der A[ntisemitismus] der NSDAP unterschied sich vom primär literarischen des Kaiserreichs durch seine Umsetzung in eine terroristische Politik. Ihr verbal aggressiver A. war nicht Handlungsersatz, sondern Wegbereiter der Tat. Auch wenn es keinen konkreten Aktionsplan gab, so lag doch der Völkermord in der Logik des rassistischen A., denn zu seinen Wesenselementen gehörte die Weigerung, eine Regelung für eine dauerhafte deutsch-jüdische Koexistenz zu finden, da er nicht auf einen Zustand der Apartheid, sondern auf eine völlige ‚Entfernung‘ der Juden zielte.“

Im Holocaust setzte das NS-Regime in unerreicht mörderischer Weise die von Anfang an menschenverachtende Ideologie des Antisemitismus um.

## Österreich

### Emanzipation und Aufstieg bis 1815
Mit den Toleranzpatenten Josephs II. begann die Emanzipation auch für die traditionell ghettoisierten, damals etwa 1,5 Millionen Juden der Habsburgermonarchie. 1782 wurden sie in Wien und Niederösterreich zu allen Schulen und Hochschulen zugelassen und erhielten weitgehende Gewerbefreiheit. Sie sollten Zugang zu handwerklichen und landwirtschaftlichen Berufen erhalten, um so ihren Nutzen für den Staat zu erhöhen. Einwanderung blieb ihnen aber ebenso verboten wie der Erwerb von Haus- und Grundbesitz und die Einfuhr jüdischer Schriften. Seit 1787 mussten sie deutsche, oft zudem diskriminierende Namen annehmen: z. B. Burda – „Fraß“ – oder Blumentritt – „der, der unschuldige, minderjährige Mädchen verführt“. 1788 mussten sie auch Militärdienste leisten.
Zahlreiche Sondergesetze schränkten diese Gleichstellungsansätze wieder ein. Jüdische Ausländer mussten z. B. täglich 30 Kreuzer zahlen und ihre Aufenthaltsberechtigung alle 14 Tage erneuern. Jüdische Hebammen durften nur im Notfall Christinnen entbinden. Die Hofkanzlei ignorierte 1815 eine Bittschrift der Wiener Juden, die Toleranz gesetzlich zu verankern.
Für monarchistische Beamte wie Friedrich von Gentz, den Berater Fürst Metternichs, waren Juden „geborene Repräsentanten des Atheismus, Jakobinismus, der Aufklärerei“. Das hinderte ihn nicht, beim Wiener Kongress im Salon von Fanny von Arnstein (geb. Itzig) zu verkehren. Diese versuchte, die Salonkontakte zwischen Menschen unterschiedlicher Stände und Bekenntnisse für Beachtung der Probleme ihrer Glaubensgenossen zu nutzen.
Doch die christlichen Gilden und Zünfte wehrten die aufkommende jüdische Konkurrenz weiterhin nach Kräften ab. Juden blieben vor allem auf dem Land weitgehend auf den Handel angewiesen und gelangten nur langsam in andere Berufszweige. Der Fernhandel, die relativ krisensichere Belieferung der Armee mit Uniformen, auch die Pachtung der Tabakregie erwiesen sich als Ausgangspunkte zum Aufbau jüdischer Manufakturen und Fabriken mit Hilfe von Handelskapital.
Nachdem die Einfuhr von Rohbaumwolle freigegeben worden war, konnten Juden in Böhmen die rasch wachsende Baumwollindustrie zu ihrer Domäne machen und bis dahin die Stoffbranche dominierenden Leinen- und Woll-Gewerke verdrängen. Die Schneiderzünfte in Mähren konnten trotz heftiger Proteste nicht verhindern, dass kapitalkräftige jüdische Großhändler aus dem traditionell von Juden betriebenen Ausbessern und Umarbeiten von Kleidern und Uniformen eine Konfektionsindustrie entwickelten. Diese gab nun ihrerseits vielen jüdischen Vertrieben in Städten und Dörfern Arbeit. Jüdische Bankhäuser expandierten auch in andere damalige Wachstumsbranchen; so finanzierte Salomon Rothschild in Wien den Bau der Eisenbahnstrecke nach Galizien, der 14 000 Arbeiter beschäftigte.
Die bürgerliche Gleichstellung der Juden begünstigte ihren städtischen Aufstieg stärker als auf dem Land, sodass sich der Zuzug von Juden in die Städte verstärkte. In Prag z. B. lebten 1848 11 700 Juden, 40 Prozent der Juden Böhmens. Damit wohnten dort die meisten Juden im Verhältnis zur übrigen Bevölkerung in allen deutschsprachigen Großstädten. In Mähren durften Juden sich bis 1848 nicht in Dörfern ansiedeln; Brünn entwickelte sich für sie zum Anziehungspunkt. Sie verteidigten ihre vergleichsweise gesicherte Lage zusammen mit den Stadträten auch gegen weiteren Zuzug von verarmten mittellosen Juden aus Galizien.
In Wien lebten um 1800 erst 500 bis 600 Juden unter insgesamt 200.000 Bürgern. Nur einzelne privilegierte Familien wurden hier geduldet. 1848 waren es hier 4000 Juden (0,8 Prozent); die erste jüdische Gemeinde konstituierte sich.

### Restauration nach 1815
Nach den Freiheitskriegen gegen Napoleon machte die 1815 begründete Heilige Allianz das Christentum zur Grundlage ihrer Politik und vertrat erneut das Gottesgnadentum der Fürsten. In der folgenden Restaurationsphase lehnten viele Gebildete die begonnene Judenemanzipation ab. So forderte der Gesellschaftstheoretiker Adam Heinrich Müller, Mitglied der Christlich-deutschen Tischgesellschaft, 1823 in einem Gutachten ein Heiratsverbot zwischen Juden und Christen und die Rücknahme erreichter Gleichstellung. Er führte die Umbrüche der Frühindustrialisierung auf jüdische Wirtschaftstätigkeit zurück und setzte Judentum und Kapitalismus gleich. Dagegen vertrat er das Ideal der vorindustriellen Ständegesellschaft.
Die städtischen jüdischen Gemeinden reagierten darauf mit verstärkten Anpassungs- und Reformbemühungen. Der traditionell aschkenasische Gottesdienst, der in weiten Teilen auch eine profane Gemeindeversammlung gewesen war, wurde zuerst in Wien dem christlichen Gottesdienst angeglichen. Der „Wiener Ritus“, erstmals eingeführt durch Isaak Mannheimer, sah anstelle der in Jiddisch gehaltenen Predigten strenge Anstandsregeln und ein hohes musikalisches Niveau des Chasan (Kantor) vor. Die deutschsprachigen Laienprediger stellten den Vorrang der Hebräisch sprechenden Rabbiner in Frage. Von Wien aus verbreitete sich der Wiener Ritus nach Böhmen und Galizien.
Einige Juden konvertierten nun zum Christentum. Einer der prominentesten Konvertiten war Johann Emanuel Veith. Er wurde 1831 am Wiener Stephansdom Hofprediger, blieb aber seiner jüdischen Gemeinde verbunden. Als die Damaskusaffäre die Ritualmordlegende auch in Europa wiederbelebte, schwor er von der Kanzel herab, dass diese Vorwürfe falsch seien. Mit anderen Judenchristen gründete er im Mai 1848 den Wiener Katholikenverein für mehr Freiheit für Judenchristen in der Kirche und gegenüber dem Staat. Auch Paulus Cassel wurde evangelischer Prediger und angesehener Historiker der Jüdischen Geschichte. Er nahm die Juden später gegen Treitschkes und Stöckers Angriffe in Schutz. Erst mit zunehmender Akzeptanz der Juden um die Jahrhundertmitte nahmen die Konversionen ab.

### Nach der Revolution von 1848
In der Märzrevolution engagierten sich Akademiker, darunter viele gebildete Juden, meist für den Liberalismus. Viele Juden kämpften mit den Christen auf den Barrikaden. Im Revolutionsjahr war es noch möglich, dass der jüdische Prediger Isaak Mannheimer und der Kantor Salomon Sulzer zusammen mit katholischen und protestantischen Geistlichen an einem Gemeinschaftsgrab auf dem Schmelzer Friedhof standen, um die Gefallenen der Märztage zu ehren. Es war aber nur eine kurze Zeit, bald nahmen die Spannungen zu. In Wiens Armenvierteln wurde der Ruf laut: Schlagt die Juden tot!, begleitet von einzelnen Gewalttaten. Trotzdem brachte die Pillersdorfsche Verfassung den Juden endlich die ersehnten vollen Bürgerrechte und Religionsfreiheit in Österreich. Dies nahm die Restauration zum Teil wieder zurück: 1851 mussten jüdische Beamte ihre Staatstreue beeiden, 1853 wurde Juden Grunderwerb erneut verboten, 1855 auch das Notariat und Lehrerberufe.
Eigene Zeitungen blieben ihnen erlaubt, sodass sie im Verlagswesen häufiger führende Positionen errangen. Daraufhin entstand eine antisemitische katholische Gegenpresse, die nun dauerhaft gegen das „demokratische Judengesindel“ hetzte und es mit Liberalismus, Kapitalismus und Kommunismus gleichsetzte. Führend darin war der Artillerieoffizier Quirin Endlich, der „Judenfresser von Wien“. Auch Eduard von Tellering, Journalist für die Neue Rheinische Zeitung von Karl Marx, griff Juden in seiner Schrift Freiheit und Juden als „Wucherer“ (Vertreter des Kapitals) und „Freigeister“ (Vertreter der Demokratie) an, griff aber auch auf die alte Ritualmordlegende zurück.
Flugblätter behaupteten schon 1848, Juden hätten aus Christensärgen Barrikaden gebaut und auf offener Straße Christenkinder geschlachtet, die Guillotine verlangt und Kreuze verhöhnt. Weiter hieß es:

„Wenn das Christusvolk kein Christentum und kein Geld mehr hat…, dann ihr Juden, lasst Euch eiserne Schädel machen, mit den beinernen werdet ihr die Geschichte nicht überleben.“

Der Herausgeber der 1848 gegründeten „Wiener Kirchenzeitung“, Kaplan Sebastian Brunner, dichtete gegen aufgeklärte Philosophen in seinem bekannten Nebeljungenlied:

„Wir haben keinen Judengott mehr,

Und hassen den Gott der Christen,

Wir sind die keckste Rotte der Welt,

Wir jüdischen Pantheisten.“

Er versuchte, den „historischen Nachweis der Ritualmordlegende“ zu führen, erneuerte auch das Klischee vom Gottesmord, aufgrund dessen das Judentum verflucht sei, und folgerte:

„Solange die Juden Juden bleiben, nicht bloß der Abstammung, sondern auch dem Glauben nach, ist ihre Emanzipation überhaupt unmöglich ….Diese werde die Gesellschaft entchristlichen, so dass dann das Judentum herrsche. Dies werde Volkes Stimme nicht hinnehmen.“

Der folgende öffentliche Disput mit Ignaz Kurandas Ostdeutscher Post erregte internationales Aufsehen. Brunner unterlag vor Gericht in mehreren Zensur- und Beleidigungsklagen, was seinen Judenhass noch verschärfte. 1886 verfasste er ein Wanzen-Epos, in dem er Juden als „Ungeziefer“ und „Parasiten“, Antisemitismus als „Wanzenpulver“ bezeichnete. Er hetzte auch gegen Heinrich Heine und Ludwig Börne.

### Österreich-Ungarische Monarchie
1867 wurde im Österreichisch-Ungarischen Ausgleich die Emanzipation der Juden im Habsburgerreich vollendet. Erstmals in der Geschichte der Juden in Österreich ermöglichte ihnen die Dezemberverfassung den ungehinderten Aufenthalt und die Religionsausübung. 40.000 Juden bildeten bereits 6,6 % der Einwohnerzahl Wiens und hatten damit die alten jüdischen Bevölkerungszentren der Habsburger wie Prag, Krakau und Lemberg überflügelt. 1858 wurde eine Synagoge in Wien gebaut, die zu den imposantesten in Europa gehörte. Die meisten Einwanderer Wiens waren aus der ungarischen Reichshälfte gekommen, gefolgt von Böhmen und Mähren. Auch galizische Juden waren gekommen, getrieben von Überbevölkerung, Hungersnöten und Choleraepidemien. Als die polnische Nationalisierungskampagne sie in den 1870er Jahren zunehmend aus dem Wirtschaftsleben verdrängte, flohen sie in Massen. Die Urbanisierung konzentrierte die vordem kleinstädtische und dörfliche Judenheit in den Großstädten.

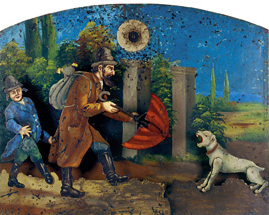
Schießstand mit Schützenscheibe aus Böhmen/Mähren um 1860/70. Sobald der jüdische Schütze ins Schwarze getroffen hat, schnappt der Hund unter beträchtlichem Lärm nach ihm, der sich mit seinem Schirm zu verteidigen sucht, während ein Knabe von hinten an seinem Rockschoß zerrt und ihn mit Fußtritten traktiert.

Ab 1875 entstand auch in Österreich wie im Deutschen Kaiserreich eine „christlich-soziale“ bzw. „völkische“ Bewegung: Hauptvertreter war der Konvertit Karl von Vogelsang, Redakteur der Wiener konservativen Zeitung Vaterland. Er sah das Land „mit Juden überschwemmt“,

„… weil der liberale Umschwung, mit dem man uns beglückt, durch und durch von jüdischem Geiste durchdrungen ist…uns selbst hat der Judengeist angesteckt, in unseren Institutionen ist er incarniert, unsere ganze Lebensanschauung, unser Handel und Wandel ist davon durchzogen …“

„Mit Sondergesetzen gegen Juden sei nichts gewonnen. Die Gesellschaft müsse sich wieder dem Christentum und der Ständegesellschaft zuwenden, dann werde sie die Juden ‚absorbieren‘ und so die ‚Judenüberfluthung‘ beenden.“

Er distanzierte sich 1881 von plumper „Judenhetze“, wie sie damals im Berliner Antisemitismusstreit hervortrat. Aber auch er griff die „goldene Internationale“ des „Finanzjudentums“ an und polemisierte gegen die angebliche Weltherrschaft des Hauses Rothschild, gegen arme „Hausierjuden“ und russische „schachernde und wuchernde Talmudjuden“. Wie Vogelsang sahen Prinz Aloys von Liechtenstein und der Moraltheologe Franz Martin Schindler Antisemitismus als natürliche Reaktion auf den Kapitalismus dort, wo Juden angeblich sozial privilegiert seien.
Offen rassistisch hetzte seit 1877 das Monatsblatt Österreichischer Volksfreund unter Carl von Zerboni: Talmudjuden wollten die regierende Race des Erdballs werden (Nr. 1), Gegenwehr gegen die Verjudung sei nötig (Nr. 5). Ab Nr. 9 stand über jeder Ausgabe in Großbuchstaben: Kauft nur bei Christen! Ab 1882 wurde das Blatt Presseorgan der aus verschiedenen antisemitischen Handwerkervereinen hervorgegangenen „Österreichischen Reformpartei“ unter dem Rechtsanwalt Robert Pattai. Er sah „Manchesterliberalismus“ und Judenemanzipation als identische Vorgänge und strebte dagegen einen „gesunden Staatssozialismus“ an:

„Sollte es aber nicht gelingen, der Judenfrage durch diese notwendigen Reformen die Wurzel abzuschneiden und das natürliche Gleichgewicht wiederherzustellen, dann müssten eben die vielbegehrten Ausnahmegesetze gegen das Judentum notwendig werden.“

Dies unterstützte Ludwig Psenner, seit 1884 neuer Herausgeber des „Volksfreunds“, den er bis 1897 führte. Er suchte wie Vogelsang in der Rückbesinnung auf „christliche Werte“ das Heilmittel gegen die „Verjudung“ der Kultur und Gesellschaft. Doch 1886 zerbrach die Reformpartei daran, dass ein radikaler Flügel unter Georg Ritter von Schönerer den großdeutschen „Pangermanismus“ zum Programm erheben wollte.
Daraufhin gründeten Psenner, Ernst Schneider und Adam Latschka einen Verein, aus dem 1887 die „Christlich-Soziale Partei“ (CSP) hervorging. Bei der Gründungsversammlung übertrafen sich die Redner, u. a. der Ungar Franz Komlossy und der Wiener Reichstagsabgeordnete Karl Lueger, gegenseitig in antisemitischen Hetzreden, die etwa 1000 Anwesende mit stürmischem Beifall bedachten.
Für Regionalwahlen bildete die CSP sofort eine antiliberale Koalition mit deutschnationalen und antisemitischen Gruppen, die „Vereinigten Christen“. Der Antisemitismus war das Bindeglied, auf das alle Beteiligten sich einigen konnten. Das Programm forderte einen Einwanderungsstopp für Juden, ihren Ausschluss aus Staatsdienst, Justiz- und Arztberufen, Einzelhandel und gemeinsamem Schulunterricht mit Nichtjuden. Im Deutschen Volksblatt wurde das Ziel umrissen:

„Radical antisemitisch, streng national und entschieden christlich-social rühren wir alle Tage die Werbetrommel für die große Armee der Judenfeinde…, um deren Vereinigung in einer einzigen großen Volkspartei zu erreichen.“

1888 bei einer Kundgebung für Papst Leo XIII. errang Karl Lueger die Führungsrolle. Er forderte 1890 im Reichstag, die „Hauptursachen des christlichen Antisemitismus“ zu beseitigen:
- die „judenliberale Presse“,
- das „erdrückende Großkapital“, das in jüdischer Hand sei,
- die „Unterdrückung der Christen durch die Juden“;
- das „Martyrium der Deutschen“ unter den jüdischen „Raubtieren in Menschengestalt“.

So fand auch sein Parteifreund Ernst Schneider 1893, Österreich leide an einem contagiösen Geschwür, an dem die Völker und der österreichische Staat leider zugrunde gehen werden, wenn dieses Geschwür nicht beseitigt wird…: Es sind die Juden. Er forderte später in Niederösterreich als Ergänzung für ein Gesetz über die Tötung von Greifvögeln analoge Prämien für die Erschießung von Juden.
Die Einigung der Antisemiten misslang erneut: Die konservativen Katholiken wollten eher die Habsburgermonarchie retten, während die deutschnationalen „Demokraten“ ein antiklerikales großdeutsches Reich anstrebten. Dabei behauptete sich der „gemäßigte“ christlich-soziale Flügel: Schindler verfasste 1895 das Parteiprogramm der CSP, das die Ausbeutung angriff, „sie komme woher sie immer wolle“. Rassistischer Judenhass wurde abgelehnt; man wolle nicht das Judentum als Religion, aber den „Talmudismus“ und die mit dem Liberalismus gleichgesetzten „Reformjuden“ bekämpfen.
Der Papst segnete dies mit der Auflage ab, antisemitische Ausfälle zu unterlassen. Daraufhin musste Kaiser Franz Joseph Karl Lueger 1897 schließlich als Bürgermeister von Wien bestätigen. Mit Lueger war keine eindeutige Abgrenzung der CSP vom Rassen-Antisemitismus möglich.
Dies galt aber auch für Theologen wie August Rohling, dessen in 17 Auflagen verbreitetes Pamphlet Der Talmudjude (1871) den Antisemiten jahrzehntelang religiöse Argumente lieferte. Er wollte mit teilweise gefälschten Auszügen beweisen, dass der Talmud erlaube,

„…alle Nichtjuden auf jede Weise auszubeuten, sie physisch und moralisch zu vernichten, Leben, Ehre und Eigenthum derselben zu verderben, offen und mit Gewalt, heimlich und meuchlings; – das darf, ja soll, wenn er kann, der Jude von Religions wegen befolgen, damit er sein Volk zur irdischen Weltherrschaft bringe.“

Darauf beriefen sich Antisemiten in politischen Versammlungen, u. a. der Wiener Handwerker Franz Holubek 1882:

„Wisst Ihr, was in diesem Buch steht? Die Wahrheit! Und wisst Ihr, wie Ihr in diesem Buch bezeichnet seid? Als eine Horde von Schweinen, Hunden und Eseln!“

Dies löste Tumulte aus. Holubek wurde wegen Störung der öffentlichen Ordnung angeklagt, doch freigesprochen, nachdem sein Verteidiger Robert Pattai vor Gericht aus Rohlings Buch zitierte. Als Rohling als Prozessgutachter zudem den Ritualmord als für Juden „außerordentlich heilige Handlung“ darstellte, warf ihm der junge Rabbiner und Reichsratsabgeordnete Joseph Samuel Bloch öffentlich Bereitschaft zum Meineid vor. Rohling zeigte ihn an; um das Verfahren zu ermöglichen, hob der Reichsrat Blochs Immunität auf. Sein Verteidiger, Josef Kopp, erreichte in zähen Verhandlungen die Zulassung von zwei ausländischen Gutachten zum Talmud. Darauf zog Rohling seine Klage vor Beginn der Hauptverhandlung zurück. Er musste die Prozesskosten tragen und verlor seine Professur für Bibelstudium.
Gleichwohl blieben seine Thesen und die Ritualmordlegende unter Österreichs Katholiken lebendig. Der Pfarrer Joseph Deckert verglich 1893 in einem Predigtzyklus Türkennot und Judenherrschaft und verteilte gratis Broschüren, die den Ritualmord an Simon von Trient anhand von „Akten“ des Jahres 1475 zu beweisen angaben. Er beauftragte den Konvertiten Paulus Mayer für ein Monatsgehalt von 100 Gulden, ihm eine Schrift zu liefern, die den Ritualmord nach kabbalistischen und talmudischen Lehren „belegen“ sollte. Nach einer Vorabveröffentlichung zeigte Bloch Deckert, Mayer und den Herausgeber des Vaterlands an: Im Prozess wurden alle drei zu Haft bzw. Geldbußen verurteilt.
Dies hinderte Deckert nicht, seine Hetze mit antisemitischen Konferenzreden und Schmähschriften (1894–1898) fortzusetzen. Darin hieß es z. B.:

„Darum, die Augen auf, mein christliches Volk, erkenne den ältesten und gefährlichsten Feind Deiner Religion; …wehre Dich Deines Glaubens; Du wirst dadurch auch Deine irdische Wohlfahrt sichern. Amen.“

Deckert wurde 1896 vom Wiener Ordinariat verwarnt und erklärte daraufhin, Bloch habe ihn „in den Antisemitismus hineingehetzt“. Doch er hatte sich schon 1895 mit Karl Lueger solidarisiert:

„Nicht gegen die Religion der Juden ist der Antisemitismus gerichtet, obwohl der Talmud die Grundlage und das Grundübel des Judenthums bildet…sondern gegen die Rasse, insofern sie sich allen Nichtjuden, besonders aber den christlichen Ariern feindlich erwiesen hat und noch erweist. Darum hat der Rassenantisemitismus Berechtigung…“

Ebenso schürte der Priester Albert Wiesinger (1830–1896) als Chefredakteur der Wiener Kirchenzeitung (ab 1861) in der Rubrik „Ghetto-Geschichten“ Ressentiments. Auch bei ihm fand sich das gesamte antijüdische Repertoire von angeblichen Beleidigungen von Juden gegenüber Kirchenmännern über vermeintlichen Wucher bis hin zu Vorwürfen des Ritualmords und der Hostienschändung.
Als Bürgermeister Wiens war Lueger allzu radikale Hetze unangenehm. Antisemitismus sei ein sehr gutes Agitationsmittel, um in der Politik hinaufzukommen, wenn man aber einmal oben ist, kann man ihn nicht mehr brauchen, denn das ist ein Pöbelsport! Diesen trieb er vor 1914 vor allem gegen die „rote Judenschutztruppe“ der aufstrebenden Sozialdemokratie weiter.
Als Gegenbewegung entstand 1891, wenige Wochen nach Gründung des deutschen Pendants, der österreichische Verein zur Abwehr des Antisemitismus (Abwehr-Verein). Er wurde von Mitgliedern des liberalen Wiener Großbürgertums aus der Taufe gehoben. Initiatoren waren u. a. das Ehepaar Bertha und Arthur Gundaccar von Suttner, der Textil-Industrielle Friedrich Freiherr von Leitenberger, der Schriftsteller Rudolf Hoyos und der Mediziner Hermann Nothnagel. Zu den Unterstützern zählten auch der Psychiater Richard von Krafft-Ebing, der Geologe Eduard Suess, die Schriftsteller Marie von Ebner-Eschenbach, Peter Rosegger und Ludwig Ganghofer, der Kunst- und Wissenschaftsmäzen Edmund Graf Zichy sowie der Komponist Johann Strauss (Sohn). Neben aufklärender Pressearbeit besorgte der Verein (der allerdings nie mehr als 5000 Mitglieder zählte) kostenlosen Rechtsschutz für diskriminierte Juden, organisierte Protestversammlungen und sammelte Gelder für vor den Pogromen im russischen Zarenreich geflüchtete Juden.

### 1918–1933

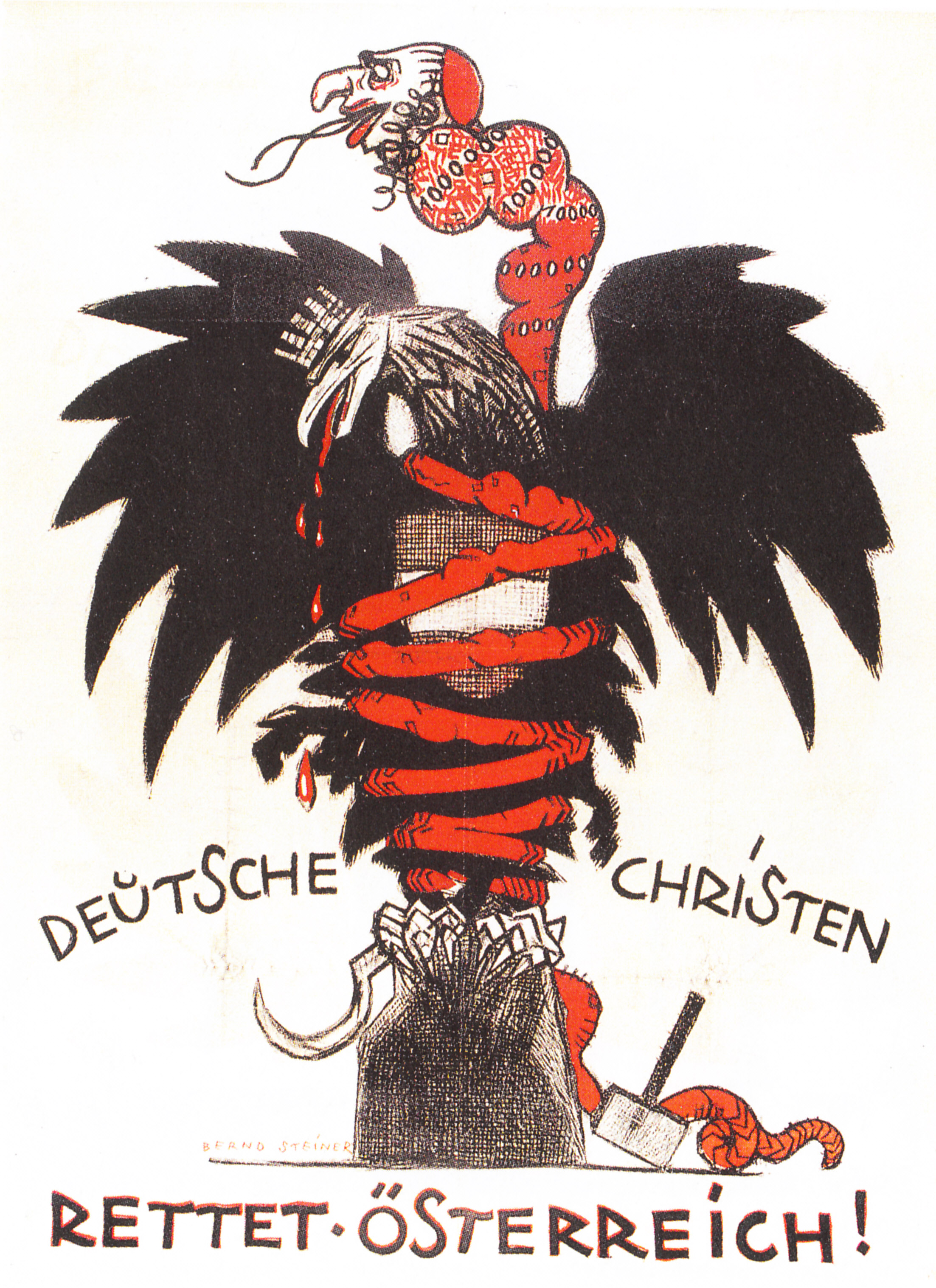
Antisemitisches Wahlplakat der Christlichsozialen Partei bei der Nationalratswahl in Österreich 1920.

Nach 1918 verschärfte die Christlich-Soziale Partei ihren Kurs gegen die Republik und den Zuzug von polnischen Juden aus Galizien. Einzelfälle von Schiebern und Spekulanten führten im Oktober 1919 zu einer „Massenkundgebung christlicher Wiener“, bei denen Landtagsabgeordnete die Ausweisung aller Juden aus Österreich verlangten. Das neue Parteiprogramm forderte 1926 die Pflege deutscher Art und die Bekämpfung der Übermacht des zersetzenden jüdischen Einflusses auf geistigem und wirtschaftlichem Gebiet. Parteichef Ignaz Seipel erklärte, dies sei kein Kurswechsel, sondern immer Tradition der Partei gewesen.
Der Publizist Joseph Eberle gab seit 1918 für die katholische Intelligenz die Zeitschrift Das Neue Reich heraus, die in der „Judenfrage“ explizit auf mittelalterliche Lösungen setzte. Ihm „roch“ die parlamentarische Demokratie „zu sehr nach polnischen Ghettos“.
Er schlug eine von Richard Kralik verfasste „Volkshymne“ als Parodie von Gott erhalte mit dem Text vor:

„Gott erhalte, Gott beschütze vor den Juden unser Land! Mächtig durch des Glaubens Stütze, Christen, haltet festen Stand! Lasst uns unser Väter Erbe schirmen vor dem ärgsten Feind, dass nicht unser Volk verderbe, bleibt in Treue fest vereint!“

Weitere radikale Antisemiten und Gegner der „Judenrepublik“ waren vor 1933 der Ethnologe Wilhelm Schmidt und der Sozialreformer Anton Orel (der sogar schrieb, „daß die Taufe eines Juden die Taufe eines mit gefährlichen Erbkrankheitsstoffen Behafteten ist“). Der österreichische Klerikalfaschismus zog Linien vom Mittelalter zur Gegenwartspolitik: Die katholische Presse in Salzburg hob 1920 z. B. das Verdienst der Kirche hervor, jahrhundertelang die jüdische Gefahr durch Sondergesetze abgewehrt zu haben. Bischof Sigismund Waitz warnte 1925 im Neuen Reich vor der „Weltgefahr“ des habgierigen, wucherischen, ungläubigen Judentums, dessen Macht „unheimlich“ gestiegen sei.
Ihm widersprach der Benediktiner Alois Mager, der erstmals den Antisemitismus überhaupt als halt- und rechtlos, ja unchristlich erklärte. In der Folgezeit rückte das Blatt von politischer Judenausgrenzung ab und warnte vor dem Ansteigen des Nationalsozialismus. Den katholischen Antisemitismus bekämpfte es aber weiterhin kaum: 1933 erschien in Graz ein weiteres Hetzpamphlet über die Protokolle der Weisen von Zion: Pfarrer Arbogast Reiterers Das Judentum und die Schatten des Antichrist.

### 1933–1945
Nach Hitlers Ernennung zum deutschen Reichskanzler (30. Januar 1933) verharmlosten österreichische Zeitungen die Judenverfolgung in Deutschland. Nach dem Judenboykott des 1. April 1933 zitierte man Hermann Görings Erklärung, die NS-Regierung werde „niemals dulden, dass ein Mensch nur deshalb irgendwelchen Verfolgungen ausgesetzt werden sollte, weil er Jude sei“. Der Philosophieprofessor Hans Eibl betonte „die geschichtliche Schuld der Juden am Bolschewismus“. Die Ausgrenzung von Juden wie Max Reinhardt aus dem Kulturleben Berlins wurde ebenso begrüßt wie die Bücherverbrennung am 10. Mai 1933. Der Ethnologe Oswald Menghin bejahte in seinem Buch Geist und Blut den Zionismus aus „rassischen“ Gründen, da die Integration der Juden den „deutschen Volkscharakter“ verändern würde.
Unmittelbar nach dem Anschluss Österreichs an das Dritte Reich wurden Juden in Wien zu entwürdigenden „Reibpartien“ gezwungen. Der Schriftsteller Carl Zuckmayer beschrieb diese Tage im März 1938 in seiner Autobiografie (1966) als „Alptraumgemälde des Hieronymus Bosch […]. Was hier entfesselt wurde, war der Aufstand des Neids, der Mißgunst, der Verbitterung, der blinden, böswilligen Rachsucht – und alle anderen Stimmen waren zum Schweigen verurteilt.“
Wer Maßnahmen der Nationalsozialisten öffentlich widersprach, betonte meist im selben Atemzug, Assimilation und Bekehrung der Juden seien unbedingt nötig, um die von ihnen ausgehende „Gefahr“ zu vermeiden. Zugleich wurde oft die Rückkehr zum katholischen Ständestaat propagiert, in dem die Juden ghettoisiert waren. Selbst die Novemberpogrome 1938 deuteten führende Katholiken Österreichs wie Eberle als Reaktion auf jüdische Schuld früherer Jahrhunderte. Nur wenige – zum Beispiel der Philosoph Dietrich von Hildebrand – bezogen deutlich und leidenschaftlich gegen die Nürnberger Gesetze Stellung.

## Schweiz
Juden in der Schweiz wurden lange Zeit stark diskriminiert. Seit ihrer Vertreibung im 15. Jahrhundert lebten nur noch wenige Juden dort; um 1800 waren es 553 Juden in Endingen AG und Lengnau AG. Sie wurden rechtlich stark benachteiligt, mussten erhöhte Zölle und einen Leibzoll zahlen, durften kein Handwerk ausüben und keinen Boden besitzen. Zahlreiche Sondergesetze bezeichneten Juden als „gottlosen Schwarm“ oder „Pestilenz“.
Der Einmarsch der Franzosen 1798 brachte den Schweizer Juden mit der Idee der Menschenrechte erste Chancen zur Emanzipation. Während des Stecklikrieg begingen von konterrevolutionären Kräften, die gegen die helvetische Republik und die damit verbundene Emanzipation der Juden waren, angestachelte Bauern am 21. September 1802 Pogrome in Lengnau und Endingen. Jüdische Einwohner wurden misshandelt und ihre Häuser geplündert.
Später strich man nach und nach die den Juden aufgebürdeten Sonderabgaben. In Genf setzte sich die Gleichstellung aller Bürger vor dem Gesetz – auch wegen der Tradition des Calvinismus – zuerst durch. Doch die Bundesverfassung von 1848 verwehrte Nichtchristen weiterhin die generelle Niederlassungs- und Religionsfreiheit sowie die Gleichheit in Gerichtsverfahren außerhalb des Heimatkantons. Bis etwa 1850 weigerten sich die meisten Kantone, außerkantonalen Juden die Ansiedlung zu gestatten. 1866 brachte eine Volksabstimmung den Nichtchristen die vollen bürgerlichen Rechte und erlaubte ihnen auch die freie Religionsausübung.
1874 übten Frankreich, die Niederlande und die USA Druck auf die Schweiz aus: sie machten ihre Handelsverträge mit der Schweiz von der Niederlassungsfreiheit auch für Juden abhängig. Daraufhin hob die revidierte Bundesverfassung 1874 die letzten Einschränkungen der Bürgerrechte für Juden auf. Die Bevölkerung blieb aber antijüdisch eingestellt. 1892 lancierten Tierschutzvereine eine Volksinitiative für ein Verbot des Schächtens, also den in der Tora vorgeschriebenen Brauch, für koscheres Fleisch ein Tier durch Halsader- und Luftröhrenschnitt ausbluten zu lassen (siehe Eidgenössische Volksinitiative «für ein Verbot des Schlachtens ohne vorherige Betäubung»). Daraufhin verbot die Bundesverfassung ab 1893 das Schächten in der Schweiz. Während der Debatte darum (also vor der Abstimmung) wurden verstärkt antisemitische Schriften publiziert. In der französischsprachigen Schweiz war die Bevölkerung mehrheitlich tolerant gegenüber Juden.
Der rechtlichen Gleichstellung auf staatlicher Ebene standen in vielen traditionell von Juden bewohnten Dorfgemeinden weiterbestehende rechtliche Einschränkungen auf lokaler Ebene gegenüber, beispielsweise Einschränkungen des Wahlrechtes in Endingen und Lengnau. Das führte auch in der Schweiz zu einer Wanderungsbewegung der Juden in die Städte. In den folgenden Jahrzehnten entstanden städtische jüdische Gemeinden, so in Zürich, Basel, St. Gallen und Luzern. In den Städten war das Klima wesentlich liberaler. In Bern wurde 1859 Moritz Lazarus als Honorarprofessor an die Universität berufen, wo er mit drei weiteren jüdischen Dozenten das Lehramt ausübte und 1864 Rektor und Dekan wurde.
Im Ersten Weltkrieg wurde „den Juden“ in der Schweiz die starke Lebensmittelteuerung angelastet, u. a. weil z. B. in Basel relativ viele Kaufhäuser jüdische Inhaber hatten. Seit 1918 praktizierte die Schweiz eine restriktive Einwanderungspolitik und ließ nur sehr wenige jüdische Flüchtlinge einreisen; besonders Juden aus Osteuropa wurden abgewiesen. 1920 erließ Zürich besondere Vorschriften zur Einbürgerung, die „Ostjuden“ diskriminierten; diese blieben bis 1936 in Kraft.
Seit 1930 bildete sich auch in der Schweiz ein antisemitisches Parteienbündnis, die Frontenbewegung. Sie praktizierte Hetzpropaganda nach nationalsozialistischem Vorbild, pflegte das „Führerprinzip“ und mystifizierte „alteidgenössische Tugenden“ gegen liberale und sozialistische Ideen. Damit hatten sie aber nur 1934–1936 bei lokalen Wahlen Erfolge. In St. Gallen wirkte eine „Schweizerische Christenwehr“ um den Arzt Walter Fehrmann und propagierte Hass gegen Juden, Freimaurer und Zeugen Jehovas; welche alle dasselbe seien. Aktiv in dieser Bewegung war auch der katholische (und später protestantische) Geistliche und Rektor der katholischen Kantonsrealschule St. Gallen Josef Böni (1895–1974), der 1925 dazu die Schrift Moderne Schwarmgeister veröffentlichte. Weitere antisemitische Propagandisten waren Emil Reiffer (1900–1970), der eine pronationalsozialistische Zeitschrift redigierte und auchim Welt-Dienst publizierte, und der Jesuit Rudolf Walter von Moos, der die Eugenik propagierte. Auch das katholisch-konservative Organ Die Ostschweiz gab oft antisemitische Positionen und Stellungnahmen wieder, ebenso der Gossauer Fürstenländer unter seinem Redakteur Karl Hangartner (1901–1968) wie auch die von dem katholischen Pfarrer Robert Mäder (1875–1945) mitbegründete rechtskatholisch-integralistische Zeitung Schildwache.
Von den Schweizer Bischöfen nahm Alois Scheiwiler 1935 und 1936 Stellung gegen einen auf Rassentheorien basierenden Antisemitismus, vertrat allerdings zugleich oft einen theologischen Antijudaismus. Bischof Angelo Jelmini bezog 1938 und 1939 Position gegen die Judenverfolgung in Deutschland und engagierte sich für jüdische Flüchtlinge aus Italien und Ungarn.
Der Schweizer Israelische Gemeindebund erreichte 1937 nach einem vierjährigen Prozess, dass die Protokolle der Weisen von Zion zur Fälschung erklärt, jedoch nicht verboten wurden. Die Bundesbehörden ergriffen keine weiteren Schutzmaßnahmen gegen rassistische und antisemitische Propaganda. Bündnispartner für solche Forderungen fanden die Schweizer Juden nur in einigen Kantonen, bei linksgerichteten Parteien und einzelnen prominenten Humanisten, etwa dem Theologen Leonhard Ragaz.
Nach der Machtergreifung der Nationalsozialisten in Deutschland 1933 wurde die Schweiz für deutsche, nach dem Anschluss Österreichs 1938 auch für österreichische Juden ein wichtiges Fluchtziel. Die Schweizer Regierung gestattete ihnen jedoch meist nur einen Zwischenhalt. Ausländische Juden wurden kaum noch eingebürgert, deshalb nahm die Auswanderug von Schweizer Juden nach Übersee drastisch zu. Als Protest trat der jüdische Nationalrat David Farbstein zurück. Nach dem Anschluss Österreichs im März 1938 vereinbarte die Schweiz mit Deutschland ein Abkommen zur Kontrolle deutscher Juden: Sie veranlasste eine Verordnung, wonach ab 1939 die Pässe deutscher Juden mit einem roten J abgestempelt werden mussten. Dies verhinderte deren illegale Flucht und bedeutete ab 1941 für viele deutsche Juden den Tod, da sie der Deportation in die Vernichtungslager nun nicht mehr entgehen konnten. Mindestens 30.000 deutschösterreichische Juden wurden zudem 1941–1945 an der Schweizer Grenze abgewiesen.
Nach jüngeren Nachforschungen des Simon Wiesenthal Centers reagierte diese judenfeindliche Flüchtlingspolitik keineswegs nur auf Druck der Nationalsozialisten. Vielmehr gab es seit 1940 in der Schweiz mindestens 36 extrem rechtsgerichtete, patriotische und faschistische Gruppen, deren antisemitisches Gedankengut die gesamte Schweizer Öffentlichkeit mitbestimmte und auch von Offizieren und Professoren mitgetragen wurde. In dem Nationalarchiv der USA aufgefundene Dokumente decken mehrere Geheimabsprachen zwischen dem Schweizer Justizminister Eduard von Steiger und der Vereinigung des Schweizer Vaterlandes über das Abweisen von fluchtwilligen deutschösterreichischen Juden an den Grenzen und Asylverweigerung für bereits eingereiste Flüchtlinge auf. Auch die Schweizer Polizei wies die Grenzbeamten dazu an.
Dieser geheime Numerus clausus machte Einbürgerungen von Juden faktisch unmöglich. Jüdische Kinder durften seit 1939 nicht wie andere Kinder zu einem Erholungsaufenthalt in die Schweiz kommen; auch Schweizerinnen jüdischen Glaubens, die mit einem Ausländer verheiratet waren, durften nicht wieder einreisen oder eingebürgert werden. 1941 zögerte der Bundesrat zudem, jüdischen Schweizern in Frankreich und Italien vollen diplomatischen Schutz zu gewähren. Für diese Politik hat der Bundesrat sich 1995 bei den Überlebenden entschuldigt.
Der Bericht des Wiesenthal-Zentrums stieß bei der seinerzeitigen Schweizer Regierung auf Ablehnung: Thomas Borer, Regierungssprecher für Schweizer Vergangenheitsbewältigung, meinte, die weitaus meisten Schweizer seien während des Zweiten Weltkriegs „eindeutige Demokraten und Antifaschisten“, die Schweiz „die einzige Oase der Demokratie, der Redefreiheit und der Toleranz auf dem Kontinent“ gewesen. Sie habe trotz ihrer außenpolitischen Isolation die meisten Flüchtlinge, darunter viele Juden, aufgenommen.
Dagegen sah der Historiker und Religionsphilosoph Gerhart M. Riegner (1911–2001) die Abweisung jüdischer Flüchtlinge seit 1938 nicht als Ausnahme einer ansonsten vorbildlichen Demokratie, sondern als Ergebnis einer Schweizer Tradition der antijüdisch motivierten Fremdenabwehr und des gelebten Antisemitismus. Er verweist dazu auf die späte Durchsetzung der jüdischen Emanzipation, das Schächtverbot 1893, die restriktive Einbürgerungspraxis gegenüber Ostjuden und die Transitland-Doktrin in der eidgenössischen Migrationspolitik nach dem Ersten Weltkrieg.

## Frankreich

### 1789 (Französische Revolution) bis 1848
Infolge der Französischen Revolution 1789 schufen Angehörige der damals entmachteten Gruppen, vor allem adelige Anhänger der Bourbonen und einer Restauration des katholischen Ständestaates, eine Reihe von Verschwörungsthesen. Der Jesuit Augustin Barruel behauptete 1797, die Revolution wäre das Ergebnis eines Komplotts der Freimaurer, die er mit den Aufklärungsphilosophen und Jakobinern gleichsetzte, gegen das Christentum gewesen.
1791 erhielten die französischen Juden die vollen Staatsbürgerrechte. Daher galten auch sie Gegnern der Revolution nun als deren Nutznießer und mögliche Drahtzieher. Diese Sicht verstärkte sich, als Kaiser Napoleon I. sich für die Religions- und Organisationsfreiheit der Juden in Frankreich und allen von Frankreich besetzten Gebieten einsetzte und am 23. August 1806 dazu einen neuen jüdischen Hohen Rat (Sanhedrin) einberief. Im selben Jahr erhielt Barruel den sogenannten Simonini-Brief, dessen Autor behauptete, er habe als italienischer Offizier jüdischer Abstammung von Intrigen habgieriger Juden gegen die Christen Europas erfahren. Barruel habe ein geheimes Bündnis der Juden mit Jakobinern, Freimaurern und Illuminaten übersehen, um von Frankreich aus die Christen auszulöschen und eine jüdische Weltherrschaft aufzubauen. Dieser Brief wurde 1878 von Le Contemporain, einer französischen antisemitischen Zeitschrift, veröffentlicht. Wer der Verfasser war, ist ungewiss. Ähnliche Thesen vertrat 1806 auch Louis-Gabriel-Ambroise de Bonald. Dass die meisten Freimaurerlogen Juden ausschlossen und der antijüdische Illuminatenorden 1784 verboten und daraufhin aufgelöst worden war, änderte nichts daran.
1846 veröffentlichte Alphonse Toussenel in Paris den Traktat Les Juifs, rois de l'epoque („Die Juden, Könige der Epoche“), der bald in viele Sprachen übersetzt wurde.

### 1848–1871
(Zweite Französische Republik (bis 1852) und Zweites Kaiserreich)
Während der Februarrevolution 1848 kam es zu antijüdischen Unruhen im Elsass.
1858 definierte Gobineau in seiner Rassenlehre den Begriff der Nation gegen die Revolutionäre von 1789 völkisch und genetisch. Er fand damit in seiner Heimat aber nur bei wenigen Intellektuellen wie Ernest Renan und Édouard Drumont (1844–1917) Resonanz. 1880 verfasste Drumont ein weiteres Buch (siehe unten).
1869 erschien in Paris das Pamphlet Le juif, le judaïsme et la judaisation des peuples chrétiens („Die Juden, der Judaismus und die Judaisierung der christlichen Völker“) von Henri Roger Gougenot des Mousseaux, das im Blick auf die Damaskusaffäre von 1840 die antijüdische Ritualmordlegende propagierte. Das Buch ließ die Verschwörungstheorie 'Allianz von Juden und Freimaurern zur Weltbeherrschung' aufleben. Papst Pius IX. verlieh dem Autor für das Buch einen hohen kirchlichen Orden. Es erlebte mehrere Neuauflagen.

### 1871–1914
Auch diente es als Vorlage für weitere antisemitische Pamphlete wie August Rohlings Bestseller Der Talmudjude (1871) und Albert Monniots Le crime rituel chez les juifs (Paris 1914) und wurde 1921 von Alfred Rosenberg ins Deutsche übersetzt (Der Jude, das Judentum und die Verjudung der christlichen Völker).
Damals herrschte in der katholischen Kirche der Antimodernismus; er hielt bis zum Ersten Weltkrieg an.
1878 veröffentlichte die antisemitische Zeitschrift Le Contemporain einen angeblichen Brief Barruels von 1806: Ein italienischer Offizier habe ihn auf eine Verschwörung der Juden aufmerksam gemacht, die den Illuminatenorden kontrollierten. Er habe daraufhin seinen fertigen fünften Band zu Verschwörungen der Juden unveröffentlicht gelassen, um kein Pogrom auszulösen. Das sollte das Fehlen der Juden in seinen Verschwörungstheorien plausibel machen und dem Simoninibrief nachträglich mehr Reputation verleihen.
Édouard Drumont (1844–1917) veröffentlichte 1886 das zweibändige Werk La France Juive, das Grundlagenwerk des modernen Antisemitismus in Frankreich. Es erschien 1886 auch in deutscher Übersetzung.
1889–1893 währte der Panamaskandal, ein Bestechungsskandal:
- Die 1879 gegründete französische Gesellschaft zur Finanzierung und zum Bau des Panamakanals musste 1889 Insolvenz anmelden. Sie versuchte mithilfe einer Lotterie an Geld zu kommen. Die gesetzliche Genehmigung hierfür wurde u. a. von Lesseps’ Teilhabern Cornelius Herz und Baron Jacques de Reinach – beide Juden – durch Bestechung zahlreicher Politiker und Journalisten erlangt. Der Konkurs der Gesellschaft war dennoch unausweichlich. Die französische Regierung hielt die Verluste für die Aktionäre zunächst geheim, was neben dem Bekanntwerden der Korruptionsaffäre zu einem starken Vertrauensverlust im Volk führte. Dies und die Beteiligung einiger jüdischer Finanziers (Cornélius Herz, Jacques de Reinach, Émile Arton, Louis Andrieux) an der Gesellschaft leistete dem Antisemitismus in Frankreich Vorschub.

Zusammen mit Drumont gründete der Marquis de Morès (1858–1896) 1889 die Ligue nationale anti-sémitique de France und organisierte 1890 den ersten Antisemitenkongress in Neuilly-sur-Seine (an Morès' Begräbnis nahm auch der damalige Pariser Erzbischof de la Vergne teil).
1894 zeigte die Dreyfus-Affäre, wie stark der Antisemitismus im französischen Militär und in der Justiz verankert war: Reaktionäre Offiziere und Richter, unterstützt von Monarchisten und strenggläubigen Katholiken verurteilten den Hauptmann Alfred Dreyfus, Elsässer und Jude, aufgrund gefälschter Papiere wegen Landesverrats. Als die Fälschung bekannt wurde, verweigerte man ihm jahrelang die Rehabilitation. Journalisten wie Émile Zola, die sich öffentlich für Dreyfus einsetzten, wurden gerichtlich verfolgt. Die Affäre ließ Theodor Herzl zu dem Schluss kommen, dass die Assimilation der Juden in Europa gescheitert und jüdisches Leben auf Dauer nur in einem eigenen jüdischen Staat möglich sei. Sein Buch Der Judenstaat (1896) begründete den politischen Zionismus.

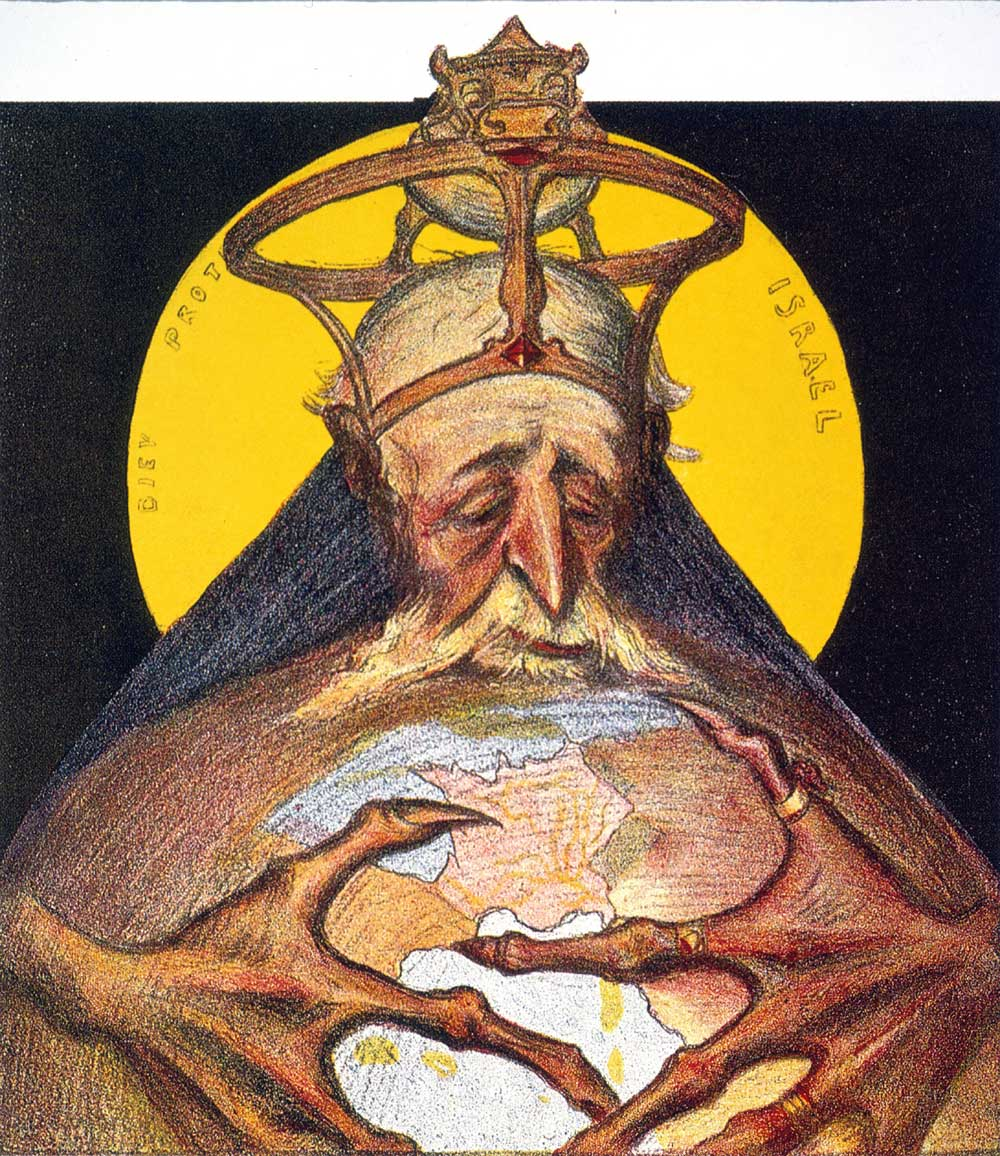
Der König Rothschild. Antisemitische Karikatur auf der Titelseite der französischen Zeitschrift Le rire (16. April 1898)
Dargestellt ist ein Mitglied der jüdischen Bankiersfamilie Rothschild, der die ganze Welt in seinen Krallen hält.

Nachdem Dreyfus 1905 schließlich rehabilitiert wurde, war der Antisemitismus in Frankreich gesellschaftlich und politisch diskreditiert, wenngleich der Bischof von Nancy-Toul, Charles-François Turinaz, noch 1916 erklärte, der Glaube an Dreyfus’ Unschuld sei gleichbedeutend mit Apostasie, dem Glaubensabfall.

### Nach 1918
Nach dem Ersten Weltkrieg flackerte der Antisemitismus unter dem Einfluss von Charles Maurras nochmals kurz auf. Es erschienen französische Übersetzungen der Protokolle der Weisen von Zion, davon fand die des katholischen Geistlichen Ernest Jouin (1844–1932), veröffentlicht 1920 in der Revue International des Sociétés Secrètes, die weiteste Verbreitung. Der (oft unter Pseudonymen schreibende) Priester Paul Boulin (1875–1933), von 1922 bis 1929 Chefredakteur dieser Revue, publizierte 1932 die judenfeindlichen Cahiers anti-judéo-maçonniques. Auch der Royalist und Journalist Roger Lambelin (1857–1929) gab 1921 die übersetzten Protokolle der Weisen von Zion heraus und verfasste unter dem Titel Le péril juif mehrere antijüdische (sowie antifreimaurerische) Traktate.
1934 kam es im Zuge der Enthüllungen rund um den ukrainisch-jüdischen Finanzmann Alexandre Stavisky zu Unruhen sowie zu einer großen antisemitischen Welle. Einige Forschungsansätze sehen die Zerschlagung des Unternehmens Pathé-Natan – eines der größten Medienkonzerne dieser Zeit – als Ergebnis einer antisemitischen und xenophoben Kampagne gegen seinen Geschäftsführer, den Produzenten und Regisseur Bernard Natan, einen französischen Juden rumänischer Herkunft. Natan wurde in diesem Kontext zweifach wegen Betrugs zu Haftstrafen verurteilt. 1942 entzog man ihm nach der Haftentlassung die französische Staatsbürgerschaft und übergab ihn den deutschen Besatzern. Diese ließen ihn nach Auschwitz deportieren, wo er wenige Wochen später starb.
Während der Occupation 1940 bis 1944 dominierten erneut antidemokratische und antisemitische Tendenzen. Das Vichy-Regime beteiligte sich aktiv an Inhaftierung und Deportation französischer Juden in die deutschen Vernichtungslager (siehe Chronologie der Kollaboration der Vichy-Regierung beim Holocaust).
Viele Franzosen versteckten Juden, schleusten sie in den unbesetzten Teil Frankreichs und nahmen an der Résistance teil. Andere Franzosen denunzierten Juden und lieferten sie den deutschen Besatzern aus. Die Propaganda französischer Antisemiten erhielt Auftrieb: In Bordeaux initiierte der „Inspektor für Judenfragen“, Maurice Papon, 1942 die Wanderausstellung Der Jude und Frankreich, die viel Anklang fand. Die Zeitung La Petite Gironde schrieb z. B.:

„Der Volksmund sagt, bei einem Verbrechen müsse man stets nach der Frau suchen, die dahinter steckt. Fortan wissen wir, dass wir bei allen Miseren, Konkursen, finanziellen Katastrophen, Skandalen oder Kriegen nach dem Juden suchen müssen, der dahinter steckt.“

## Großbritannien

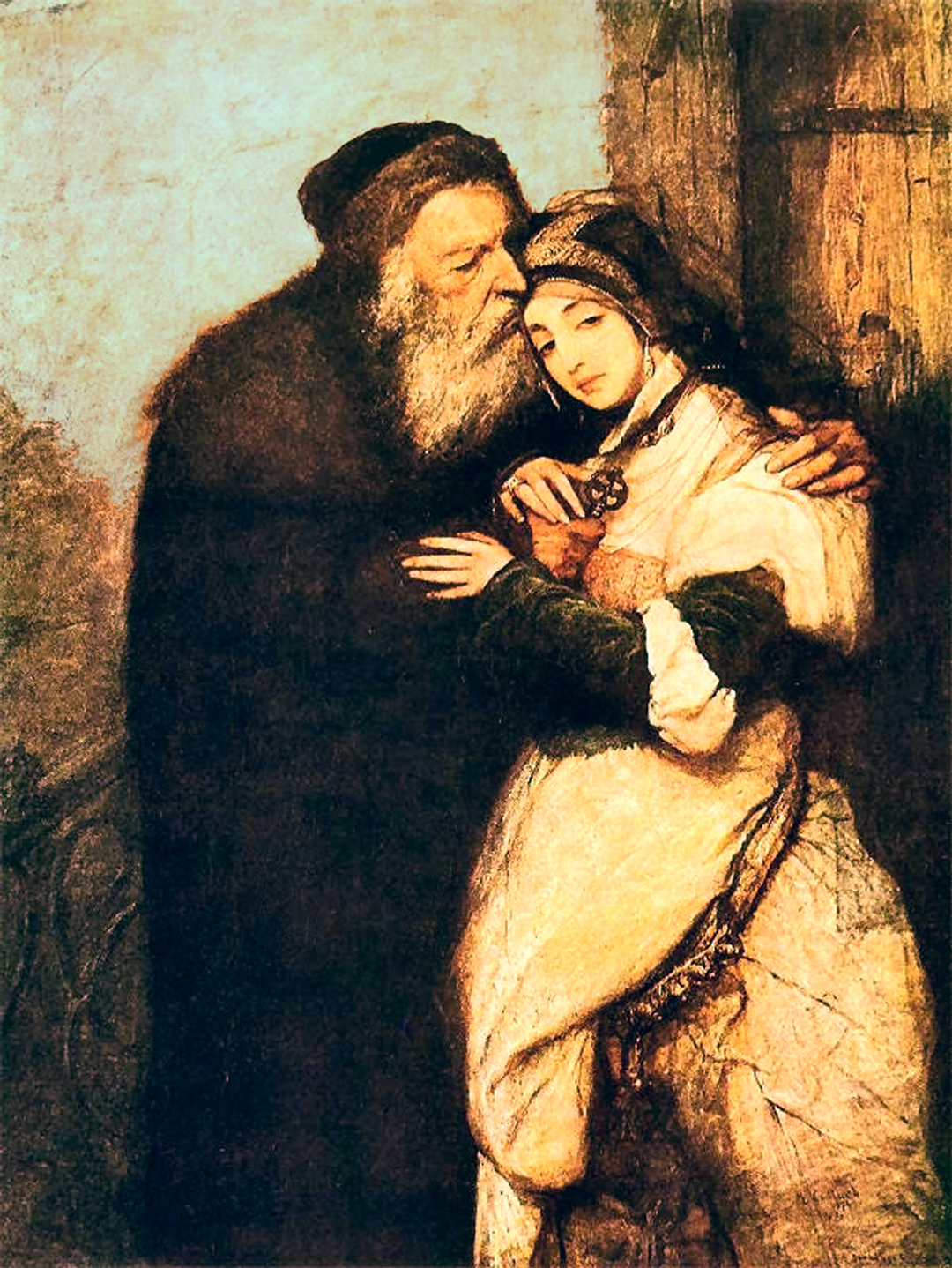
Shylock und Jessica von Maurycy Gottlieb (1856–1879)

1290 war England das erste Land in Europa, das die Juden vollständig aus dem Land wies. Den Juden wurde bei Androhung der Todesstrafe die Rückkehr verwehrt. Die Anordnung des Königs Eduard I. wurde am 18. Juli 1290 verkündet. Am 12. Oktober begann die Vertreibung, die am Ende des Monats dem königlichen Erlass gemäß abgeschlossen wurde. Die Schätzungen zur Anzahl der Betroffenen schwanken zwischen zwei- und fünftausend Personen.
Die Aktion war im christlichen Mittelalter ohne Beispiel und erfolgte ohne eine Begründung, die von Chronisten niedergeschrieben worden wäre. Schon Jahrzehnte zuvor spitzte sich die Diskriminierung und Verfolgung der Juden zu. Sie wurden von Matthäus Paris (um 1200–1259) des Ritualmordes und der Hostienschändung bezichtigt, galten als Christusmörder und wurden als Geldverleiher gehasst, geschlagen und gelyncht. Dieser Hass hinterließ tiefe Spuren, die noch Jahrhunderte nachwirkten.
Als Antithese zum Christentum waren Juden noch immer in den Predigten präsent. Obwohl die Engländer keine Juden mehr gesehen hatten, spielten noch 300 Jahre später zu Zeiten Shakespeares Juden „wie Wölfe in neuzeitlichen Kindergeschichten eine starke symbolische Rolle in der Ökonomie der Imagination“. Sehr anschaulich wurde der Antisemitismus in England in der Literatur. Dazu zählen die über England hinaus bekannten Stücke Der Jude von Malta von Christopher Marlowe und Der Kaufmann von Venedig von William Shakespeare. Die Figur des Juden Shylock war Hauptfigur des Themas und vieler antisemitischer Stereotype, obgleich die Figur nicht die Hauptfigur des Stückes war. Der Kaufmann von Venedig wird heute als eine Reaktion Shakespeares auf die damalige Fremdenfeindlichkeit interpretiert. Marlowes Der Jude von Malta galt als Massenspektakel in der Londoner Metropole. Stephen Greenblatt verweist hierbei auf die tiefe Verankerung des Antisemitismus in der Gesellschaft: „Es ist in der Tat durchaus möglich, dass Der Jude von Malta eine derart befreiende Wirkung entfaltete, aber wahrscheinlich nur unter denjenigen Zuschauern, die bereits geneigt waren, sich befreien zu lassen.“ Als Schlüsselszene für Shakespeares Der Kaufmann von Venedig gilt ein für den Antisemitismus der damaligen Zeit typisches politisches Ereignis: die Denunziation des portugiesischen Leibarztes der Königin Elisabeth I. Roderigo (Ruy) Lopez als Jude und Verschwörer durch „die äußerst spanienfeindliche, militant protestantische Fraktion um den Earl of Essex“. Seine Verurteilung als Hochverräter ohne Beweise und die Reaktionen des Publikums bei seiner Hinrichtung werden als extrem antisemitisch beschrieben.
Um die Mitte des 17. Jahrhunderts begannen die Juden, zurückzukehren. Um 1750 lebten circa 8000 Juden im Land, die jedoch etlichen Beschränkungen (Ausschluss vom Seehandel, Verbot des Ankaufs von Land und verwehrter Zugang zu öffentlichen Ämtern) unterlagen. Ein Einbürgerungsgesetz (jewish naturalization act) des Whig-Premierministers Henry Pelham traf auf erbitterten Widerstand der Tory-Opposition und der Öffentlichkeit. Im Verlauf dieser Ereignisse kam es zu einer heftigen Diskussion über die Judenfrage, was jedoch nicht als breiter Antisemitismus gedeutet werden kann. Die Unterbrechung des jüdischen Lebens während der Zeit entscheidender wirtschaftlicher Entwicklungen wird als einer der Gründe für den relativ schwach entwickelten Antisemitismus im Lande gesehen.
Im britischen Königreich vollzog sich die Judenemanzipation in der Folgezeit fast ohne öffentliche Debatte. Seit 1850 waren Juden nur noch vom Eintritt in das Parlament ausgeschlossen (1858 erhielten sie Zugang zum Unterhaus), und bis 1871 konnten sie nicht Fellows in Oxford und Cambridge werden.
Der Romanschriftsteller und zweifache britische Premierminister Benjamin Disraeli (1804–1881) galt als der erste Jude in England, der den „Eintritt in die Gesellschaft“ geschafft hatte. Er vertrat gegenüber dem Rassismus des Adels einen extremen jüdischen Chauvinismus. Als „Ausnahmejude“ beflügelte er viel antisemitische Klischees, indem er nach Hannah Arendt öffentlich sagte, „was die anderen nur im Geheimen oder Privaten hofften und meinten“, und galt in der Gesellschaft als „Scharlatan“, „Schauspieler“ und „Parvenu“. Zwar war Disraeli völlig unkundig in Fragen der jüdischen Kultur und bestätigte, er sei als getaufter Jude „außerhalb der jüdischen Gesellschaft und mit großen Vorurteilen gegen Juden erzogen worden“, nutzte aber selbst die Stereotype über die jüdische Weltverschwörung für seine Karriere und hielt sich für den „auserwählten Mann einer auserwählten Rasse“. Disraeli verlangte in seiner Biographie „Lord George Bentinck“ die Legalisierung des „Einfluß[es] der jüdischen Rasse auf die modernen Staaten“. Hannah Arendt resümiert in ihrer Abhandlung zu Disraeli: „So kam es, dass Disraeli sich von den Herrschaftsaspirationen der Juden eine Vorstellung bildete, welche dem Wahn der Weisen von Zion – zieht man die veränderten Vorzeichen ab – gar nicht so unähnlich war. Er hatte mit den Antisemiten dies gemeinsam: er konnte sich ein Volk ohne allen politischen Willen, eine Herrschaftskaste ohne allen Willen zu herrschen, nicht vorstellen. … Das, was Disraeli (wie Antisemiten) so ungeheuer an den Ausnahmejuden imponierte, war die ohne alle äußere Zeichen nur auf Geld und Blut beruhende Zusammengehörigkeit.“
Während des Zweiten Burenkriegs von 1899 bis 1902 kam Antisemitismus in breiter Front auf der Seite der liberalen und linken Kriegsopposition zum Ausdruck. Hierbei wurde der Krieg als im Interesse von „jüdischer Finanz“ geführter „Judenkrieg“ bewertet. Zentrales Motiv der antisemitischen Vorurteile war seine Verbindung mit einer Germanophobie. Dies reichte von undifferenzierter Unterstellung prodeutscher politischer Sympathien über Verschwörungstheorien bis hin zur Gleichsetzung aller Juden mit Deutschen sowie der besonders negativen Darstellung deutscher Juden. Ein Beispiel für Letzteres liefert der 1907 erschienene Roman The Death Trap von Robert William Cole (1869–1937), in dem zur äußeren wie inneren Charakterisierung eines deutschen jüdischen Geschäftsmanns krude antisemitische Stereotype benützt werden.

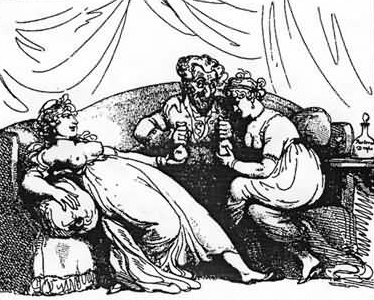
Solomon enjoys himself with two pretty christian girls – Karikatur von Thomas Rowlandson (1756–1827)

Erst im Zuge der starken Einwanderung von fast 200.000 Ostjuden aus Polen und Russland um 1900 kam es zu Konflikten. Die Zuwanderer waren durch Sprache, Tracht und Sitten deutlich unterscheidbar und trafen meist völlig mittellos in England ein. Aus Furcht vor billigen „Lohndrückern“ streikten 1903 die Bergarbeiter von Süd-Wales gegen ihre aus Polen stammenden Kollegen und verlangten einen Einreisestopp für verarmte Ausländer. Diese Anti-Alien-Bill wurde 1905 gegen Proteste der englischen Liberalen erlassen. Ein späterer Zusatz nahm allerdings aus religiösen und politischen Gründen Verfolgte davon wieder aus, sodass aus Russland und Rumänien vertriebene Juden weiterhin fast ungehindert einreisen konnten. Sie wurden relativ reibungslos integriert.
Im Ersten Weltkrieg entstanden auch in Großbritannien kleine Gruppen von Antisemiten, die aus nationalistischen Gründen vor allem deutsche Juden ablehnten, ohne damit größere Wirkungen zu erzielen. George Bernard Shaw stellte 1925 fest, es gebe in seinem Land zwar antijüdische Vorurteile, aber diese seien nicht von Vorurteilen gegen Schotten, Iren, Waliser und alle Fremden verschieden. So wie man die Habsucht der Juden verhöhne, spotte man auch über den Geiz der Schotten. Von einem Antisemitismus könne für England keine Rede sein. Trotz enormer Zuwanderung von Juden, sozialer Konflikte und gleichzeitiger heftiger antisemitischer Propaganda auf dem Kontinent, vor allem in Deutschland, bewahrte sich Großbritannien also seine Liberalität und öffnete Juden alle sozialen Aufstiegschancen.
Ein Grund dafür lag im hier traditionell starken aufgeklärten Philosemitismus, etwa von Dichtern wie Matthew Arnold und der Schriftstellerin Mary Ann Evans, bekannt unter dem Pseudonym George Eliot. Ihr Aufsatz Die Juden und ihre Gegner, der leidenschaftlich und intelligent für die Verständigung und Aussöhnung mit dem lange geknechteten Judentum plädierte, fand 1880 viel Zustimmung. Ein weiterer Grund lag im theologischen Interesse der englischen Christen an der heilsgeschichtlichen Rolle Israels. Dies führte 1850 zur Bildung einer „Israel-Bewegung“ (British Israel Movement), die auch kirchenoffizielle Theologen des Anglikanismus und Methodismus beeinflusste.
Doch 1930 entstand auch in England eine faschistische Strömung, die sich in der British Union of Fascists organisierte. Sie konnte aber keine entscheidende politische Macht erringen. Öffentliche Auftritte der Partei wurden oft von starken Gegendemonstrationen begleitet, wie etwa beim Battle of Cable Street im Jahr 1936. Nach dem Beginn des Zweiten Weltkriegs wurde die British Union of Fascists verboten und ihre Führung um Oswald Mosley interniert.

## Italien
1775 hatte Papst Pius VI. ein Edikt über die Juden erlassen, das sämtliche judenfeindlichen Gesetze des Mittelalters sammelte und für die Juden im Ghetto des Kirchenstaates in Rom bekräftigte. 1797 wurden diese Judengesetze im Zuge der militärischen Besetzung Roms durch französische Truppen aufgehoben. Daraufhin ersetzten Vatikantheologen die frühere Idee einer päpstlichen Schutzpflicht für die Juden immer mehr durch die Annahme, die Christen vor dem angeblichen zunehmenden und verderblichen Einfluss der Juden schützen und die jüdische Emanzipation abwehren zu müssen.
1814 kehrte der von Napoleon gefangengenommene Papst Pius VII. aus dem französischen Exil in den Kirchenstaat zurück. Der konservative Katholik und spätere Kardinal Giuseppe Antonio Sala übergab ihm dort einen Reformplan, der vorsah, die rechtliche Gleichstellung der italienischen Juden wieder aufzuheben, und dies mit dem angeblichen Machtstreben aller Juden begründete: Sie hätten die für sie günstige Säkularisierung in Europa ausgenutzt, um im Schutz von Aufklärungsideen und mit diesen „infizierten“ Herrschern „ihr Joch abzuwerfen“ und „ihren Aberglauben auszuüben“. Als „unermüdliche Verfertiger von Betrug und Täuschung“ trachteten sie nach Wiederherstellung ihres Reiches Juda und Wiederaufbau ihres Tempels, um Jesu Prophezeiung der Tempelzerstörung Lügen zu strafen, so das Christentum zu entmachten und sich kirchliche Besitztümer anzueignen. Dem müsse der Papst wenigstens im eigenen Herrschaftsbereich einen Riegel vorschieben.
Salas Artikel blieb zunächst folgenlos. Doch im September 1825 forderte Francesco Ferdinando Jalabot, später Meister des Dominikanerordens, im 1823 neugegründeten Giornale ecclisiastico di Roma erneut die Ghettoisierung der italienischen Juden und strikte Anwendung aller früheren Judengesetze, um sie zum Übertritt zum Christentum zu bewegen. Nur dann seien sie als gleichberechtigte Bürger in die christliche Gesellschaft aufzunehmen. Ihre schlechten kollektiven Eigenschaften hätten im Geschichtslauf ständig Unruhen und Verbrechen an Christen erzeugt. Ihre Unterdrückung sei notwendige Folge des Fluchs, den sie durch den Gottesmord auf sich gezogen hätten. Andernfalls würden sie aufgrund ihres verdorbenen Volkscharakters unweigerlich die Christen unterjochen. Leo XII., Papst von 1823 bis 1829, widersprach diesem Pamphlet nicht, sondern gab es eventuell als Kardinal selbst in Auftrag.
Seit 1890 propagierten fast alle katholischen Zeitungen Italiens, darunter der vatikanische Osservatore Romano, kampagnenartig die angebliche jüdische Kultur- und Weltbeherrschung. Das Jesuitenorgan La Civiltà Cattolica begann 1890 eine Artikelserie zur „jüdischen Frage“ und erklärte diese zur „Überlebensfrage“ der christlichen Welt. Die Juden seien als Ausbeuter der Christen untereinander eng verbunden; gegen ihre „Verschlagenheit und Übermacht“ gebe es kaum Gegenmittel. Ihre Enteignung und Verbannung seien gleichwohl falsch: Maßvolle Gesetze müssten ihren unaufhaltsamen Aufstieg bremsen und sie selbst vor der „Rache der Völker“ schützen.
1894 bezogen alle katholischen Blätter Italiens in der Dreyfus-Affäre gegen den jüdischen Offizier Alfred Dreyfus Stellung und deuteten seinen angeblichen Hochverrat verschwörungstheoretisch: Die Emanzipation habe den Juden überall Macht und Einfluss verschafft, den sie im Bund mit Freimaurern und Frühsozialisten nun in allen Bereichen ausnutzten. Erst als sich 1898 eine Prozessrevision abzeichnete, deuteten dieselben Blätter die Affäre als innerfranzösische juristische Angelegenheit. Papst Leo XIII. mahnte 1899 zur Beendigung der Affäre.

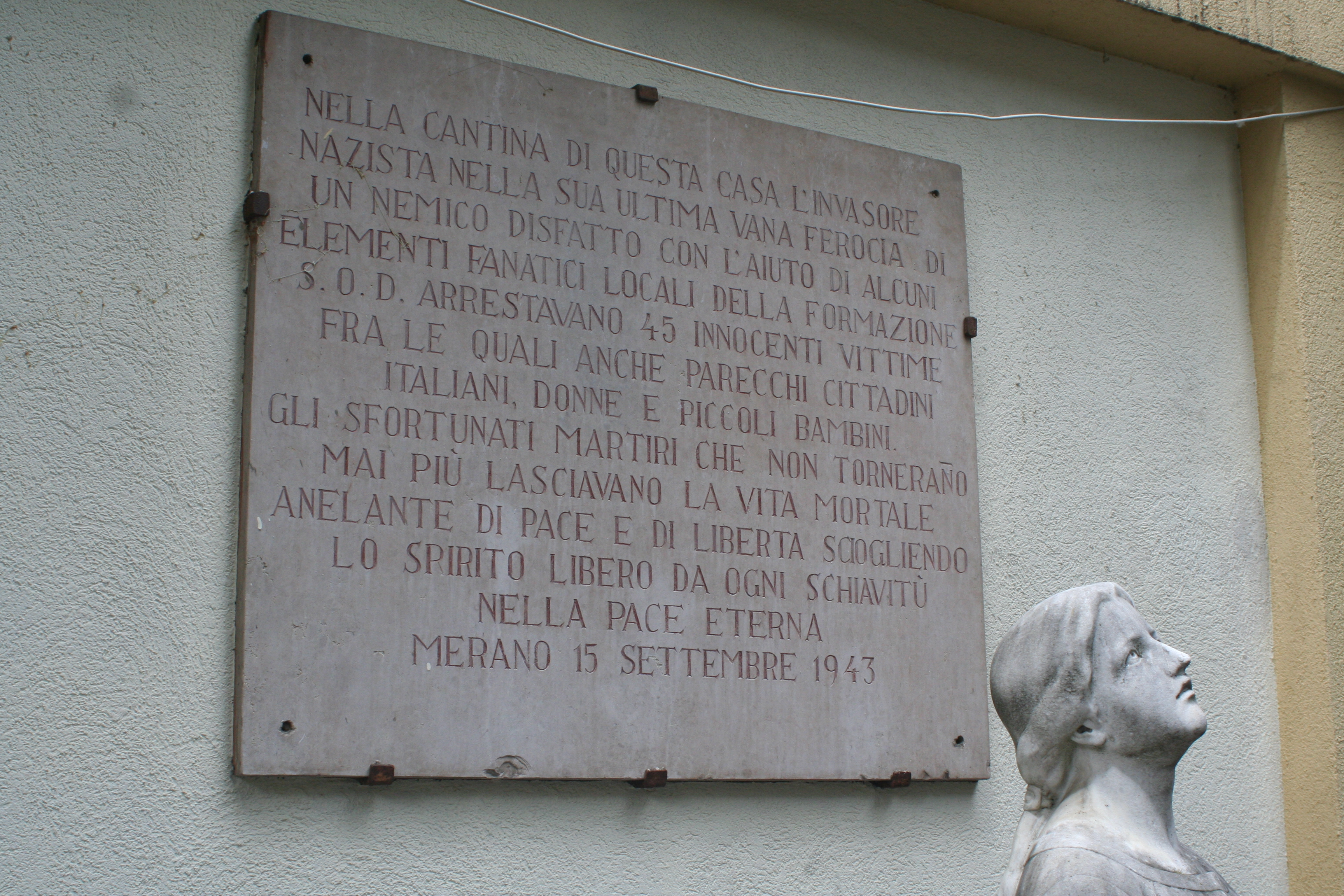
Denkmal für die 1943 deportierten Juden Merans am ehemaligen Balilla-Haus, Otto-Huber-Str., Meran

Die jüdischen Gemeinden Italiens waren klein und befanden sich vorwiegend in den Großstädten des Nordens. In Rom, Mailand, Triest und Turin lebten mehr als die Hälfte der Juden Italiens. In Süditalien, Sizilien und Sardinien, wo die Spanier lange geherrscht und fast alle Juden vertrieben hatten, gab es kaum welche von ihnen.
Im Zuge des Risorgimento hatte sich auch die Emanzipation der Juden seit 1848 vollzogen; das liberale Königreich Italien verstand sich trotz formaler Privilegierung der katholischen Kirche als neutral in Glaubensfragen. Im Gegenzug für die Aufhebung aller diskriminierenden Vorschriften wurde erwartet, dass sich die Juden langfristig integrierten und assimilierten.
Seit dem Ende des 19. Jahrhunderts war aber Antisemitismus auch in Italien anzutreffen. In der katholischen Kirche in Italien und der mit ihr verbundenen Presse erschienen die Juden nicht nur als Mörder Christi, sondern auch als Symbol aller als bedrohlich empfundenen Entwicklungen der Moderne wie Liberalismus, Kapitalismus, Freimaurerei und Sozialismus. In der katholischen Kirche in Italien (und in anderen Ländern) herrschte damals der Antimodernismus. 1921 publizierte der Faschist Giovanni Preziosi (1881–1945), der 1944 Generalinspektor für die Rasse wurde, die erste italienische Übersetzung der Protokolle der Weisen von Zion, ein antisemitisches Pamphlet, das eine jüdische Weltverschwörung belegen sollte. Begünstigt wurden diese Vorurteile durch die gute soziale Lage der Juden, die vorwiegend Kaufleute und Angestellte waren, und ihren überdurchschnittlich hohen Bildungsgrad. 1931 gab es unter ihnen kaum Analphabeten, während die durchschnittliche Quote in Italien noch über dreißig Prozent lag.
Im Unterschied zu Deutschland fand der Antisemitismus in der liberalen Führungsschicht Italiens jedoch kaum Resonanz und war auch in der übrigen Gesellschaft nicht so stark verbreitet. Juden hatten wichtige Positionen in der Privatwirtschaft, in den freien Berufen und selbst in der Politik inne. Der Jude Luigi Luzzatti war italienischer Premierminister vom 31. März 1910 bis zum 2. März 1911; ein weiterer Spitzenpolitiker, Sidney Sonnino, hatte einen jüdischen Vater.
Benito Mussolini fand seit 1921 unter ihnen Gegner, aber auch opferbereite Mitstreiter, z. B. Enrico Rocca, den Gründer des römischen Faschismus. Mussolini verstand unter „Rasse“ die vom totalen Staat geeinte Nation, unterschied also Juden und Italiener nicht. Politisch suchte er den Dialog mit Vertretern zionistischer Organisationen, um internationale Anerkennung zu gewinnen und den britischen Einfluss im Mittelmeerraum zurückzudrängen. Er gab sich als Philosemit und verspottete Hitlers Rassetheorien. NSDAP-Ideologen wie Alfred Rosenberg bezeichneten Mussolini zeitweise als „Judenknecht“, der selber von polnischen Juden abstamme.
Erst nach dem Abessinienkrieg und der „Achse Rom-Berlin“ 1936 machte Mussolini Zugeständnisse an den Nationalsozialismus. Ein „Rassenmanifest“ seiner Partei PNF sprach 1938 von einer „reinen italienischen Rasse“, die „arischen Ursprungs“ sein sollte.

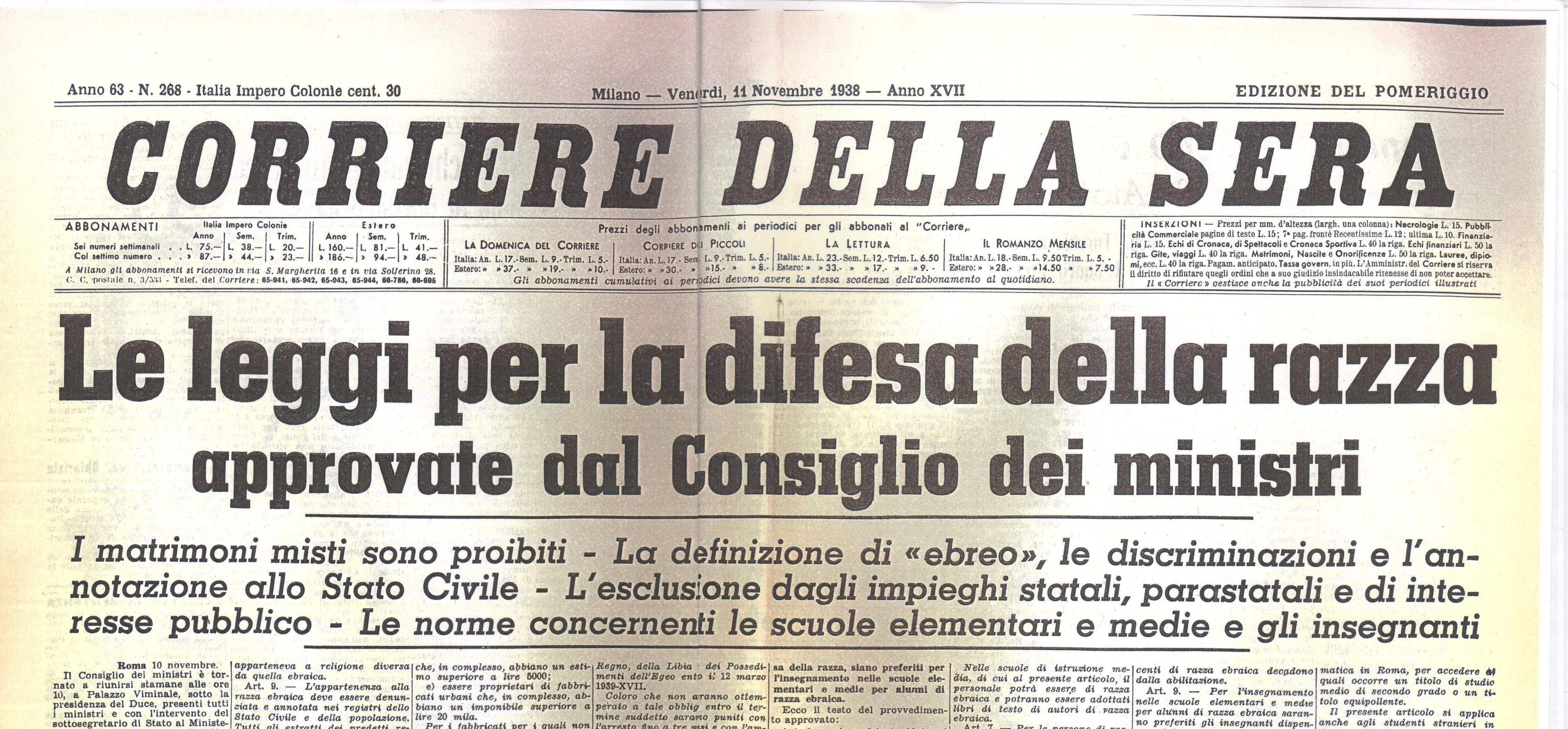
Corriere della Sera, 11. November 1938

Im Herbst 1938 verboten die italienischen Rassengesetze Personen mit einem jüdischen Elternteil die Ehe mit „Ariern“, Bekleidung öffentlicher Ämter und Beschäftigung „arischer“ Angestellter. Weitere Gesetze verboten ihnen den Besitz von Radiogeräten, den Besuch von Bibliotheken und Schulen zusammen mit Nichtjuden. Zuvor war im August 1938 eine Judenzählung nach rassistischen Kriterien vorgenommen worden, bei der 58.412 Juden registriert wurden. 46.656 von ihnen waren mosaischen Glaubens.
Damit war keine weitere Verfolgung intendiert: Bis zum Sturz Mussolinis im Juli 1943 lebten jüdische Italiener noch relativ sicher in ihrer Heimat. Nach dem Waffenstillstand Italiens mit den Alliierten im September 1943 erfolgte die deutsche Besetzung Italiens. Die deutschen Besatzer bereiteten Maßnahmen zur „Endlösung der Judenfrage“ vor und trieben die Juden italienischer Großstädte in Ghettos, um sie von dort aus in Vernichtungslager zu deportieren und ihr Eigentum zu beschlagnahmen. Die italienische Bevölkerung lehnte dies überwiegend ab, da Juden nicht als Fremde galten. Trotz schwerster Strafandrohungen versteckten einige ihre jüdischen Nachbarn und verhalfen ihnen zur Flucht, besonders nach der Räumung des Judenghettos in Rom am 17. Oktober 1943. Im norditalienischen Marionettenstaat wurden bis September 1944 mehr als 6.000 italienische Juden verhaftet und über die Sammellager im KZ Fossoli und Risiera di San Sabba ins Vernichtungslager Auschwitz deportiert.

## Spanien
Spanien hatte sein „Judenproblem“ schon gegen Ende des Mittelalters „gelöst“. Nach dem Alhambra-Edikt vom 31. März 1492 mussten alle Juden, sofern sie sich nicht taufen ließen, binnen dreier Monate das Land verlassen. Die konvertierten Juden (marranos) wurden dennoch weiterhin als Juden betrachtet und der Zusammenarbeit mit ihren früheren Glaubensbrüdern verdächtigt.
Juden und marranos waren immer wieder Opfer der Inquisition. So wurden im Jahr 1680 bei einem Autodafé in Madrid 86 Juden verbrannt. Mit dem Nachweis der Blutreinheit (Limpieza de sangre), einer Verbindung von Antisemitismus und Rassismus (Estatutos de limpieza de sangre, erstmals in Toledo 1449 niedergelegt), bis zu einem 16-tel jüdischen Erbanteils sollte einer Integration der Konvertiten vorbeugt werden.

„Erstmalig in der europäischen Geschichte trat hier eine Argumentationsfigur auf, bei der man sich auf die rassenbiologische, durch individuelle Wahl nicht beeinflussbare Andersartigkeit berief.“

Vom 16. Jahrhundert bis Anfang des 19. Jahrhunderts war zur Erlangung eines höheren Amtes der Nachweis der Limpieza de sangre, also der „Blutreinheit“, erforderlich. Im Jahr 1796 empfahl der Finanzminister Don Pedro Varela, der sich von einer jüdischen Einwanderung eine wirtschaftliche Belebung und Konsolidierung der nach dem Krieg gegen Frankreich schwachen Finanzlage versprach, die Aufhebung des Niederlassungsverbotes. 1802 bestätigte Karl IV., unter anderem auf Drängen des Klerus, erneut das Niederlassungsverbot. Ab 1876 wurden die Juden in Spanien dann geduldet. In religiöser Hinsicht waren sie dennoch weiter diskriminiert, denn nach Artikel 11 der Verfassung von 1876 war jede „religiöse Kundgebung“ außer der katholischen verboten. 1909 wurde Artikel 11 aufgehoben.
Trotz der engen Anlehnung des Franco-Regimes an Deutschland und öffentlicher Äußerungen wie:

„Die Einstellung der spanischen Regierung gegenüber Bolschewismus und Kommunismus sich nicht ändern werde, und dass dieser Kampf im In- und Ausland fortgeführt werden würde, ebenso wie gegen das Judentum und die Freimaurerei.“

unterschied sich Franco in Bezug auf die „Judenfrage“ von Hitler. Spanien soll circa 50.000 europäische Juden gerettet haben, welche sich nach Spanien flüchteten. 1933 gelang eine größere Anzahl Juden von Deutschland nach Spanien. Auch in der Folgezeit wurde ein „Transit“ von jüdischen Flüchtlingen toleriert, sofern er unauffällig vor sich ging.

## Portugal
Auf Druck Kastiliens und der Inquisition mussten sich Juden unter König Manuel I. 1496/97 taufen lassen oder wurden (zusammen mit Muslimen) vertrieben. Auch die Marranen genannten Neuchristen waren verschiedenen Diskriminierungen unterworfen, beispielsweise waren ihnen öffentliche Ämter sowie das Einheiraten in adlige Familien untersagt. Die Situation verbesserte sich während der Personalunion Portugals mit Spanien, und während des Restaurationskrieges bzw. nach der Wiederherstellung der portugiesischen Unabhängigkeit 1640 wurde verstärkt um Investitionen jüdischer Geschäftsleute geworben. Ab 1800 nahm ihre Zahl allmählich zu.
1914 entstand die gegen die Republik gerichtete Bewegung des Integralismo Lusitano. Dessen Chefideologe António Sardinha (1887–1925) veröffentlichte 1915 O Valor da Raça („Die Bedeutung der Rasse“), in dem er judenfeindliche Vorwürfe erhob, die Verhinderung einer Vermischung durch die „mittelalterliche und christliche Monarchie“ positiv hervorhob und diese der „Verunreinigung“ im Gefolge der portugiesischen Entdeckungen des 16. Jahrhunderts gegenüberstellte. In den 1921 bzw. 1925 publizierten Werken Portugal Cristão Novo ou Os Judeus na República und A Invasão dos Judeus von Mario Saa (1893–1971) wird den Juden vorgeworfen, sie hätten die portugiesische Gesellschaft mit ihrem Blut „verseucht“, alle staatlichen Institutionen unterwandert und entsprechend ihren vermeintlichen Weltverschwörungs- und Vernichtungsplänen die „Dekadenz“ der christlichen und „arischen“ Kultur betrieben.
Während der Salazar-Diktatur, als Portugal im Zweiten Weltkrieg eine neutrale Position einnahm, veröffentlichten verschiedene portugiesische Zeitungen satirische Artikel gegen die nationalsozialistische Rassenideologie, was zu mehreren Protestnoten seitens des Deutschen Reichs führte. Zugleich unterhielt der Ehrenpräsident des jüdischen Hilfsvereins Comissão Portuguesa da Assistencia aos Judeus Refugiados, Moisés Bensabat Amzalak (1892–1978), ein enges Beraterverhältnis zu Salazar.

## Islamische Welt

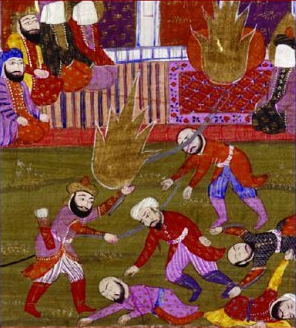
Massaker an den Banu Quraiza im Jahre 627 auf Verordnung Saʿd ibn Muʿādhs mit Zustimmung und unter der Aufsicht Mohammeds. British Library, 19. Jahrhundert

Im Koran wird den Juden vorgeworfen, sie hätten den Bund mit Allah und den Muslimen gebrochen: „… und weil sie ihre Verpflichtung brachen, haben wir sie verflucht“ (Sure 5:13; auch 4:46; 4:155;). Außerdem gelten die Juden als betrügerisch, „… und (weil sie) Zins nahmen, wo es ihnen doch verboten war, und die Leute in betrügerischer Weise um ihr Vermögen brachten. Für die Ungläubigen von ihnen haben wir (im Jenseits) eine schmerzhafte Strafe bereitet“ (Sure 4:161; Sure 2:100; Sure 9:34;). In Sure 9:29 wird zum Kampf gegen diese „Ungläubigen“ aufgerufen, bis sie die Dschizya (eine Sondersteuer) entrichten. Zahlten sie, waren sie als Dhimmi zwar marginalisiert, aber vor Verfolgung geschützt. Juden wurden in der klassischen arabischen Literatur traditionell als feige und unbedeutend dargestellt, nicht aber als Bedrohung. Ein in der Bevölkerung weit verbreiteter Hass gegen Juden wie in Europa lässt sich in der muslimischen Welt der Frühen Neuzeit nicht feststellen.
Gleichwohl kam es in islamischen Regionen aus verschiedenen Gründen mehrmals zu Massenmorden an Juden, so 1033 in Fès (~6000 Opfer) und beim Massaker von Granada (~4000 Opfer). 1016 in Kairouan, 1145 in Tunis und 1232 in Marrakesch wurden örtliche Juden gewaltsam vertrieben. Im Jahr 1790 ordnete Moulay Yazid ein Pogrom gegen die Juden von Tetouan und anderen Städten an, die ihm Kredite verweigert hatten. Ob diese Gewaltausbrüche als Antisemitismus zu bezeichnen sind, ist umstritten. Der Islamwissenschaftler Michael Kiefer betont, Antisemitismus habe im Islam kaum religiöse Wurzeln und sei dort erst seit dem Kontakt mit der westlichen Welt entstanden. Er sei also ein Import aus Europa, der später „islamisiert“ wurde. So lernten die Behörden des osmanischen Reichs über griechisch-orthodoxe Untertanen erstmals antijüdische Ritualmordvorwürfe kennen. In der Damaskusaffäre 1840 legten sie diese einer antisemitischen Verfolgung zugrunde. In Marokko drängte der jüdisch-britische Philanthrop Moses Montefiore, der schon in der Damaskusaffäre hatte vermitteln können, den Sultan erfolgreich dazu, den Schutz der Juden entsprechend der islamischen Tradition per Dekret zu bekräftigen. Gleichwohl fielen in den folgenden Jahren bis 1880 300 bis 500 Juden Pogromen zum Opfer.
Die Revolution der Jungtürken 1908 begünstigte dann eine weitere Ausbreitung antisemitischer Verdächtigungen, namentlich von Verschwörungstheorien. Der jungosmanische Autor Ebüzziya Tevfik denunzierte den Reformkurs des Komitees für Einheit und Fortschritt, den er als unislamisch ablehnte, als Werk jüdischer Verschwörer. Die Protokolle der Weisen von Zion, eine 1903 entstandene Fälschung, die jüdische Weltherrschaftspläne beweisen sollte, wurden 1921 zuerst von Christen ins Arabische übersetzt. Der Palästinakonflikt war ein weiterer Katalysator für den Import des Antisemitismus: Je mehr er sich mit der jüdischen Einwanderung zuspitzte, desto stärker neigten christliche und muslimische Araber zur Übernahme antisemitischer Stereotype von Juden als gefährlichen Verschwörern.

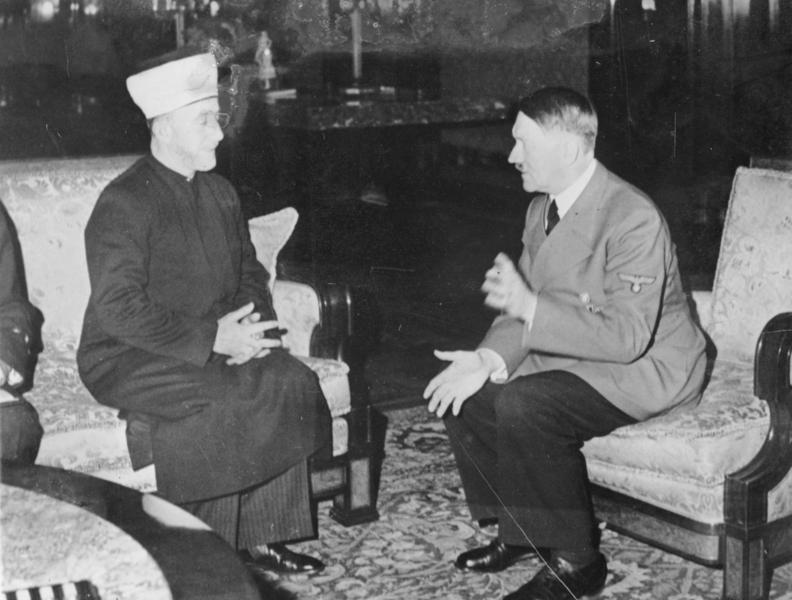
Großmufti Amin al-Husseini im Gespräch mit Adolf Hitler. Aufnahme vom November 1941

Ende der 1920er Jahre initiierte der Großmufti von Jerusalem Mohammed Amin al-Husseini (1893–1974) eine relativ intensive Zusammenarbeit islamistischer und nationalistischer Kreise. Während des Zweiten Weltkriegs stellte er sich ganz offen für die nationalsozialistische Propaganda zur Verfügung und hielt im Radio Hetzansprachen gegen Juden. Auf Konferenzen der Muslimbruderschaft fanden schon 1938 Übersetzungen der Protokolle der Weisen von Zion Verbreitung.
In Französisch-Algerien war seit der Dreyfus-Affäre der Antisemitismus unter den christlichen Siedlern, den so genannten Pieds-noirs, weit verbreitet. Bei den Parlamentswahlen 1898 errangen prononcierte Antisemiten vier von sechs Sitzen in der Nationalversammlung, darunter auch Edouard Drumont. In der Folge kam es wiederholt zu antisemitischen Ausschreitungen, bei denen die Siedler die Rücknahme des Décret Crémieux verlangten, das den Juden Algeriens die rechtliche Gleichstellung verlieh. Eine Teilnahme von Muslimen lässt sich erst im Zusammenhang mit dem Palästinakonflikt und der nationalsozialistischen Machtergreifung in Deutschland nachweisen, in deren Folge die antisemitische Propaganda bis nach Nordafrika ausstrahlte. 1934 töteten Muslime im algerischen Constantine 25 jüdische Männer, Frauen und Kinder. 26 Juden wurden verletzt und 200 jüdische Geschäfte und Häuser zerstört. Der Schaden an jüdischen Häusern, Geschäften und Synagogen wird auf 150 Millionen Franc geschätzt. 3000 Juden – ein Viertel der Bevölkerung der Stadt – waren danach mittellos. Auch im Umkreis von 100 Kilometern rund um die Stadt kam es zu antisemitischen Ausschreitungen. Auch in Hamma, Mila und Ain Beida wurden Juden ermordet.

## Türkei
Im Sommer 1934 wurde die jüdische Bevölkerung in Ostthrakien Opfer kollektiver Gewalt, anschließend wurde sie vertrieben. Örtliche Behörden wiesen die Juden an, binnen weniger Tage ihre Geschäfte abzuwickeln und ihre Unterkünfte zu verlassen, was auch geschah. Viele ließen ihren Besitz zurück oder mussten ihn zu Schleuderpreisen an einheimische Türken verkaufen; einige konnten ihre bewegliche Habe mitnehmen. Man schätzte die Zahl der Vertriebenen auf bis zu 10.000 Menschen; offizielle türkische Angaben behaupteten 3.000 Vertriebene.

## Niederlande
Französische Truppen besetzten im Herbst 1794 das linke Rheinufer und bis Anfang 1795 die Niederlande, wo am 19. Januar 1795 die Batavische Republik ausgerufen wurde.
Juden erhielten die vollen bürgerlichen Rechte und konnten sich von nun an frei entfalten und integrieren. Sie stiegen z. B. früh in hohe Staatsämter auf, waren Richter, Universitätsprofessoren usw.
Ab 1924 entstand hier die Nationale Unie, eine rechtsautoritäre Strömung mit teilweise faschistischen Positionen. 1931 gründeten Cornelis van Geelkerken (1901–1979) und Anton Mussert (1894–1946) in Utrecht die Nationaal-Socialistische Beweging (NSB), die sich mit ihrem Führerprinzip an Mussolini anlehnte und wie dieser keinen ausgeprägten Antisemitismus vertrat. Auch Farbige und Juden konnten zunächst dort Mitglieder werden. Am 26. Mai 1937 nahm die NSB erstmals an einer Parlamentswahl teil. Sie erhielt bei hoher Wahlbeteiligung (94,4 %) 4,2 % der Stimmen und 4 von 98 Sitzen in der Tweede Kamer.
Das Ziel der NSB, ein „großniederländisches“ Reich, wurde bis 1936 von etwa acht Prozent der Niederländer unterstützt. Innerhalb der Partei wuchs eine völkische Fraktion mit starker Sympathie für Hitler und den Antisemitismus. Mit Rücksicht auf sie verkündete Parteiführer Mussert 1937 die vollständige Übernahme der nationalsozialistischen Rassenideologie; ab 1938 schloss die NSB jüdische Mitglieder aus. Hohe Parteifunktionäre begrüßten 1938 den Anschluss Österreichs an das Großdeutsche Reich und pflegten enge Kontakte zum NS-Regime.
Nach Kriegsbeginn versuchte Mussert, die NSB zunächst auf „Neutralität“ zu verpflichten. Niederländische Behörden inhaftierten 10.000 NSB-Mitglieder als mutmaßliche Kollaborateure beim Einmarsch der Wehrmacht am 10. Mai 1940. Nach der Flucht von Königin Wilhelmina ins Exil erklärte Mussert die NSB zur einzigen Vertretung der Niederländer gegenüber den Deutschen und erklärte Hitler, er wolle sein Land – um Belgien und Wallonien zu einem 'Großniederlande' erweitert – in den „Bund germanischer Völker“ eingliedern.
Hitler ließ ihn, unter Führung des Reichskommissars Arthur Seyß-Inquart, formell an der Regierung. Am 12. Dezember 1941 schwor Mussert einen „Führereid“ auf Hitler; zwei Tage später wurde die NSB zur einzig zugelassenen Partei der Niederlande erklärt. Ab 1942 ließ die formell regierende NSB-Führung 107.000 niederländische Juden deportieren; 102.000 von ihnen wurden ermordet. Bis zu 400.000 niederländischen Zwangsarbeiter arbeiteten für die deutsche Kriegswirtschaft. Ungefähr 22.000 bis 25.000 Niederländer dienten in niederländischen Untergruppen der Waffen-SS. Unter deutscher Führung nahmen sie unter anderem teil an dem Niederschlagen des Widerstands und dem Ausliefern von Juden. Mussert wurde am 12. Dezember 1945 vom Bijzonder Gerechtshof in Den Haag als Landesverräter zum Tod verurteilt und am 7. Mai 1946 erschossen.

## Belgien
Im Anschluss an niederländische Forschungen beauftragte der belgische Senat 2002 eine von dem Historiker Rudi van Doorslaer geleitete Forschergruppe damit, das Verhalten der Belgier während der deutschen Besatzung vom 10. Mai 1940 bis Ende 1944 zu untersuchen. Am 13. Februar 2007 berichtete Doorselaer dem Senat von deren Ergebnissen, die in dem zweibändigen Buch La Belgique docile („Das gehorsame Belgien“) veröffentlicht wurden.
Danach gab es seit 1930 im demokratisch verfassten Königreich Belgien eine rassistische Politik, um den „schädlichen Einfluss“ der Juden zurückzudrängen. Deshalb ließen belgische Behörden sofort nach dem Einmarsch der Wehrmacht 16.000 belgische Juden festnehmen und in Lagern festhalten. Bis 1944 wurden etwa 25.000 belgische Juden an die Besatzer ausgeliefert und nach Auschwitz deportiert; nur 1200 davon überlebten.

## Skandinavien
In Dänemark kam es 1819 fünf Monate lang zu antijüdischen Ausschreitungen in Kopenhagen und anderen Städten gegen jüdische Geschäfte, Wohnhäuser und Personen. Diese folgten unmittelbar den deutschen Hep-Hep-Krawallen. 1849 erhielten die Juden die bürgerliche Gleichberechtigung und wurden ohne Störungen integriert.
In Schweden wurden antijüdische Sondergesetze langsamer abgebaut: 1870 blieben den Juden aber nur noch der Reichsrat und Ministerämter verwehrt.
In Norwegen wurde Juden der Zuzug bis 1851 ganz verboten. Ein antisemitischer Rassenhass war jedoch in keinem der drei Staaten feststellbar.
In Finnland gestattete Schweden bis 1809 und später Russland keine jüdische Ansiedlung. 1880 begann eine zehnjährige Debatte um die Emanzipation der Juden, bei der ein Teil der Presse sich für die Einführung von Reformen zugunsten der Juden einsetzte, was reaktionäre Stimmen und Klerus ablehnten. Bis 1919 unterlagen die finnischen Juden etlichen Berufs- und Aufenthaltsbeschränkungen; am 17. Juli 1919 trat eine neue Verfassung in Kraft.
Die finnische Regierung unter Johan Wilhelm Rangell wies 1942 Heinrich Himmlers Ansinnen ab, in Finnland lebende Juden zur Deportation auszuliefern.
Obwohl in Island immer nur eine Handvoll Juden lebten, existierte ein erstaunlich hoher Antisemitismus. Das isländische Parlament lehnte 1853 eine Bitte des dänischen Königs nach freiem Ansiedlungsrecht und Religionsausübung zuerst ab. Während des Zweiten Weltkriegs verweigerte das Land nicht nur Juden Visa, sondern wies diese auch nach Deutschland aus.
Erst unter dem Einfluss des Berliner Antisemitismusstreits kam es auch in Skandinavien unvermutet zu antijüdischen Reaktionen gegen die Judenemanzipation: So polemisierte der norwegische Theologe J.C. Heuch 1879 gegen den jüdischen Literaturhistoriker Georg Brandes, der in Anlehnung an Gotthold Ephraim Lessing einen humanistischen Fortschrittsglauben vertrat. Heuch sah das „glaubenslose Reformjudentum“ als gefährlichen Feind des Christentums, das auf dessen Ausrottung hinarbeite.
Ähnlich warnte auch der Kopenhagener Pastor Fredrik Nielsen 1880 vor dem „modernen Judentum“, das von Lessing, Moses Mendelssohn und Abraham Geiger inspiriertes Anti-Christentum sei. Beide hatten jedoch kaum eine nachhaltige Wirkung auf das Geistesleben ihrer Länder.

## Polen
In den Jahren um 1848 hatten sich die Juden Kongresspolens erneut als „glühende Patrioten“ gezeigt und für Unabhängigkeit Polens gekämpft, von der sie sich auch ihre Gleichstellung erhofften. 1862 kam es in Warschau nach gemeinsamen Aufständen gegen die russische Herrschaft zu Verbrüderungen von Christen und Juden, die ihre Gefallenen gemeinsam bestatteten. Graf Aleksander Wielopolski verbesserte daraufhin ihre Rechtslage: Sie durften Immobilien erwerben, wurden als Zeugen vor Gericht zugelassen und mussten keine Sondersteuern mehr zahlen.
Doch nach dem Scheitern des polnischen Aufstandes 1864 war den Juden Polens die Perspektive der Emanzipation verstellt, während das Wohlstandsgefälle weiter bestand. Nun gewann allmählich eine Ablehnung der Juden an Boden, da diese die Assimilation angeblich verweigerten und man ihnen eine durch ihre Religion bedingte Abschottung unterstellte.
Auf die russischen Pogrome von 1881 reagierte das polnische Bürgertum überwiegend empört und schloss ähnliche Gewaltakte für Polen aus. Doch schon am 25. Dezember jenes Jahres kam es in Warschau zu einer tagelangen Plünderung des Judenviertels, nachdem bei einer Massenpanik in einer katholischen Kirche 28 Menschen zu Tode kamen und ein Gerücht Juden dafür verantwortlich machte. Nun schrieb die Warschauer Prawda:
„Das polnische Volk hasst die Juden aus religiösen und Rassengefühlen.“ Dieser Hass traf vermehrt Juden, die damals ohne Kenntnis polnischer Kultur aus Russland flohen und die wirtschaftliche Konkurrenzsituation zu den ebenfalls unterdrückten Polen verschärften. Das löste auch bei liberalen Intellektuellen häufige Sorgen vor „Überfremdung“ aus.
1878 erschienen mit der Schrift Żydzi, Niemcy i my („Juden, Deutsche und wir“) des Journalisten Jan Jeleński (1845–1909) eine erste antisemitische Publikation in Polen. 1887 gründete sich im Schweizer Exil die Liga Narodowa (Nationale Liga) als Geheimbund gegen die russische Fremdherrschaft. Daraus ging 1897 die Partei Narodowa Demokracja (Nationale Demokratie) hervor. Sie suchte bald sozialen und ökonomischen Fortschritt durch Kompromisse mit den Russen auf Kosten der polnischen Juden und Deutschen zu erreichen. Ihr führender Ideologe, Roman Dmowski, schrieb 1903:

„Ein nationaler Organismus darf nur das aufsaugen, was er sich zu eigen machen und in eine Vermehrung des Wachstums und der Stärke des Gesamtkörpers umsetzen kann. Ein solches Element sind die Juden nicht… die Aufsaugung einer größeren Menge dieses Elements [würde] uns verderben […], durch Elemente des Zerfalls jene jungen schöpferischen Keimzellen ersetzen […], auf welchen wir unsere Zukunft bauen.“

Die nationale Intoleranz sei Folge des Duldens der Juden, da diese unfähig zur Integration seien. Diese Motive des völkischen Antisemitismus griffen nun in Polen wie in Deutschland 20 Jahre zuvor um sich.
Bei den polnischen Bauern waren – neben nationalen – alte religiöse Motive für neuen Judenhass wirksam. Besonders in Posen und Galizien stachelte sie meist der katholische Klerus, die Dorfpriester, gegen die Juden auf. Man denunzierte sie nach ersten Streikwellen und der Russischen Revolution 1905 als heimliche Drahtzieher des sozialrevolutionären Umsturzes. 1911 schrieb z. B. die Lemberger Gazeta Niedzielna:

„Das sollt ihr nicht erleben, ihr Herren Juden. Nur eines werden wir euch erleichtern, […] dass ihr so schnell wie möglich euch aus unserem Lande begebt. Wer mit uns bleiben will, der nehme unseren Glauben an und werde Pole…“

So bildeten Katholizismus und Nationalismus auf dem Land weithin eine antijudaistische, antidemokratische und antisozialistische Einheit.
Auf jüdischer Seite verstärkte dies die Bindung an eigene Tradition und Religion, Hinwendung zum Zionismus und zum proletarischen Sozialismus. Viele Juden lehnten bis 1914 ein unabhängiges Polen ab, weil dieser Nationalstaat ihnen nur größeren Assimilationsdruck versprach. Als Polen 1918 unabhängig wurde, änderte sich dies rasch: Die Zionisten bildeten einen „Nationalrat“, der als Partei für den Sejm (das polnische Parlament) kandidierte und dort die Gleichberechtigung aller Juden Polens – etwa zwei Millionen – forderte. Diese wurde 1930 realisiert.
Doch seit dem polnisch-sowjetischen Krieg 1920 wuchs in Polen der offene Antisemitismus. Polens Bischöfe veröffentlichten einen Hilferuf an die Katholiken in aller Welt, in dem sie das Judentum mit dem Bolschewismus gleichsetzten:

„Das wahre Ziel des Bolschewismus ist die Welteroberung. Die Rasse, welche die Führung des Bolschewismus in ihren Händen hat, hat schon in der Vergangenheit die Welt mittels des Goldes und der Banken unterworfen, und jetzt, getrieben durch die immerwährende imperialistische Gier, die in ihren Adern pocht, zielt sie schon auf die endgültige Unterwerfung der Nationen unter das Joch ihrer Herrschaft… Bolschewismus ist in Wahrheit die Verkörperung und Fleischwerdung des Antichrist auf Erden.“

Der antisemitische Priester und Parlamentarier Kazimierz Lutosławski denunzierte die Juden als Werkzeuge der Russifizierung und Germanisierung und lastete ihnen die Demoralisierung des Volkes, seiner Arbeitskraft, Entchristlichung der Kultur, kurz: die „Vergiftung der Volksseele“ Polens an.
Unter anderem auf dem Hintergrund dieser verbreiteten antisemitischen Stereotype, die der katholische Klerus und die nationalkonservativen Parteien stützten und propagierten, wurden Juden von Polen während der deutschen Besetzung dann kaum verteidigt und z. B. 1941 in Jedwabne von den Dorfbewohnern ermordet. Im Herbst 1946 kam es in Kielce und anderen polnischen Orten erneut zu Pogromen an Juden, die den Holocaust überlebt hatten.

## Litauen
Die in Litauen ansässigen Juden waren ab Mitte des 15. Jahrhunderts wirtschaftlich sehr erfolgreich, was im Jahr 1485 erstmals zu nennenswerten Spannungen führte. Litauen war eines der Zentren jüdischer Kultur in Osteuropa mit eigenen Schulen, einer großen Bibliothek und zahlreichen Toraschulen. Gegen Ende des 17. Jahrhunderts wandte sich ein immer größerer Bevölkerungsteil gegen die wirtschaftliche Vormachtstellung der Juden, was 1764 zum Ende der etwa zweihundert Jahre praktizierten jüdischen Selbstverwaltung führte.
In den ersten Jahren nach der litauischen Unabhängigkeit 1918 genossen Juden noch beachtliche Privilegien (eigenes Schulsystem, Recht auf freie Benutzung der eigenen Sprache, Anerkennung des Sabbat (Sabbatobservanz), ein Ministerium für jüdische Angelegenheiten sowie die Gleichstellung der Rabbiner mit anderen Geistlichen). 1924 wurden nach dem Erstarken der nationalistischen Partei die jüdische Gemeindeverwaltung unter staatliche Aufsicht gestellt, das Ministerium für jüdische Angelegenheiten aufgelöst und die jüdische Autonomie für innere Angelegenheiten weitgehend eingeschränkt. Unter der autoritär-nationalistischen Regierung Antanas Smetonas verschlechterte sich die Situation der Juden weiter.

Nach der sowjetischen Okkupation 1939 wurden jüdische Organisationen aufgelöst, und es kam zum Einzug von Eigentum. Von den 35.000 nach Sibirien deportierten Einwohnern waren 7.000 Juden. Mit dem deutschen Einmarsch im Juni 1941 entfaltete sich der Antisemitismus der litauischen Bevölkerung zu vollem Maß. Bereits ganz zu Beginn der deutschen Offensive waren bei Pogromen mehrere Tausende Juden getötet worden. Im Gesamtbericht der Einsatzgruppe A bis zum 15. Oktober 1941 (Stahleckerbericht) heißt es: 

„Aufgabe der Sicherheitspolizei mußte es sein, die Selbstreinigungsbestrebungen in Gang zu setzen und in die richtigen Bahnen zu lenken, […] ohne daß eine Anweisung deutscher Stellen erkennbar ist. In Litauen gelang dies zum ersten Mal in Kauen durch Einsatz der Partisanen. […] Im Verlauf des ersten Pogroms in der Nacht vom 25. zum 26.6. wurden über 1500 Juden von den litauischen Partisanen beseitigt, mehrere Synagogen angezündet oder anderweitig zerstört und ein jüdisches Wohnviertel mit rund 60 Häusern niedergebrannt. In den folgenden Nächten wurden in derselben Weise 2300 Juden unschädlich gemacht. In anderen Teilen Litauens fanden nach dem in Kauen gegebenen Beispiel ähnliche Aktionen, wenn auch in kleinerem Umfang statt.“

Bis Herbst 1941 ist von etwa 80.000 Toten auszugehen. Nach dem Jäger-Bericht waren bis Jahresende 134.000 Menschen ermordet, davon mehr als die Hälfte jüdische Frauen und Kinder. Während vor dem Holocaust über 200.000 Juden in Litauen lebten, sind es heute nur noch 5500.

## Lettland
Während die jüdische Bevölkerung in den Provinzen Kurland und Semgallen auch nach der Einverleibung in das russische Reich 1795 ihre Eigenständigkeit weitgehend beibehalten konnte, wurde den Juden in der Provinz Livland verboten, Handel zu treiben oder Abgaben und Zölle zu erheben. 1785 kam es unter russischer Oberhoheit zur Gründung der ersten jüdischen Gemeinde in Livland. Ab 1822 wurde den Juden erlaubt, in Riga zu wohnen und Handel und Gewerbe zu treiben.
Während der deutschen Besetzungszeit fanden Vernichtungsaktionen der deutschen Besatzungsmacht gegen Juden statt, die zur fast völligen Vernichtung der jüdischen Bevölkerung Lettlands führten.

## Estland
Die erste jüdische Gemeinde entstand in Tallinn (erste Synagoge 1883). Obwohl es zwischen den Weltkriegen judenfeindliche Strömungen gab, kann nicht von einem bedeutsamen öffentlichen Antisemitismus gesprochen werden. Estland hatte 1941 rund 4500 jüdische Einwohner, von denen ungefähr die Hälfte in die Sowjetunion flüchten konnte. Die bei Ankunft der deutschen Truppen noch im Land befindlichen Personen wurden sofort festgenommen und ermordet oder interniert.

## Russland, Ukraine, Sowjetunion
Im Russischen Reich gab es anfangs kaum Judengemeinden. Dennoch übernahm die orthodoxe Staatskirche neben antikatholischer Polemik den traditionellen Antijudaismus der Patristik, etwa von Johannes Chrysostomos. Die Ikonenmalerei enthielt auch antijüdische Motive. Im Zuge der russischen Ausdehnung nach Westen wurden die Juden Polens oft als Katholikenfreunde betrachtet und grausam verfolgt, so 1563 durch Iwan IV. in Polazk.
Der Chmelnyzkyj-Aufstand von 1648 unter Führung des ukrainischen Kosakenhetmans Bohdan Chmelnyzkyj richtete sich zwar gegen die Herrschaft des polnischen Adels in den ukrainischen Gebieten Polen-Litauens, doch ein großer Teil seiner Opfer waren Juden, die oft in einer prekären Vermittlerposition zwischen polnischen Magnaten und ukrainischen Bauern standen. Jüdische Opfer werden auf eine Zahl zwischen 10.000 und 200.000 geschätzt. Während der Aufstand in der ukrainischen Geschichtsschreibung als Akt des nationalen Heldentums gilt, sieht die jüdische Geschichtsschreibung darin den ersten Vorläufer der großen neuzeitlichen Judenmorde.
Durch die Türkenkriege und drei Teilungen Polens im 18. Jahrhundert gelangten zahlreiche Judengemeinden in den eroberten Gebieten unter russische Herrschaft. 1790 verbot Katharina II. Juden nach anfänglicher Toleranz den Kaufmannsberuf und erlegte ihnen doppelte Steuern auf, um die Moskauer Kaufleute vor unliebsamer Konkurrenz zu schützen. Gleichwohl mussten sich die leibeigenen Bauern häufig beim jüdischen Kleinbürgertum verschulden, um die hohen Auflagen ihrer Grundherren auszugleichen. Auf dieser Basis kam es schon 1825, dann erneut 1841 und 1871 in Odessa zu Ausschreitungen gegen die Juden der Region. Die auf dem Land verbreitete Judenverachtung spiegelt sich auch in der damaligen Literatur, etwa in Turgenews Aufzeichnungen eines Jägers (1852).
Zar Nikolaus I. (1796–1855, 1825 bis 1855 Kaiser von Russland und 1825 bis 1830 letzter gekrönter König von Polen) betrieb eine harte antijüdische Politik: 1835 begrenzte er den Hauptwohnsitz der Juden im Russischen Reich auf den sogenannten Ansiedlungsrayon (Tscherta osedlosti), dieser umfasste 15 Gouvernements des Kernreichs und zehn weitere im Königreich Polen. Die orthodoxe Staatskirche begrüßte diese Ghettoisierung als Chance zur konzentrierteren Judenmission; der konservative russische Adel und das Großbürgertum sahen darin eine willkommene Abwehr des parlamentarischen „Virus“ aus Westeuropa.
Die 1861 erfolgte „Bauernbefreiung“ von Alexander II. (Kaiser von 1855 bis 1881) gestattete ehemals leibeigenen Bauern den Landerwerb, was Gebildeten und Begüterten – darunter relativ vielen Juden – eher zugutekam. Dies vergrößerte den Neid und Judenhass der einfachen Bevölkerung noch. Ihre Vorurteile vertrat auch Dostojewski in seinem einflussreichen Tagebuch eines Schriftstellers 1877:

„Da kam nun der Befreier und befreite das autochthone Volk – und was nun: Wer stürzte sich als Erster darauf als ein Opfer, wer benutzte vorzugsweise seine Laster, wer umwand es mit seinem ewigwährenden goldenen Gewerbe, wer ersetzte sogleich, wo er nur konnte und gelegen kam, die abgeschafften Gutsherren? Mit dem Unterschied, dass die Gutsherren, wenn sie die Leute auch stark ausgebeutet hatten, dennoch bestrebt waren, ihre Bauern nicht zugrunde zu richten, meinetwegen um ihrer selbst willen, um ihre Arbeitskraft nicht zu erschöpfen; aber den Hebräer kümmert die Erschöpfung der russischen Kraft nicht, er nahm das Seine und ging…“

Erst unter Alexander II. durften einige reiche russische Juden außerhalb der Ghettos wohnen und ihre Kinder auf höhere Schulen schicken. Seine Ermordung am 1. März 1881 aber löste eine Pogromwelle aus: Staatlich lancierte Gerüchte lasteten den Mord und die schlechte Versorgungslage der jüdischen Minderheit an, um den Unzufriedenen ein Ventil für das Ausbleiben einer vom Zaren versprochenen Landreform zu öffnen. In den Folgemonaten verwüsteten und plünderten arbeitslose verarmte Bauern, die sich dabei auf einen angeblichen Zaren-Befehl beriefen, über 100 jüdische Gemeinden vor allem in der Ukraine. Die Behörden blieben untätig, und die christliche Stadtbevölkerung duldete die Übergriffe. Nur wenige orthodoxe Kleriker versuchten, die Bauern von den Exzessen abzubringen.
Zar Alexander III. (er regierte von 1881 bis 1894) verordnete dann am 3. Mai 1882 die so genannten Maigesetze, die die Juden an freier Berufswahl und Gewerbefreiheit hinderten und vielfach in noch größere Armut stürzten. Der Prozentanteil jüdischer Gymnasiasten wurde auf 10 % beschränkt. Sie lösten die erste Alija (Einwanderungswelle) von Juden nach Palästina aus. In dieser Zeit begannen einige Intellektuelle gegen die judenfeindlichen Staatsmaßnahmen zu protestieren, darunter Odessas Erzbischof Nikanor. Auch der „russische Lessing“, der Religionsphilosoph Wladimir Sergejewitsch Solowjow, setzte sich neben der Wiedervereinigung von orthodoxer und katholischer Kirche für nachhaltige gegenseitige Achtung von Juden und Christen ein (Das Judentum und die christliche Frage 1884). Er fand die rückhaltlose Zustimmung von Leo Tolstoi.
Gerade in der Priesterschaft griff die judenfeindliche Hetze um sich. Bildungsrückstand und traditionelle Verbindung von staatlicher Despotie und Kirche trugen dazu bei. So fand die Ritualmordanklage im 19. Jahrhundert gerade in Russland prominente Fürsprecher und Popularität. Seit 1881 kam die Gleichsetzung des Judentums mit revolutionären Umtrieben hinzu, die wegen der Bildung einer jüdischen sozialistischen Partei und des relativ hohen Anteils von Juden in der russischen Sozialdemokratie plausibel wirkte. Die Gegenrevolutionäre vereinten sich in Gruppen wie dem Bund des russischen Volkes oder dem Erzengel-Michael-Bund, die unter orthodoxen Priestern viel Zulauf hatten. Diese Kreise produzierten und veröffentlichten die Hetzschrift Protokolle der Weisen von Zion, durch die bis heute antisemitisches Gedankengut weltweit verbreitet wird.

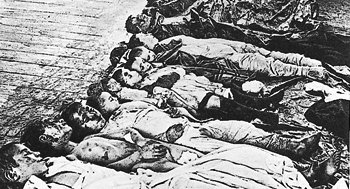
Opfer eines Pogroms in Jekaterinoslaw (heute Dnipro) im Jahr 1905

Die zweite große Pogromwelle wurde wahrscheinlich von solchen Gruppen organisiert. Sie begann am Osterfest 1903 in Kischinjow und griff rasch auf Gomel, dann Hunderte weiterer Orte über. Der gesetzlich vorgeschriebene Eingriff des Militärs unterblieb, und die Regierung stellte die Pogrome als angeblich „spontane Racheakte“ der christlichen Bevölkerung an jüdischen Revolutionären hin. Das wiederholte sich während der russischen Revolution 1905.
1903 erschienen erstmals die Protokolle der Weisen von Zion als Flugschriften auf Russisch, um die Bevölkerung zu Pogromen gegen Juden aufzuhetzen. 1905 gab Sergej A. Nilus sie als Anhang in seinen Büchern heraus; der Text stammte vom zaristischen Geheimdienst Ochrana und fasste dessen antisemitische Motive zusammen. Im Anschluss an ältere russische und französische Vorläufer und Vorlagen stellte das Pamphlet eine Verbindung zwischen Sozialismus bzw. Bolschewismus, Kapitalismus, Freimaurerei und Zionismus her. Es führte neuzeitliche Revolutionen, Kriege und andere negativ gedeutete Ereignisse auf eine angebliche Geheimelite des Judentums zurück, die eine angebliche jüdische Weltherrschaft zum Schaden aller übrigen Völker anstrebe. Damit begründete es auch die Vorstellung eines jüdischen Bolschewismus. Die deutsche Übersetzung und Veröffentlichung von 1920 schaffte die Voraussetzung dafür, dass diese Verschwörungstheorie in der Weimarer Republik und besonders im Nationalsozialismus als „tödliches Mobilisierungs- und Manipulationsinstrument“ fungieren konnte.
Die Februarrevolution unter Alexander Fjodorowitsch Kerenski brachte allen Minderheiten, auch den Juden, 1917 die rechtliche Gleichstellung. 140 antijüdische Gesetze wurden aufgehoben. Doch im Russischen Bürgerkrieg nach der Oktoberrevolution kam es zu den bislang schwersten Pogromwellen in den von den „weißen“ Konterrevolutionären besetzten Gebieten. Dabei starben – vor allem in der Ukraine – etwa 60.000 Juden (siehe Russischer Bürgerkrieg#Kriegsopfer).
Danach waren Christen wie Juden der gleichen antireligiösen Staatspropaganda und Unterdrückung ausgesetzt. Die vorherige Gleichsetzung von Judentum und Kommunismus im orthodoxen Klerus sorgte mit dafür, dass die KPdSU die Synagogen nicht bevorzugte und ihre Lehrer wie die der Kirche für fortgesetzten Religionsunterricht mit Zwangsarbeit oder in Schauprozessen mit dem Tod bestrafte. Im ersten Jahrzehnt nach der Revolution beschränkten sich die antijüdischen Aktionen des Staates hauptsächlich auf Aktivitäten gegen die Religion und deren Ausübung. Es gab z. B. Kampagnen gegen den Sabbat, gegen andere jüdische Festtage oder gegen das Backen von ungesäuertem Brot (Matze). Alle jüdischen Schulen, Hedarim wie Jeschiwoth, wurden geschlossen, religiöse Publikationen durften nicht mehr erscheinen, und es kam zu einigen publizitätsstarken Prozessen gegen säkulare wie religiöse jüdische Institutionen und deren Träger. Die Verhaftung, Verurteilung und Ermordung von Klerikern und die Schließung von Synagogen im größeren Umfang begann dann 1928. Die Verwischung der Grenzen zwischen Antisemitismus, Antizionismus und der Unterdrückung religiöser Lebensformen setzte erst Mitte der 1930er Jahre ein.
Josef Stalin aktivierte den orthodoxen Antijudaismus seit 1936 gegen alle abweichenden Meinungen und Gruppen in der KPdSU, besonders gegen vermeintliche oder tatsächliche Trotzkisten. Zwar lockerte er seit 1941 einige der antireligiösen Gesetze, um den traditionellen christlichen russischen Patriotismus gegen den Überfall Hitlerdeutschlands zu mobilisieren. Davon waren die Judengemeinden jedoch ausgenommen, obwohl ihre Angehörigen die Heimat nicht minder aufopferungsbereit verteidigten. Russische Juden wurden häufig aus der Bevölkerung bei sowjetischen Behörden angezeigt bzw. denunziert und den Besatzern ausgeliefert (siehe Verbrechen der Wehrmacht#Sowjetunion). Die Rote Armee unternahm anfangs nichts gegen die Ghettoisierung der polnischen Juden.
Etwa 2005 veröffentlichtes Archivmaterial u. a. des Zentralkomitee der KPdSU datiert den staatlich organisierten Antisemitismus auf 1938 (Kostyrtschenko 2005). Damals fragten führende Parteiorgane nach der angeblichen „Verunreinigung“ der Kader (Angestellten) im Volkskommissariat für Gesundheit: Die Hälfte der Familiennamen auf dieser Liste waren „jüdisch“ (siehe auch „Säuberung“). Von 1942 bis 1944 häuften sich innerparteiliche antisemitische Dokumente. In den Kriegsjahren ließ Stalin die Wirkungen dieses latenten Antisemitismus im Staatsapparat aus innen- und außenpolitischen Gründen möglichst bremsen.

## Tschechoslowakei
Die Lage der Juden verbesserte sich mit den von Ideen des aufgeklärten Absolutismus und von jüdischen Aufklärern (Haskala) geprägten Reformen des österreichischen Kaisers Joseph II. So gestattete das Toleranzpatent für das böhmische Judentum von 1781 diesen jede Form von Handwerk und Handel.
Mit dem im Zuge der nationalen Bewegungen des 19. Jahrhunderts einhergehenden Gegensatz zwischen Tschechen und Deutschen mussten die Juden sich für die Zugehörigkeit zu einer dieser Kulturen entscheiden. Integrationsbemühungen seitens der Tschechen führten zu einer verstärkten „Germanisierung“ der tschechischen Juden, sodass z. B. 1890 74 % der Prager Juden Deutsch als ihre Umgangssprache angaben.
In Böhmen und Mähren war ab 1867 die volle Gleichberechtigung der Juden gesetzlich garantiert. Dennoch wurden die Juden mit „Deutschtum“ und kapitalistischer Ausbeutung in Zusammenhang gebracht. Nach dem gescheiterten Versuch der Wiener Regierung, sowohl deutsch als auch tschechisch zur Amtssprache zu erheben, kam es im ganzen Land zu einem Sturm auf deutsche Institutionen und darauf folgenden antisemitischen Ausschreitungen. Großes Aufsehen erregte im Jahr 1899 die sogenannte Hilsner-Affäre, als in Nordböhmen ein ermordetes Mädchen aufgefunden wurde. Der Verdacht fiel auf den jüdischen Schustergesellen Leopold Hilsner, dem vorgeworfen wurde, das Mädchen aus rituellen Gründen ermordet zu haben, um ihr Blut beim Pessachfest zu benutzen. Hilsner wurde zum Tode verurteilt (später in eine lebenslange Haft umgewandelt).
Unter dem ersten Präsidenten der tschechoslowakischen Republik Tomáš Garrigue Masaryk und seinem Nachfolger Edvard Beneš war Antisemitismus offiziell nicht akzeptiert, und die Juden galten als voll gleichberechtigt. Dies endete mit dem Einmarsch deutscher Truppen im März 1939 („Zerschlagung der Rest-Tschechei“). Von den 118.310 Juden aus den tschechischen Ländern fielen 78.000 dem Holocaust zum Opfer; 26.100 emigrierten.

## Ungarn

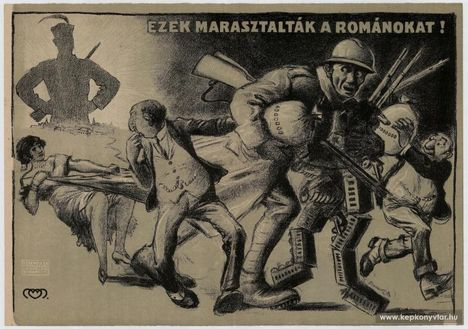
Plakat von Miltiades Manno (1919)

In Ungarn entwickelte sich eine Stimmung, welche die reinrassige Kultur der Ungarn durch Juden gefährdet sah. Wegen der Teilnahme von Juden an der Revolution von 1918/19 wurde der Begriff „Judeobolschewik“ in der Bevölkerung verbreitet. Nach dem Zerfall der Monarchie wich der liberale, eher tolerante Nationalismus einem eher radikalen und autoritären, aus Antisemitismus, Nationalismus, Revanchismus und aggressiver Christlichkeit bestehenden Konservativismus. Ein Beispiel für diese Strömung ist der damals prominente christlichsoziale und antimodernistische Bischof von Székesfehérvár Ottokár Prohászka (1858–1927).

## Rumänien

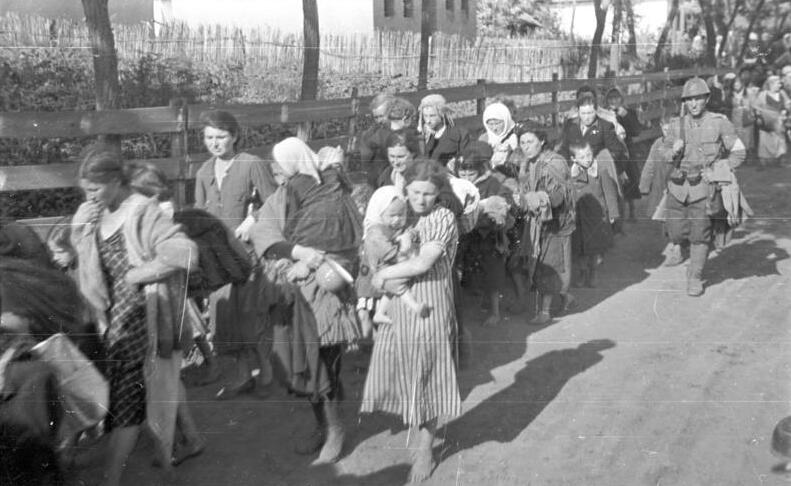
Deportation jüdischer Frauen, überwacht von einem rumänischen Soldaten, 17. Juli 1941

Beim Entwurf der Verfassung des 1861 ausgerufenen Königreichs Rumänien wurde 1866 überlegt, ob nicht die Juden ein Hindernis für Unabhängigkeit, Prosperität und Kultur des Landes wären. Artikel 7 („Nur Fremde christlichen Glaubens können rumänische Staatsbürger werden“.) grenzte diese Juden dann auch als Staatsbürger aus. Als der Berliner Kongress 1878 von Rumänien in den Artikeln 43 und 44 seines Schlussdokuments die Gleichberechtigung der Juden forderte, reagierte der Abgeordnete Vasile Conta am 5. September 1879: „Wenn wir nicht gegen das jüdische Element kämpfen, sterben wir als Nation“. Der Schriftsteller Ioan Slavici schlug gar Pogrome zur Lösung des Problems vor: „Erwürgen wir sie, werfen wir sie in die Donau, damit auch nicht der kleinste Rest von ihnen übrig bleibt“. Die Regierung erließ über 200 Judengesetze, von denen etliche später dem nationalsozialistischen Regime in Deutschland als Vorbild dienten. Von 1900 bis 1906 emigrierten über 70.000 Juden in Richtung Amerika. Diese starke Abwanderung erregte die Weltöffentlichkeit und veranlasste die amerikanische Regierung zur Absendung der sogenannten Hay-Note im Jahr 1902, welche die europäischen Mächte auf die Missachtung des Berliner Vertrags durch Rumänien verwies.
Das nächste Aufflammen von Antisemitismus fand kurz nach dem Ersten Weltkrieg statt. 1923 hatte Corneliu Zelea Codreanu nach dem Vorbild des italienischen Faschismus die nationalistische, antisemitische Legion des Erzengels Michael (Legiunea Arhanghelul Mihail) gegründet, die sich ab 1931 Eiserne Garde nannte. Alexandru C. Cuza in Iași forderte 1926 und wieder 1935 im Namen einer Liga apararei nationale crestine („Liga der völkisch-christlichen Verteidigung“) die Eliminierung (Entfernung) aller Juden, deren Gleichstellung nur durch die Pariser Vorortverträge 1920 von außen erzwungen worden sei. Diese „Parasiten“ sollten irgendwo als Bauern angesiedelt werden, aber nicht auf Kulturboden und schon gar nicht in Palästina, das den Moslems und Christen gehöre. Es gäbe viel zu viele Juden an den rumänischen Universitäten, so auch in Jassy.
Auch nach dem Tod Codreanus 1937 blieb die „Eiserne Garde“ aktiv, der Antisemitismus wurde ebenso in der Presse forciert. 1940 kam es auf Druck der Nationalsozialisten zu einer Koalitionsregierung von General Ion Antonescu und Codreanus extrem antisemitisch eingestelltem Nachfolger Horia Sima, welche ein enges Bündnis mit Deutschland einging. Unter dieser Militärdiktatur wurden die rumänischen Juden dann besonders brutal verfolgt, wobei die Schätzungen über die Zahl der Ermordeten zwischen 300.000 und 400.000 schwanken.

## Bulgarien
Im Jahr 1878 wurden im Unterschied zu Rumänien, wo sie bis nach dem Ersten Weltkrieg als meist Staatenlose der Willkür der Behörden preisgegeben waren, alle Juden eingebürgert. Nach 1878 gab es erstmals vereinzelte antisemitische Übergriffe. In den Jahren während des Ersten Weltkriegs sowie unter dem Regime von Aleksandar Zankow nach dessen Putsch 1923 wurden antisemitische Ideologien und Aktivitäten dagegen stärker.
Ein von der bulgarischen Regierung im Oktober 1940 verkündetes und im Januar 1941 verabschiedetes antisemitisches Gesetz zum Schutze der Nation führte zu massiven Protesten aus der Bevölkerung, von bekannten Intellektuellen und seitens der bulgarisch-orthodoxen Kirche. Auf Grund der Ablehnung des nationalsozialistischen Antisemitismus in weiten Teilen der bulgarischen Gesellschaft und weiterer Proteste gelang es auch, Deportationen der ca. 50.000 Juden aus den vor 1940 zu Bulgarien gehörenden Gebieten zu verhindern. Über 12.000 Juden aus den bulgarisch besetzten Gebieten in Griechenland und Jugoslawien wurden in deutsche Vernichtungslager deportiert und dort ermordet.

## Kroatien

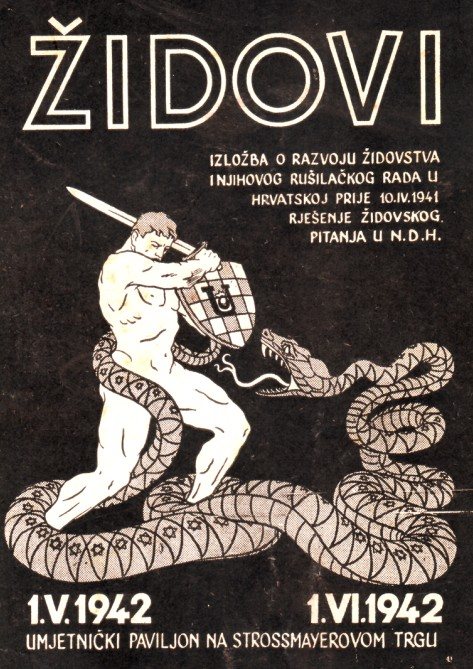
Plakat einer antijüdischen Ausstellung in Zagreb (1942)

Der Antisemitismus der Balkanregion muss in Hinsicht auf die lange Beherrschung durch die multinational geprägte, aber dennoch im Kern katholische österreichische k.u.k. Monarchie sowie das Osmanische Reich, ihre nationalen Befreiungsbewegungen, die kurzen Abschnitten nationaler Selbstständigkeit sowie die anschließende Okkupation durch Deutschland im Rahmen des Zweiten Weltkriegs betrachtet werden. Generell ist festzustellen, dass sich die Lebensbedingungen der Juden des Balkans nach den Reformen der k.u.k. Monarchie ab den 1870er Jahren verbesserten. Der Antisemitismus in Kroatien bewegte sich im gesamteuropäisch üblichen Rahmen. Allerdings ermöglichte der vorherrschende Katholizismus und die in Relation zu europäischen Kernstaaten verzögert einsetzende Aufklärung dem unter anderem durch das Motiv des Gottesmordes geprägten Antijudaismus eine längere Lebensdauer.
Ebenso wie in Tschechien wurden die Juden im Verlauf nationaler Bestrebungen des 19. Jahrhunderts mit der als „überfremdend“ empfundenen „anderen Nation“ identifiziert. So galten die oft die kroatische Sprache nicht vollkommen beherrschenden und stattdessen Ungarisch sprechenden „kroatischen Juden“ als Ausländer und wurden im Zusammenhang mit den „Magyarisierungsbestrebungen“ der österreichisch-ungarischen Herrschaft gesehen. Um die Jahrhundertwende erschienen in Zagreb Zeitschriften wie Hrvatsko kolo, welche die nun erstarkten antijüdischen Tendenzen formulierten. Mit Erreichung der nationalen Unabhängigkeit im 1918 proklamierten Königreich der Serben, Kroaten und Slowenen schwächten sich diese Erscheinungen jedoch nicht ab, sondern intensivierten sich. Aufgrund der wirtschaftlichen Folgeschäden des Krieges entlud sich die Unzufriedenheit des Volkes in pogromähnlichen Ausschreitungen gegen Juden und deren Besitz in Form von Plünderungen und Zerstörungen ihrer Geschäfte und Häuser.
Es kam zur Vertreibung von Juden, die erst seit kurzer Zeit auf dem Territorium des neuen Staates lebten und demnach nicht das Recht auf die jugoslawische Staatsbürgerschaft besaßen. Weitere diskriminierende Maßnahmen waren der Ausschluss von den Wahlen zur verfassungsgebenden Versammlung sowie die Verwehrung des Zugangs von Juden zu diplomatischen Berufen. Trotz der genannten Diskriminierungen ist das Ausmaß des Antisemitismus in Kroatien im Vergleich zu anderen osteuropäischen Staaten wie Polen oder Russland als eher gering einzustufen. Von einem durchgehend staatlich gelenkten oder parteiprogrammatisch geforderten Antisemitismus kann nicht ausgegangen werden. 1941 wurde das Land zum deutschen Vasallenstaat, dem Unabhängiger Staat Kroatien unter der faschistischen Diktatur der Ustascha-Bewegung Ante Pavelićs, welche die Nürnberger Gesetze übernahm und Serben, Juden und Roma systematisch verfolgte und überwiegend in Konzentrationslagern ermordete.

## Serbien
1941, mit der Zerschlagung des Königreichs Jugoslawien, wurde Serbien von den Deutschen besetzt und ebenfalls zu einem Vasallenstaat (Serbien im Zweiten Weltkrieg) unter der faschistischen Diktatur der ZBOR-Bewegung unter der Führung von Milan Nedić, welche die Nürnberger Gesetze übernahm. Juden und Roma wurden systematisch verfolgt und ermordet. In den Jahren 1941 und 1942 fand in Belgrad eine Anti-Freimaurer-Ausstellung statt, die Teil der propagandistischen Kampagne der serbischen Nazi-Kollaborateursregierung war und von der Stadtverwaltung Belgrads finanziert wurde. Im Juni 1942 wurde Belgrad als erste Stadt Europas für „judenrein“ („očišćen od Jevreja“) erklärt. Vier Fünftel der serbischen Juden verloren in dieser Zeit ihr Leben.

## Vereinigte Staaten

Deutsche Ausgabe der von Henry Ford herausgegebenen Schrift Der internationale Jude. Ein Weltproblem (1922)

Für die Puritaner als Calvinisten war das Alte Testament mehr in die Mittelpunkt ihrer Religion gerückt. Die Sehnsucht nach freier Religionsausübung war ein Hauptmotiv für ihre Auswanderung in die damals noch britischen Kolonien. Die in der Bill of Rights 1776 verankerte religiöse Toleranz ließ die USA zum Ziel vieler in Europa bedrängter und religiös verfolgter Gruppen, auch der Juden, werden.
Bis 1850 lebten nur etwa 60.000 Juden in den USA. Seit den russischen Pogromen von 1881 kamen jährlich 6.000 russische Juden dazu. Bis 1910 stieg die Zahl der amerikanischen Juden auf insgesamt zwei Millionen. Um 1930 lebten schon über vier Millionen Juden in den USA. Dieser enorme Zuzug führte zu regionalen Spannungen, die 1921 zu einer gesetzlichen Begrenzung der jüdischen Zuwanderung vor allem aus Südosteuropa durch ein Quotensystem führten.
Seit 1879 tauchten deutsche und französische antisemitische Schriften in der US-amerikanischen Öffentlichkeit auf. Der deutsche Lehrer und Antisemit Hermann Ahlwardt versuchte seit 1896 auch in den USA nach deutschem Vorbild eine antisemitische Partei zu gründen, scheiterte jedoch.
Die Freikirchen hatten in den USA ein traditionelles Interesse an der Judenmission. Um 1900 wurde diese von über 30 Konfessionen und Verbänden gepflegt. Aber schon 1890 kam es zu einer nationalen Konferenz von Juden und Christen, die einander besser kennenlernen wollten, zusammen Vorträge hörten und beteten. Die Abschlusserklärung proklamierte, dass jede ungerechte Behandlung von Juden und ihr Ausschluss zu sozialen Vorteilen „unamerikanisch“ und „unchristlich“ seien.
Erst im Gefolge des Ersten Weltkriegs entstand auch in den USA eine antisemitische Strömung. Dafür war seit 1920 vor allem die Kampagne von Henry Ford verantwortlich. Gegen seine öffentlichen Anklagen in der Zeitung The Dearborn Independent erhoben sich jedoch sofort anhaltende Proteste von vielen Seiten, darunter dem Verband der Churches of Christ in America. In Großannoncen veröffentlichten u. a. 119 angesehene Bürger ihre Abscheu vor Fords antisemitischen Hetzparolen:

„Antisemitismus ist fast unabänderlich verbunden mit Gesetzlosigkeit, Brutalität und Ungerechtigkeit. Er ist ebenso unausweichlich verflochten mit anderen dunklen Gewalten, vornehmlich jenen, die korrupt, reaktionär und voll Unterdrückung sind. Wir glauben, der Kampf gegen diese Pest sollte nicht den Männern und Frauen jüdischen Glaubens überlassen bleiben…“

1927 widerrief Ford angesichts des breiten innenpolitischen Widerstands seine antisemitische Erklärung und brach die Kampagne ab.
Eine gewisse Nachwirkung zeigte sich an manchen Hochschulen: So führte zum Beispiel die Yale University 1925 ein diskriminierendes Aufnahmesystem ein, das Kinder von nichtjüdischen Absolventen bevorzugte, um so den Anteil jüdischer Studierender zu begrenzen.
In den 1930er Jahren waren Radiosendungen des antisemitischen katholischen Priesters Charles Coughlin sehr beliebt. Auch der Luftfahrtpionier Charles Lindbergh, der in der amerikanischen Öffentlichkeit beträchtliches Ansehen genoss, vertrat antisemitische Ansichten. Er besuchte Deutschland 1936 und 1938 und wurde von Hermann Göring mit viel Pomp und Propaganda empfangen. Der im Jahr 1941 aufgelöste Amerikadeutsche Bund, der zeitweise 25.000 Mitglieder in den USA hatte, bekannte sich zu „einem von weißen Nichtjuden gelenkten, wahrhaft freien Amerika“.
Im Jahr 1938 erklärten in einer Umfrage mehr als die Hälfte der befragten US-Bürger, dass europäische Juden an ihrer Verfolgung „teils oder völlig“ selbst schuld seien. Nach einer Umfrage von 1939 waren 53 Prozent der US-Bürger der Ansicht, dass Juden anders seien und Einschränkungen unterliegen sollten. 10 Prozent hielten Deportationen für angebracht. Verschiedene Untersuchungen zwischen 1940 und 1946 belegten, dass sie in den USA als eine größere Gefahr für das Wohl der Vereinigten Staaten angesehen wurden als jede andere national, religiös oder rassisch definierte Gruppe.
In den Südstaaten ist unter den weißen Protestanten die Ablehnung „jüdischer Yankees“ der „Wall Street“ – also der städtischen Hochfinanz der Nordstaaten – zum Teil bis heute verwurzelt.

## Japan und China
Nach Japan waren seit 1854 einige wenige Juden ausgewandert, die sich kaum von anderen westlichen Einwanderern unterschieden und auch nicht anders wahrgenommen wurden. Antisemitismus war unter Japanern unbekannt, bis westliche Bildungsliteratur – vor allem das Neue Testament und William Shakespeare – ins Japanische übersetzt wurden. Nach Lenins Oktoberrevolution 1917 veröffentlichten die mit den Japanern gegen die Bolschewisten verbündeten „weißen“ russischen Truppen erstmals antisemitische Propaganda in Japan, wonach die Revolution eine Verschwörung von Juden gewesen sei. 1919 wurden die Protokolle der Weisen von Zion ins Japanische übersetzt.
Die politische Annäherung des von der Weltwirtschaftskrise ebenso gebeutelten Japans an Deutschland begann 1930. Damit einher ging der Import von nationalsozialistischer Propaganda, darunter Hitlers Mein Kampf.
Als Reaktion auf den europäischen Antisemitismus und um die USA zu Investitionen in Japan zu bringen, erwog die japanische Regierung seit 1930 mit dem Fugu-Plan, Zehntausende jüdische Flüchtlinge aus Europa anzuwerben und in der Mandschurei anzusiedeln. Man glaubte, Juden könnten Japans Wohlstand mehren und seine internationalen Handelsbeziehungen – besonders zu den USA, die man unter der Kontrolle amerikanischer Juden wähnte – verbessern. Der Plan war also nicht judenfreundlich, sondern aus dem aus Europa übernommenen Glauben an eine jüdische Weltherrschaft motiviert.
1938, nach dem Anschluss Österreichs, gewann der Plan konkrete Gestalt; doch nach dem Pakt Japans mit Deutschland und Italien 1941 blieb die Umsetzung aus. Die Regierung schürte den großjapanischen Nationalismus, ohne jedoch die in Japan lebenden Juden zu verfolgen. Erst aufgrund einer deutschen Intervention wurden aus Kōbe und anderen Städten Japans Juden in den durch die Japaner besetzten Shanghaier Stadtteil Hongkou (China) deportiert und ein jüdisches Ghetto in Shanghai errichtet.

## Brasilien
In Brasilien fanden die Rassetheorien aus Deutschland und Frankreich auch bei Intellektuellen positive Aufnahme. Der brasilianische Diktator Getúlio Vargas hatte ab 1936 die Erteilung von Einreisevisa für verfolgte Juden verboten, zudem wurden zahlreiche Juden an NS-Deutschland ausgeliefert. In keinem Land außerhalb Deutschlands besaß die NSDAP mehr Mitglieder.

## Weiterführende Informationen

### Einzelbelege
1. ↑  Herbert A. Strauss, Norbert Kampe (Hrsg.): Antisemitismus, Bonn 1988, S. 77–82
2. ↑  Herbert A. Strauss: Der Holocaust als Epochenscheide der Antisemitismusgeschichte. In: Werner Bergmann, Rainer Erb (Hrsg.): Antisemitismus in der politischen Kultur nach 1945. Westdeutscher Verlag, Opladen 1990, S. 49
3. ↑  Peter Pulzer: Die Entstehung des politischen Antisemitismus in Deutschland und Österreich 1867 bis 1914. Göttingen 2004, S. 74
4. ↑  Shulamit Volkov: Antisemitismus als kultureller Code, München 2000, S. 135
5. ↑  Klaus Hödl: Ostjuden. In: Wolfgang Benz (Hrsg.): Handbuch des Antisemitismus Band 3: Begriffe, Ideologien, Theorien. De Gruyter Saur, Berlin 2008, ISBN 978-3-598-24074-4, S. 260ff.
6. ↑  Bernd Estel: Nationale Identität und Antisemitismus in Deutschland. In: Werner Bergmann, Rainer Erb: Antisemitismus in der politischen Kultur nach 1945. Opladen 1990, S. 61f.
7. ↑  Herbert A. Strauss: Der Holocaust als Epochenscheide der Antisemitismusgeschichte. In: Werner Bergmann und Rainer Erb (Hrsg.): Antisemitismus in der politischen Kultur nach 1945. Opladen 1990, S. 47f.
8. ↑  Hannes Ludyga: Judeneid. In: Wolfgang Benz (Hrsg.): Handbuch des Antisemitismus Band 4: Ereignisse, Dekrete, Kontroversen. De Gruyter Saur, Berlin 2011, ISBN 978-3-598-24076-8, S. 189f.
9. ↑  Ludwig Rosenthal: Heinrich Heine als Jude. Ullstein, Berlin 1973, S. 219
10. ↑  Andrea Djuren, Nicole Hummel: Entwicklungslinien des Antisemitismus bis zum Ende des Kaiserreiches. (PDF).
11. ↑  Rudolf Malter (Hrsg.): Immanuel Kant in Rede und Gespräch. Felix Meiner, Hamburg 1990, S. 457
12. ↑  Ursula Homann: Nicht immer waren Deutsche Philosophen Juden wohl gesinnt.
13. ↑  Hannes Stein, Die großen Aufklärer waren oft Judenhasser. Welt, 20. Juli 2012
14. ↑  Armin Pfahl-Traughber: Antisemitismus in der deutschen Geschichte. Opladen 2002, S. 40
15. ↑  Rainer Erb, Werner Bergmann: Die Nachtseite der Judenemanzipation, Berlin 1989, S. 212
16. ↑  Johannes Rogalla von Bieberstein: Die These von der jüdisch-freimaurerischen Weltverschwörung 1776–1945. (Memento vom 7. November 2007 im Internet Archive) Flensburger Hefte 1977 (PDF, S. 30)
17. ↑  Klaus Holz: Die Verneinung des Judentums: Antisemitismus als religiöse und säkulare Waffe. Unrast, Münster 2009, ISBN 978-3-89771-751-0, S. 19
18. ↑  Micha Brumlik: Deutscher Geist und Judenhaß, München 2000, S. 90
19. ↑  Micha Brumlik: Deutscher Geist und Judenhaß, München 2000. S. 95–104
20. ↑  Micha Brumlik: Deutscher Geist und Judenhaß, München 2000, S. 125
21. ↑  Gudrun Hentges: Schattenseiten der Aufklärung: Die Darstellung von Juden und „Wilden“ in philosophischen Schriften des 18. und 19. Jahrhunderts. Wochenschau Verlag, Berlin 1999, ISBN 978-3-87920-485-4, S. 129
22. ↑  Reinhard Sonnenschmidt: Zum philosophischen Antisemitismus bei G. W. F. Hegel. In: Zeitschrift für Religions- und Geistesgeschichte 44/4, 1992, S. 289-301, hier S. 295
23. ↑  Gerald Hubmann: Sittlichkeit und Recht: Die jüdische Emanzipationsfrage bei Jakob Friedrich Fries und anderen Staatsdenkern des Deutschen Idealismus. In: Horst Gronke, Thomas Meyer, Barbara Neißer (Hrsg.): Antisemitische und antijudaistische Motive bei Denkern der Aufklärung. Königshausen & Neumann, Würzburg 2001, ISBN 3-8260-2144-4, S. 125–152, hier S. 133
24. ↑  Micha Brumlik: Deutscher Geist und Judenhaß, München 2000, S. 131
25. ↑  Peter Dittmar: Christliche Restauration und Antijudaismus: Aspekte der Kunst der deutschen Romantik. In: Rainer Erb, Michael Schmidt (Hrsg.): Antisemitismus und jüdische Geschichte: Studien zu Ehren von Herbert A. Strauss. Wissenschaftlicher Autorenverlag, Berlin 1987, ISBN 3-88840-248-4, S. 329–364, hier S. 331
26. ↑  Angelika Benz: Grattenauer, Karl Wilhelm. In: Wolfgang Benz (Hrsg.): Handbuch des Antisemitismus Band 2: Personen. De Gruyter Saur, Berlin 2009, ISBN 978-3-598-44159-2, S. 307f.
27. ↑  Rainer Erb, Werner Bergmann: Die Nachtseite der Judenemanzipation, Berlin 1989, S. 111–135
28. ↑  Armin Pfahl-Traughber: Antisemitismus in der deutschen Geschichte. Opladen 2002, S. 48
29. ↑  Karl Christian Ernst von Bentzel-Sternau: Anti-Israel – eine projüdische Satire aus dem Jahre 1818; nebst den antijüdischen Traktaten Friedrich Rühs’ und Jakob Friedrich Fries’ (1816). Manutius, Heidelberg 2004, ISBN 3-934877-31-1.
30. ↑  Rainer Erb, Werner Bergmann: Die Nachtseite der Judenemanzipation, Berlin 1989, S. 114
31. ↑  Werner Treß: Wartburgfest. In: Wolfgang Benz (Hrsg.) Handbuch des Antisemitismus Band 4: Ereignisse, Dekrete, Kontroversen. De Gruyter Saur, Berlin/New York 2011, ISBN 978-3-598-24076-8, S. 434f.
32. ↑  Werner Bergmann: Paalzow, Christian Ludwig. In: Wolfgang Benz (Hrsg.): Handbuch des Antisemitismus Band 2: Personen. Berlin 2009, S. 611f.
33. ↑  Rainer Erb, Werner Bergmann: Die Nachtseite der Judenemanzipation, Berlin 1989, S. 198 und 202
34. ↑  Jacob Katz: Vom Vorurteil bis zur Vernichtung, München 1990, S. 174f.
35. ↑  Richard Wagner: Das Judenthum in der Musik. Insel, Frankfurt am Main 2000, ISBN 3-458-34317-2, S. 31
36. ↑  Edmund Silberner: Sozialisten zur Judenfrage. Ein Beitrag zur Geschichte des Sozialismus von Anfang des 19. Jahrhunderts bis 1914, Berlin 1962, S. 260.
37. ↑  Ludwig Andreas Feuerbach: Das Wesen des Christentums. Gesammelte Werke Teil 5, bearbeitet von Werner Schuffenhauer und Wolfgang Harich, 2006, ISBN 3-05-004212-5, S. 209 ff.
38. ↑  Micha Brumlik, Doron Kiesel, Linda Reisch: Der Antisemitismus und die Linke, Haag + Herchen, Frankfurt am Main 1991, ISBN 3-89228-726-0, S. 7 ff.
39. ↑  Walter Grab: Aspekte der Judenemanzipation in Tagesliteratur und Publizistik 1848–1869. In: Hans Otto Horch, Horst Denkler: Conditio Judaica. Judentum, Antisemitismus und deutschsprachige Literatur vom 18. Jahrhundert bis zum Ersten Weltkrieg. Erster Teil, Max Niemeyer, Berlin 1988, S. 294 f.
40. ↑  Matthias Vetter: Marx, Karl. In: Wolfgang Benz (Hrsg.): Handbuch des Antisemitismus. Bd. 2: Personen. De Gruyter Saur, Berlin 2009, ISBN 978-3-598-44159-2, S. 526 (abgerufen über De Gruyter Online).
41. ↑  Pierre-Joseph Proudhon: Carnets, 26 décembre 1847 (Notizbücher, 26. Dezember 1847), zitiert nach Dominique Trimbur: Proudhon, Pierre-Joseph. In: Wolfgang Benz (Hrsg.): Handbuch des Antisemitismus. Bd. 2: Personen. De Gruyter Saur, Berlin 2009, ISBN 978-3-598-44159-2, S. 657 f. (abgerufen über De Gruyter Online).
42. ↑  Michail Bakunin: Persönliche Beziehungen zu Marx. In: Gott und der Staat und andere Schriften, Rowohlt, 1971, ISBN 3-499-45240-5; Arnon Hampe: Bakunin, Michail Alexandrowitsch. In: Wolfgang Benz (Hrsg.): Handbuch des Antisemitismus. Bd. 2: Personen. De Gruyter Saur, Berlin 2009, ISBN 978-3-598-44159-2, S. 46.
43. ↑  Zum Forschungsstand zu den Hep-Hep-Krawallen vgl. Werner Bergmann: Tumulte ― Excesse ― Pogrome, 2020, S. 137–183, und Stefan Rohrbacher: Gewalt im Biedermeier, 1993, S. 94–156.
44. ↑  Daniel Gerson: Hepp-Hepp. In: Wolfgang Benz (Hrsg.): Handbuch des Antisemitismus. Band 4: Ereignisse, Dekrete, Kontroversen. De Gruyter Saur, Berlin 2011, ISBN 978-3-598-24076-8, S. 116 f. (abgerufen über De Gruyter Online).
45. ↑  Rainer Erb und Werner Bergmann: Die Nachtseite der Judenemanzipation. Der Widerstand gegen die Integration der Juden in Deutschland 1780–1860. Metropol, Berlin 1989, S. 246–261.
46. ↑  Rainer Erb und Werner Bergmann: Die Nachtseite der Judenemanzipation. Der Widerstand gegen die Integration der Juden in Deutschland 1780–1860. Metropol, Berlin 1989, S. 208 f.
47. ↑  Michael Lausberg: Die Resonanz des gobinistischen Rassenbegriffs bei Wagner und Nietzsche.
48. ↑  Karl Heinrich Rengstorf und Siegfried von Kortzfleisch (Hrsg.): Kirche und Synagoge. Handbuch zur Geschichte von Christen und Juden. Darstellung mit Quellen. 2. Auflage, Stuttgart 1970, S. 306 f.
49. ↑  Alexander Bein: „Der jüdische Parasit“. Vierteljahrshefte für Zeitgeschichte 13 (1965), Heft 2, S. 144 (online).
50. ↑  Rainer Erb und Werner Bergmann: Die Nachtseite der Judenemanzipation. Der Widerstand gegen die Integration der Juden in Deutschland 1780–1860. Metropol, Berlin 1989, S. 196.
51. ↑  Rainer Erb und Werner Bergmann: Die Nachtseite der Judenemanzipation. Der Widerstand gegen die Integration der Juden in Deutschland 1780–1860. Metropol, Berlin 1989, S. 195.
52. ↑  Nikolaj Beier: „Vor allem bin ich ich…“: Judentum, Akkulturation und Antisemitismus in Arthur Schnitzlers Leben und Werk. Wallstein, 2008, ISBN 3-8353-0255-8, S. 23.
53. ↑  Anja Lobenstein-Reichmann: Houston Stewart Chamberlain. Zur textlichen Konstruktion einer Weltanschauung. Eine sprach-, diskurs- und ideologiegeschichtliche Analyse. Walter de Gruyter, Berlin 2008, ISBN 978-3-11-020957-0, S. 35–57.
54. ↑  Gordon A. Craig: Deutsche Geschichte 1866–1945, München 1999, ISBN 3-406-42106-7, S. 105.
55. ↑  Olaf Blaschke: „Heimatgeschichte als Harmonielehre? Warum ausgerechnet stets in ‚unserem‘ Ort Toleranz herrschte und niemals Judenhass. Erklärungen eines Widerspruchs.“ In: Haus der Geschichte Baden-Württemberg (Hrsg.): Nebeneinander – Miteinander – Gegeneinander? Zur Koexistenz von Juden und Katholiken in Süddeutschland im 19. und 20. Jahrhundert. „Laupheimer Gespräche“, Bleicher, Gerlingen 2002, S. 137–161.
56. ↑  Siehe z. B. Adolf Stoecker: Reden im neuen Reichstag 1899. Siegen 1899, S. 65, 219, 385, 447.
57. ↑  Zur Wirkung des Antisemitismus auf die akademische Führungsschicht: Werner Jochmann: Gesellschaftskrise und Judenfeindschaft in Deutschland 1870–1945. Christians Verlag, Hamburg, 1988, S. 17. Zur Wirkung des Antisemitismus auf die Jugend: Werner Jochmann: Die Politisierung der Jugend. In: derselbe, Günter Brakelmann, Martin Greschat: Protestantismus und Politik. Werk und Wirkung Adolf Stoeckers. Christians Verlag, Hamburg, 1982, S. 162 ff. Zur Politisierung des Mittelstandes und der protestantischen Kirche: Hans Engelmann: Kirche am Abgrund. Adolf Stoecker und seine antijüdische Bewegung. Institut Kirche und Judentum, Berlin 1984., S. 153 f.
58. ↑  Michael Ley: Holokaust als Menschenopfer: vom Christentum zur politischen Religion des Nationalsozialismus. Lit, Münster 2002, S. 80.
59. ↑  Offenes Schreiben an Herrn Ernst von Weber Verfasser der Schrift Die Folterkammern der Wissenschaft, 1879, R. Wagner, Gesammelte Werke, Leipzig 1888.
60. 1 2  Daniel Jütte: Tierschutz und Nationalsozialismus. Die Entstehung und die Auswirkungen des nationalsozialistischen Reichstierschutzgesetzes von 1933 (PDF (Memento vom 27. Dezember 2013 im Internet Archive)), IDB Münster 2002, S. 167 ff.
61. ↑  Hanna Rheinz: Kabbala der Tiere, Tierrechte im Judentum. In: IATE (Hrsg.): Tierrechte, eine interdisziplinäre Herausforderung. Heidelberg 2007, S. 234–252.
62. ↑  Gerd Hoffmann: Der Prozeß um den Brand der Synagoge in Neustettin. (Memento vom 14. Januar 2004 im Internet Archive) (Rezension).
63. ↑  Micha Brumlik: Antisemitismus. 100 Seiten. Reclam, Ditzingen 2020, S. 52.
64. ↑  Alex Bein: Die Judenfrage. Biographie eines Weltproblems. Band 2: Anmerkungen, Exkurse, Register. Stuttgart 1980, S. 202.
65. ↑  Peter Pulzer: Die Entstehung des politischen Antisemitismus in Deutschland und Österreich 1867 bis 1914. Göttingen 2004, S. 148
66. ↑  Zitiert nach Ernst Simmel (Hrsg.): Antisemitismus. Fischer TB, Frankfurt am Main 1993, ISBN 3-596-15530-4, S. 58 f.
67. ↑  Wilhelm Mommsen: Deutsche Parteiprogramme. S. 84, zitiert nach Neuer Antisemitismus? S. 19. (PDF; 1,7 MB).
68. ↑  Norbert Kampe: Studenten und 'Judenfrage' im Deutschen Kaiserreich. Die Entstehung einer akademischen Trägerschicht des Antisemitismus. Göttingen 1988, S. 205 f.
69. ↑  Peter Pulzer: Die Entstehung des politischen Antisemitismus in Deutschland und Österreich 1867 bis 1914. Göttingen 2004, S. 220
70. ↑  Peter Pulzer: Die Entstehung des politischen Antisemitismus in Deutschland und Österreich 1867 bis 1914. Göttingen 2004, S. 254
71. ↑  Harald Lönnecker: Wagnerianer auf der Universität (Memento vom 27. September 2007 im Internet Archive) (PDF; 204 kB).
72. ↑  Dagmar Bussiek, Simona Göbel (Hrsg.): Kultur, Politik und Öffentlichkeit. Festschrift für Jens Flemming. Das Karusell, Kassel 2009, ISBN 978-3-89958-688-6, S. 284
73. ↑  Saul Friedländer: Das Dritte Reich und die Juden. Beck, München 2000, S. 46.
74. ↑  Olaf Blaschke: Katholizismus und Antisemitismus im deutschen Kaiserreich. Vandenhoeck und Ruprecht, Göttingen 1999 (2. Aufl.), S. 294 f.
75. ↑  Heinrich August Winkler: Der lange Weg nach Westen, Bd. 1: Deutsche Geschichte vom Ende des Alten Reiches bis zum Untergang der Weimarer Republik. C.H. Beck, München 2000, S. 320; ähnlich Volker Ulrich: Die nervöse Großmacht 1871–1918. Aufstieg und Untergang des deutschen Kaiserreichs, Fischer, Frankfurt am Main 1997 (Google Books-Vorschau).
76. ↑  Vgl. Lars Fischer: The Social Democratic Party Congress of 1903 and the Case of Hans Leuß. In: The Socialist Response to Antisemitism in Imperial Germany, Cambridge University Press, London 2007, S. 103–134 (online).
77. ↑  Julius H. Schoeps: Wie antisemitisch waren die Sozialisten? In: Über Juden und Deutsche. Historisch-politische Betrachtungen  Burg, 1986, S. 110 ff.
78. ↑  Siehe Fachzitate.
79. ↑  August Bebel: Refererat „Antisemitismus und Sozialdemokratie“. In: Protokoll über die Verhandlungen des Parteitages der Sozialdemokratischen Partei, abgehalten zu Köln a. Rh. Verlag der Expedition des „Vorwärts“ Berliner Volksblatt, Berlin 1893, S. 235 (online).
80. ↑  Deutsches Historisches Museum – Haus der Geschichte: Deutschvölkische Partei (DvP) 1914–1918.
81. ↑  Sitzungsprotokoll des preußischen Staatsministeriums vom 4. Februar 1918: online (Nr. 229 und 230).
82. ↑  Dirk Walter: Antisemitische Kriminalität und Gewalt. Judenfeindschaft in der Weimarer Republik. J.H.W. Dietz Nachf. Bonn 1999, S. 39.
83. ↑  Monika Richarz (Hrsg.): Jüdisches Leben in Deutschland II. Im Kaiserreich. Selbstzeugnisse zur Sozialgeschichte. S. 38.
84. ↑  Dirk Walter: Antisemitische Kriminalität und Gewalt. S. 23.
85. ↑  Dirk Walter: Antisemitische Kriminalität und Gewalt. S. 27.
86. ↑  John C. G. Röhl: Kaiser, Hof und Staat: Wilhelm II. und die deutsche Politik. Beck, München 2002, ISBN 978-3-406-49405-5, S. 220.
87. ↑  Willibald Gutsche: „Man rufe Mir! Ick komme! Amen.“ In: Die Zeit. Nr. 28, 3. Juli 1992, S. 70.
88. ↑  Seine Schuld ist sehr groß. Interview mit John Röhl. Spiegel 8/2004.
89. ↑  Colin Williams: „Das beste wäre Gas“, wetterte der Kaiser. Berliner Zeitung, 5. November 1994.
90. ↑  Dirk Walter: Antisemitische Kriminalität und Gewalt. S. 247.
91. ↑  Werner Bergmann: Deutschnationale Volkspartei. In: Wolfgang Benz (Hrsg.): Handbuch des Antisemitismus. Judenfeindschaft in Geschichte und Gegenwart. Bd. 5 Organisationen, Institutionen, Bewegungen. De Gruyter Saur, Berlin 2012, ISBN 978-3-598-24078-2, S. 191–196.
92. ↑  Hans Mommsen: Das NS-Regime und die Auslöschung des Judentums in Europa. Wallstein, Göttingen 2014, S. 23 f.
93. ↑  Michael Grüttner: Studenten im Dritten Reich. Schöningh, Paderborn 1995, ISBN 3-506-77492-1.
94. ↑  Cornelia Hecht: Deutsche Juden und Antisemitismus in der Weimarer Republik. Dietz, Berlin 2003, ISBN 3-8012-4137-8, S. 177f.
95. ↑  Dirk Walter: Antisemitische Kriminalität und Gewalt. S. 253.
96. ↑  Ludger Heid, Arnold Paucker: Juden und deutsche Arbeiterbewegung bis 1933. Mohr Siebeck, Tübingen 1992, ISBN 3-16-146016-2, S. 99.
97. ↑  Ralf Hoffrogge: Der Sommer des Nationalbolschewismus? Die Stellung der KPD-Linken zum Ruhrkampf und ihre Kritik am „Schlageter-Kurs“ von 1923. Sozial.Geschichte Online, Nr. 20/2017.
98. ↑  Brendan Simms: Hitler. Eine globale Biographie. Deutsche Verlags-Anstalt, München 2019, ISBN 978-3-421-04664-2, S. 41 f. und S. 52–55, das Zitat nach Hitlers erste antisemitische Äußerungen in seinem Brief an Adolf Gemlich (16. September 1919) auf germanhistorydocs.org.
99. ↑  LeMO: 25-Punkte-Programm der NSDAP, Punkte 4–8.
100. ↑  Wolfgang Wippermann: Ideologie. In: Wolfgang Benz, Hermann Graml, Hermann Weiß (Hrsg.): Enzyklopädie des Nationalsozialismus. 1998, S. 14.
101. ↑  Brigitte Hamann: Hitlers Wien. Lehrjahre eines Diktators. München 1996, S. 496 ff.; Ralf Georg Reuth: Hitlers Judenhass. Klischee und Wirklichkeit. München 2009.
102. ↑  Gerhard Paul, Aufstand der Bilder. Die NS-Propaganda vor 1933. J. H. W. Dietz Nachf., Bonn 1990, S. 90–94; Hans-Ulrich Wehler: Deutsche Gesellschaftsgeschichte. Bd. 4: Vom Beginn des Ersten Weltkrieges bis zur Gründung der beiden deutschen Staaten 1914–1949. C.H. Beck, München 2003, S. 569; Michael Mayer, NSDAP und Antisemitismus 1919–1933. In: Munich Discussion Paper. Nr. 2002-5 (online (PDF; 361 kB), Abruf am 9. Januar 2011).
103. ↑  Peter Hayes: Warum? Eine Geschichte des Holocaust. Campus, Frankfurt am Main 2017, ISBN 978-3-593-50745-3, S. 94 f.
104. ↑  Almut Hirt, Christoph Maisack, Johanna Moritz: Tierschutzgesetz. 2. Auflage, Verlag Franz Vahlen, München 2007, ISBN 978-3-8006-3230-5.
105. ↑  Julius Ludwig Pfeiffer: Das Tierschutzgesetz vom 24. Juli 1972. Die Geschichte des deutschen Tierschutzrechts von 1950 bis 1972. Verlag Peter Lang, Bern/Frankfurt am Main 2004, ISBN 3-631-52708-X.
106. ↑  Boria Sax: Animals in the Third Reich: Pets, Scapegoats, and the Holocaust. Foreword by Klaus P. Fischer. Continuum, New York / London 2000, ISBN 0-8264-1289-0.
107. ↑  Friedrich Koch: Sexuelle Denunziation. Die Sexualität in der politischen Auseinandersetzung. 2. Aufl., Hamburg 1995, ISBN 3-434-46229-5, Seite 64–95.
108. ↑  Die Ausgrenzung und Verfolgung der jüdischen Bevölkerung In: LeMO – Lebendiges virtuelles Museum Online (13. März 2012).
109. ↑  Peter Hayes: Warum? Eine Geschichte des Holocaust. Campus, Frankfurt am Main 2017, S. 94.
110. ↑  Peter Hayes: Warum? Eine Geschichte des Holocaust. Campus, Frankfurt am Main 2017, S. 92 f.
111. ↑  Bernward Dörner: Hitler-Rede vom 30. Januar 1939. In: Wolfgang Benz (Hrsg.): Handbuch des Antisemitismus Band 6: Publikationen. De Gruyter, Berlin 2013, ISBN 978-3-11-030535-7, S. 281f.
112. ↑  Werner Bergmann: Antisemitismus. In: Wolfgang Benz (Hrsg.): Lexikon des Holocaust. C.H. Beck, München 1976, S. 15.
113. ↑  Genealogienetz.de: Blumentritt (Familienname).
114. ↑  Michael Brenner, Stefi Jersch-Wenzel, Michael A. Meyer: Deutsch-jüdische Geschichte in der Neuzeit, Bd. 2, Emanzipation und Akkulturation 1780–1871. C.H. Beck, München 1996, S. 78 ff.
115. ↑  Michael Brenner, Stefi Jersch-Wenzel, Michael A. Meyer: Deutsch-jüdische Geschichte in der Neuzeit, Bd. 2, Emanzipation und Akkulturation 1780–1871. C.H. Beck, München 1996, S. 63 ff.
116. ↑  Ingrid Steiger-Schumann: Jüdisch-christliche Liebesbeziehungen im Werk Leopold Komperts. De Gruyter, Berlin 2015, ISBN 978-3-11-042884-1, S. 161
117. ↑  Aram Mattioli: Antisemitismus in der Schweiz, 1848-1960. Orell Füssli, Zürich 1998, ISBN 3-11-042884-9, S. 201
118. ↑  Steven M. Lowenstein: Umstrittene Integration 1871–1918. In: Michael Meyer (Hrsg.): Deutsch-jüdische Geschichte in der Neuzeit, Band 3. Beck, München 1997, ISBN 978-3-406-39704-2, S. 255f.; Marija Vulesica: Abwehrverein (Österreich). In: Wolfgang Benz (Hrsg.): Handbuch des Antisemitismus Band 5: Organisationen, Institutionen, Bewegungen. De Gruyter Saur, Berlin 2012, S. 1f.
119. ↑  Emmerich Tálos, Wolfgang Neugebauer: 
Austrofaschismus: Politik, Ökonomie, Kultur, 1933–1938. 7. Auflage, LIT Verlag, Münster 2005, ISBN 3-11-042884-9, S. 29
120. 1 2 3  Gerhard Vilsmeier (Hrsg.): Deutscher Antisemitismus im Spiegel der österreichischen Presse und ausgewählter Zeitungen in der Tschechoslowakei, Ungarn, Rumänien und Jugoslawien. Die Jahre 1933 bis 1938. Peter Lang, Bern 1987, ISBN 3-8204-0007-9
121. ↑  Raphael Gross: November 1938: Die Katastrophe vor der Katastrophe. Beck, Mnchen 2013, ISBN 978-3-406-65471-8, S. 36
122. ↑  Werner Bergmann: Tumulte ― Excesse ― Pogrome, Göttingen 2020, S. 134f.
123. ↑  Michael Brenner, Stefi Jersch-Wenzel, Michael A. Meyer: Deutsch-jüdische Geschichte in der Neuzeit, Band 2: Emanzipation und Akkulturation 1780–1871. Beck, München 1996, ISBN 3-406-39703-4, S. 308f. und 321
124. 1 2  Martin Michel Mäder: Die Juden in der Schweiz. Swisstxt / Hagalil, 9. Juli 1997
125. ↑  Gaby Knoch-Mund, Jacques Picard: Antisemitismus. In: Historisches Lexikon der Schweiz.
126. ↑  Bericht des Simon-Wiesenthal-Zentrums: Schweiz in 40er Jahren von Antisemitismus durchsetzt. HaGalil, Juli 1998
127. ↑  Claus Oberhauser: Simoninis Brief (1806). In: Wolfgang Benz (Hrsg.): Handbuch des Antisemitismus: Schriften und Periodika. De Gruyter Saur, Berlin 2013, ISBN 978-3-11-030535-7, S. 645ff.
128. ↑  Göran Larsson: Die Macht einer Lüge – Fakten oder Fälschung: Die Protokolle der Weisen von Zion. AMI-Jerusalem Center für biblische Studien und Forschung, Jerusalem et al., PDF S. 20f. (Archivlink)
129. ↑  Werner Bergmann: Tumulte – Excesse – Pogrome: Kollektive Gewalt gegen Juden in Europa 1789–1900. Wallstein 2020, ISBN 978-3-8353-3645-2, S. 272 ff.
130. ↑  David I. Kertzer: Die Päpste und die Juden. Der Vatikan und die Entstehung des modernen Antisemitismus, Propyläen, München 2001; referiert bei HaGalil (Nachdruck): Gefälschte Talmud-Zitate: Dr. Kroner, Dr. Bloch und der Prozess Rohling/Bloch vom November 1885.
131. ↑  Trond Berg Eriksen, Håkon Harket, Einhart Lorenz: Judenhass. Die Geschichte des Antisemitismus von der Antike bis zur Gegenwart. Vandenhoeck & Ruprecht, Göttingen 2019, S. 423.
132. ↑  Willems, Gilles, The origins of Pathé-Natan (Memento vom 11. Februar 2012 im Internet Archive)
133. ↑  Ira Katznelson, Barry Weingast: Preferences and Situations. ISBN 978-0-87154-442-1, S. 88 f. (englisch).
134. ↑  Er brachte eine Vorläuferthese der „Jüdischen Weltverschwörung“ in Umlauf. Außerdem ist er Urheber einer frühen Form der Legende vom Ewigen Juden.
135. 1 2 3  Stephen Greenblatt: Will in der Welt. Wie Shakespeare zu Shakespeare wurde. Berlin-Verlag, Berlin 2004, ISBN 3-8270-0438-1, Gelächter am Schafott.
136. ↑  Thomas Whipple Perry: Public opinion, propaganda, and politics in eighteenth century England. A study of the Jew Bill of 1753. Harvard University Press, 1962, S. 75–90, 99, und 178–182.
137. ↑  George Macaulay Trevelyan: Geschichte Englands. Band 2. Von 1603–1918. Leibniz-Verlag, 1947, OCLC 309996798, S. 185 ff.
138. ↑  Hannah Arendt: Elemente und Ursprünge totaler Herrschaft. Dort: Die Karriere Benjamin Disraelis. Piper 4. Aufl. von 1986, München 1995, S. 131 ff., Zitat: S. 136.
139. ↑  Joseph Caro, zitiert nach Hannah Arendt: Elemente und Ursprünge totaler Herrschaft. Piper, 4. Aufl. von 1986, München 1995. S. 133.
140. ↑  Hannah Arendt: Elemente und Ursprünge totaler Herrschaft. Dort: Die Karriere Benjamin Disraelis. Piper 4. Aufl. von 1986, München 1995, S. 144, 145.
141. ↑  Jago Salmon auf der Seite des Instituts für Auslandsbeziehungen: Wird Großbritannien antisemitisch? (Memento vom 29. Juni 2009 im Internet Archive)
142. ↑  Susanne Terwey: „The Death Trap (Roman von Robert William Cole, 1907).“ In: Wolfgang Benz (Hrsg.): Handbuch des Antisemitismus. Judenfeindschaft in Geschichte und Gegenwart. Bd. 7 Literatur, Film, Theater und Kunst. De Gruyter, Berlin 2015, S. 63 f.
143. ↑  Susanne Terwey: Moderner Antisemitismus in Großbritannien 1899–1919. Königshausen & Neumann, 2006, ISBN 3-8260-3460-0, S. 86 ff. und 102 ff.
144. ↑  Audrey Gillan: Day the East End said 'No pasaran' to Blackshirts. The Guardian, 30. September 2006
145. ↑  Thomas Brechenmacher: Der Vatikan und die Juden. Geschichte einer unheiligen Beziehung. C.H. Beck, München 2005, S. 72 f.
146. ↑  Thomas Brechenmacher: Der Vatikan und die Juden. Geschichte einer unheiligen Beziehung. C.H. Beck, München 2005, S. 76 f.
147. ↑  David I. Kertzer: Die Päpste gegen die Juden. Propyläen, 2001, ISBN 3-549-07147-7.
148. ↑  Thomas Brechenmacher: Der Vatikan und die Juden. Geschichte einer unheiligen Beziehung. C.H. Beck, München 2005, S. 132 f.
149. ↑  Gabriele Schneider: Mussolini in Afrika: die faschistische Rassenpolitik in den italienischen Kolonien 1936–1941. SH-Verlag, Köln 2000, ISBN 3-89498-093-1, S. 78 f.
150. ↑  Julius Hans Schoeps: Über Juden und Deutsche: historisch-politische Betrachtungen. Burg, Rehau 1986, ISBN 3-922801-16-1, S. 117.
151. ↑  Dolomiten: Die Rassenschutzgesetzgebung, 12. November 1938, Digitalisierte Ausgabe in der Landesbibliothek Dr. Friedrich Teßmann Bibliotech Provinziela/Biblioteca Provinciale.
152. ↑  Karin Priester: Rassismus. Eine Sozialgeschichte, Reclam, Leipzig, 2003, ISBN 3-379-20076-X, S. 24.
153. ↑  The Spanish Government and the Axis: No. 15. Notes on Conversation Between General Franco and Ambassador Dieckhoff (englisch).
154. ↑  Michael Kiefer: Islamisierter Antisemitismus. In: Wolfgang Benz (Hrsg.): Handbuch des Antisemitismus. Band 3: Begriffe, Ideologien, Theorien. De Gruyter Saur, Berlin 2008, ISBN 978-3-598-24074-4, S. 134 (abgerufen über De Gruyter Online).
155. ↑  Michel Bernhardt und Julia Jaki: Die ‚Protokolle der Weisen von Zion‘. Die Genese der Idee einer jüdisch/zionistischen Weltverschwörung in Europa und der arabischen Welt. In: Schirin Fathi (Hrsg.): Komplotte, Ketzer und Konspirationen. Zur Logik des Verschwörungsdenkens. Beispiele aus dem Nahen Osten. transcript, Bielefeld 2010, ISBN 978-3-8376-1341-4, S. 206 (abgerufen über De Gruyter Online).
156. ↑  Armin Pfahl-Traughber: Antisemitismus im Islamismus. Bundeszentrale für politische Bildung, 20. November 2023
157. ↑  Steven K. Baum: Antisemitism Explained, University Press of America, 2012, ISBN 978-0-7618-5578-1, S. 27.
158. ↑  Marrakesch. In: Dan Diner (Hrsg.): Enzyklopädie jüdischer Geschichte und Kultur (EJGK). Band 4: Ly–Po. Metzler, Stuttgart/Weimar 2013, ISBN 978-3-476-02504-3, S. 53.
159. ↑  Michael Kiefer: Islamisierter Antisemitismus. In: Wolfgang Benz (Hrsg.): Handbuch des Antisemitismus. Band 3: Begriffe, Ideologien, Theorien. De Gruyter Saur, Berlin 2008, ISBN 978-3-598-24074-4, S. 134 (abgerufen über De Gruyter Online).
160. ↑  Götz Nordbruch: Marokko. In: Wolfgang Benz (Hrsg.): Handbuch des Antisemitismus. Band 1: Länder und Regionen. De Gruyter Saur, Berlin 2010, ISBN 978-3-11-023510-4, S. 227 (abgerufen über De Gruyter Online).
161. ↑  Michael Kiefer: Islamisierter Antisemitismus. In: Wolfgang Benz (Hrsg.): Handbuch des Antisemitismus Band 3, Berlin 2008, S. 134 (abgerufen über De Gruyter Online).
162. ↑  Michel Bernhardt, Julia Jaki: Die ‚Protokolle der Weisen von Zion‘. Die Genese der Idee einer jüdisch/zionistischen Weltverschwörung in Europa und der arabischen Welt. In: Schirin Fathi (Hrsg.): Komplotte, Ketzer und Konspirationen. Zur Logik des Verschwörungsdenkens. Beispiele aus dem Nahen Osten. transcript, Bielefeld 2010, ISBN 978-3-8376-1341-4, S. 215 (abgerufen über De Gruyter Online).
163. ↑  Michael Kiefer: Islamisierter Antisemitismus. In: Wolfgang Benz (Hrsg.): Handbuch des Antisemitismus Band 3, Berlin 2008, S. 135; Michel Bernhardt, Julia Jaki: Die ‚Protokolle der Weisen von Zion‘. In: Schirin Fathi (Hrsg.): Komplotte, Ketzer und Konspirationen, Bielefeld 2010, S. 217 f. (beides abgerufen über De Gruyter Online).
164. ↑  Armin Pfahl-Traughber, Antisemitismus im Islamismus, BpB 2023
165. ↑  Olaf Farschid, Antisemitismus im Islamismus. Ideologische Formen des Judenhasses bei islamistischen Gruppen (Memento vom 24. September 2015 im Internet Archive), in: Armin Pfahl-Traughber (Hrsg.): Jahrbuch für Extremismus- und Terrorismusforschung 2009/2010. Brühl 2010, ISBN 978-3-938407-31-8, S. 435–485
166. ↑  Richard S. Levy: Antisemitism – A Historical Encyclopedia of Prejudice and Persecution, Band I, ABC-CLIO, 2005, S. 139; Götz Nordbruch: Algerien. In: Wolfgang Benz (Hrsg.): Handbuch des Antisemitismus. Band 1: Länder und Regionen. De Gruyter Saur, Berlin 2010, ISBN 978-3-11-023510-4, S. 25 f. (abgerufen über De Gruyter Online); Steven K. Baum: Antisemitism Explained. University Press of America, 2012, ISBN 978-0-7618-5578-1, S. 27.
167. ↑  Berna Pekesen, Bundeszentrale für politische Bildung (2014): Vertreibung der türkischen Juden aus Thrakien 1934.
168. ↑  NIOD Instituut voor Oorlogs-, Holocaust- en Genocidestudies: De SS en Nederland, Den Haag, Martinus Nijhoff Verlag, 1976, S. 402 (Digital).
169. ↑  Rudi Van Doorslaer (dir) et al.: La Belgique docile. Les autorités belges et la persécution des juifs en Belgique durant la Seconde guerre mondiale. 2 Bände, Luc Pire/Ceges, Brüssel 2007, ISBN 978-2-87415-848-3
170. ↑  Blick nach Rechts 4/2007: Bericht über belgische Kollaboration (Memento vom 22. März 2007 im Internet Archive)
171. ↑  Jochen Reinert: Helsinki und der Holocaust (Memento vom 17. November 2015 im Internet Archive). Erschienen in Ossietzky 5/2004.
172. ↑  Vilhjálmur Örn Vilhjálmsson: Iceland, the Jews, and Anti-Semitism, 1625–2004. In: Jewish Political Studies Review 16:3-4, Herbst 2004 (Archivlink)
173. ↑  Maciej Jankowski: Polish Liberal Thought before 1918. Central European University Press, Budapest / New York 2004, S. 198
174. ↑  Heiko Haumann: Geschichte der Ostjuden. dtv, 1998, ISBN 3-423-30663-7, S. 196ff.
175. ↑  Hellmuth G. Bütow (Hrsg.): Länderbericht Sowjetunion. 2. aktualisierte Auflage, BpB, Bonn 1988, S. 581
176. ↑  Iulia Onac: „In der rumänischen Antisemiten-Citadelle“. Zur Entstehung des politischen Antisemitismus in Rumänien 1878–1914. Metropol, Berlin 2017, ISBN 978-3-86331-352-4
177. ↑  A. C. Cuza: Das jüdische Problem in Rumänien und die Doktrin der „völkisch-christlichen Verteidigung“. In: Hans Krebs, Otto Prager: Weltfront. Eine Sammlung von Aufsätzen antisemitischer Führer aller Völker. Weltfrontverlag, Aussig 1926, S. 56–59. Auch in der 2. Aufl. Nibelungen, Berlin/Leipzig 1935 Autoren- und Titelliste. Cuza lebte 1857–1947.
178. ↑  Nellja Veremej: Bulgarisches Paradox: Reifeprüfung für die Zivilgesellschaft. Der Freitag / HaGalil, 15. August 2003
179. 1 2  Frank E. Smitha: Roosevelt and Approaching War: The Economy, Politics and Questions of War, 1937–38. 12. März 2006
180. ↑  Leland V. Bell: The Failure of Nazism in America: The German American Bund, 1936-1941. In: Political Science Quarterly Band 85, Nr. 4, 1970, ISSN 0032-3195, S. 585–599, DOI=10.2307/2147597
181. ↑  The German American Bund: A Pro-Nazi Organization in the United States. USHHM, . März 2025
182. ↑  Als Amerika die Juden im Stich ließ. Spiegel, 15. September 2022
183. ↑  Wesley P. Greear: American Immigration Policies and Public Opinion on European Jews from 1933 to 1945. East Tennessee State University, Mai 2002
184. ↑  Klaus Hart: Schlechte Menschen. Antisemitismus in Südamerika – weit verbreitet und wenig erforscht. Neue Zürcher Zeitung, 11. November 2008.